# 半沢直樹

番組ポスターが貼られたJR渋谷駅（2013年7月）

『半沢直樹』（はんざわ なおき）は、TBS系列「日曜劇場」枠で放送された、池井戸潤の小説「半沢直樹シリーズ」を原作とした日本のテレビドラマである。主演は堺雅人。
2013年7月7日から9月22日まで、『オレたちバブル入行組』と『オレたち花のバブル組』をベースとした前後編二部構成・全10話が放送された。
2020年1月3日23時15分から翌0時45分までスピンオフドラマ『半沢直樹II・エピソードゼロ〜狙われた半沢直樹のパスワード〜』（はんざわなおきツー・エピソードゼロ ねらわれたはんざわなおきのパスワード）が放送された。主演は吉沢亮。
2020年7月19日から9月27日まで、同じく「日曜劇場」枠で『ロスジェネの逆襲』と『銀翼のイカロス』をベースとした全10話の続編が放送された。
キャッチコピーは「やられたらやり返す、倍返しだ!!」、「クソ上司め、覚えていやがれ!!」（2013年版）。

## 概要
共通の主人公が登場する原作においては各巻ごとに表題が異なるが、「テレビドラマの表題が異なるのは好ましくない」として表題を統一している。また、「主人公の生き様に焦点を当てる」という思いから、主人公の名前を表題としている。

### 2013年版
本作は、銀行を巡る不正を描くフィクション作品であり、一般的には視聴率を取りにくい「経済ドラマ」というジャンルである。銀行という男性の世界を舞台にしており、「中年ばかりで、視聴率を取れそうな若いキャラクターが少ない」「女性の登場人物も少ない」「目立った恋愛シーンもない」「主題歌や挿入歌といったテーマソングもない」という「ないない尽くし」の作品であり、それまでのテレビドラマ業界の常識に外れるものであった。制作サイドは、主な視聴層を30代以上の男性と想定し、12 - 13%から視聴率が徐々に上がり最終話で20%、平均視聴率15%くらいが取れれば、それで良いと考えていたという。
しかし、実力派俳優陣による骨太の演技、わかりやすい主人公と敵、チャンバラを思わせるアクションシーン、リアルかつ時代劇調の脚本・演出、現代社会のサラリーマンのテーマでもある「本当は上司に言いたい!」といった心理を如実に映し出した内容が支持され、第1話から19.4%（ビデオリサーチ調べ、関東地区・世帯・リアルタイム、以下略）という高視聴率を記録。
その後も視聴率は右肩上がりを続け、第7話で30.0%、第8話で32.9%、第9話で35.9%を記録。初回から第10話（最終回）まで連続視聴率上昇という記録は、前クールに放送された『ラスト♡シンデレラ』の7話の記録を抜いて、民放の連続ドラマ史上最高記録である。また関東地区で連続ドラマが2週連続30％台を記録したのは同枠の『GOOD LUCK!!』以来10年ぶりとなった。ターゲット層として想定していなかった女性から未成年層まで幅広い視聴者層の支持を受け、2013年7月クールのドラマで最も大きな反響を得た。
最終話は42.2%を記録し、同枠の『ビューティフルライフ』（41.3%）を抜いて歴代第2位となり、平成の民放テレビドラマ史上第1位の視聴率となった。また視聴率調査が現在のミノル・メーター方式となった1977年9月26日以降でも、『積木くずし』の45.3%、『水戸黄門 第9部』の43.7%に次ぐ民放テレビドラマ史上第3位の視聴率となった。瞬間最高視聴率は22時17分に記録された46.7%。2013年の年間視聴率ランキングでは、同年大晦日に第64回NHK紅白歌合戦の後半が44.5%を記録するまで同年の全テレビ番組の平均視聴率首位だった。
脚本を担当した八津弘幸は、原作を基に毎回の山場とエンターテインメントへの昇華を意識して脚本を練り上げ、第1話は準備稿を出すまでに20回以上の手直しをしたという。監督もプロデューサーも、ここまでの人気を得られるとは考えていなかった。テレビの常識がいかに適当だったか、マーケティングというものがいかにアテにならないかということを痛感したとしている。また演出担当の福澤克雄は「（番組の）実力以上に周りが大騒ぎになった」「子どもたちにまで見ていただいた」とも語っている。
テレビドラマ版において主人公が多用した「倍返しだ!」という決め台詞は巷で話題となり、メディアでも盛んに引用されるなど流行語にもなっている。2013年版の結末について、池井戸は「すぐに次のドラマの予告が始まったので、『あれっ、これで終わりだっけ?』と（笑）。でも、原作通りでしたね」と語っている。なお池井戸は、福澤がドラマ化の許諾を求め自身の元を訪れた際に自身の全著作を紙袋に入れて持参してきたことを明かしている。

### 2020年版
2020年版は当初、4月19日からの放送開始が告知されていたが、新型コロナウイルスの感染拡大の影響で撮影が長引いたため、4月1日に開始日の延期が発表された。また、2020年版の初回放送に先駆け、2週連続で2013年版の特別総集編が放送される予定であったが、こちらも併せて延期が決定し、休止期間中には過去に日曜劇場で放送された作品の特別総集編が代替番組として放送された。
その後、6月21日放送の『99.9』特別編（第4回）のエンディングにて、7月19日から2020年版を放送開始することが堺・及川・賀来より発表された。また、2020年版の放送開始に伴い、同じく放送が延期されていた2013年版の特別総集編が7月5日、7月12日の2週にわたり放送された。
新型コロナウイルスの影響で撮影が遅延したため、9月6日に放送予定だった第8話は急きょ13日に延期され、空いた6日にはドラマのキャスト・スタッフによる1時間の生放送トークバラエティー『生放送!!半沢直樹の恩返し』が放送された。
脚本は2013年版の八津弘幸に代わり、『小さな巨人』や『ノーサイド・ゲーム』等を手掛けた丑尾健太郎が中心となって数人の脚本家が担当している。
前回に引き続き大ヒットとなり、世帯平均視聴率は前述の代替番組を含めて全話を通して20%を上回り、最終回で32.7%を記録した。2013年版最終回の42.2%を超えることはできなかったが、平成以降のドラマで30%を超えるのは2013年版最終回以来の快挙である。またTwitter上では、全話を通して本作が世界トレンド1位になるほどの反響を呼んだ。
総合視聴率（リアルタイム視聴率とタイムシフト視聴率の合計）は44.1%を記録。40%を上回るのは、2016年10月にビデオリサーチが調査を開始して以降史上初である。

## あらすじ
半沢直樹は、「上を目指す」と公言する有能な銀行マン。半沢がバンカーとして頭取を目指すことには、ある理由があった。半沢が中学生の頃、彼の両親が経営していた工場が傾いたことで銀行に融資を引き揚げられ、父親が自殺したという過去があり、亡き父のためにも銀行を変えようという信念を持っていたからだ。
半沢が入行した産業中央銀行（旧S）は後に巨額の不良債権を抱えたことで、2008年に東京第一銀行（旧T）との合併を実行し、世界第三位のメガバンク・東京中央銀行となる。しかし上層部では、旧S派と旧T派の醜い派閥争いが繰り広げられていた。

### 2013年版

#### 第一部

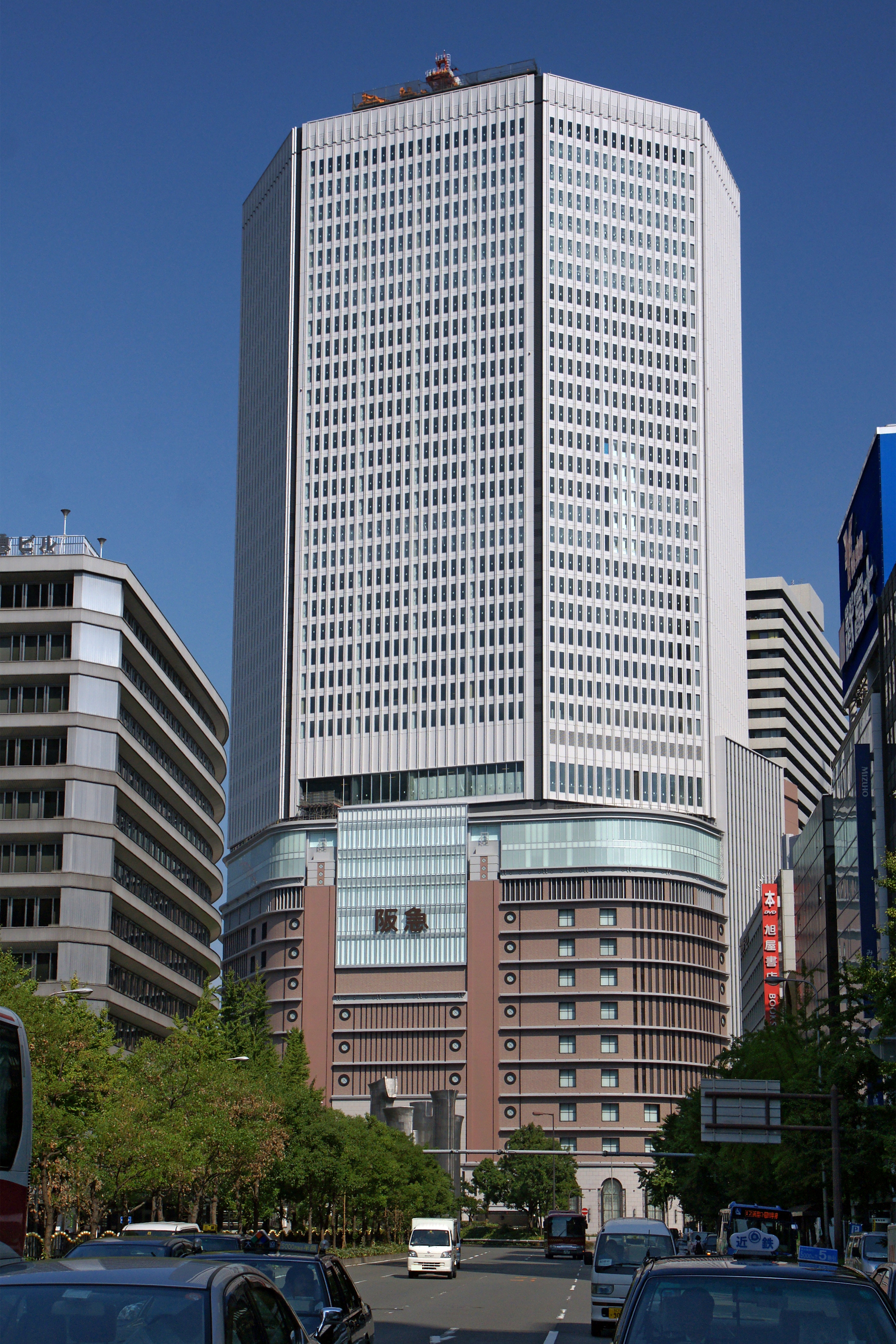
東京中央銀行大阪西支店の外観に使われた梅田阪急ビル。

ある日、半沢が融資課長として勤める東京中央銀行大阪西支店で、支店長の浅野匡から、これまで取引のなかった西大阪スチールへの融資検討の話が持ち上がる。半沢は十分な審査をしようとするも、浅野が押し切る形で「無担保で5億円の融資」が決定・実行され、目標額を達成した大阪西支店は最優良店舗賞を受賞する。
しかしその後、優良企業と思われていた西大阪スチールは粉飾決算が発覚し倒産。社長・東田満は雲隠れし、融資された5億円が焦げ付く事態に陥る。
さらに半沢は、同期入行で東京本部勤務の渡真利忍からの情報で、浅野支店長が上層部に根回しを行い、全責任を融資課長である自分に押し付けようとしていることを知る。一週間後の聞き取り調査までに雲隠れした社長の東田を見つけなければ、半沢は関連会社に出向させられ銀行員にとっての終わりを迎えてしまう。
そんな中、大阪西支店に大阪国税局統括官の黒崎駿一による支店査察が入る。これに疑念を抱いた半沢は、複写機に仕掛けたハードディスクの保持データを調べ、国税局も脱税で西大阪スチールを調べていることを知り、まだ回収できる「隠し資産」が10億円以上あると確信する。さらに西大阪スチールの元経理課長から裏帳簿を入手し、東田の居場所を突き止め彼に詰め寄るが、東田の愛人・藤沢未樹の不意打ちを受けて取り逃がしてしまう。
そして、東京本部での聞き取り調査の日。浅野支店長の息のかかった人事部次長らに厳しく責任を追及される半沢は、葛藤の末に浅野支店長との徹底抗戦を決断。次長らに屈することなく反論し、啖呵を切って言い放つ。
「私は必ず5億を回収する! 二度と邪魔しないで頂きたい!」

#### 第二部

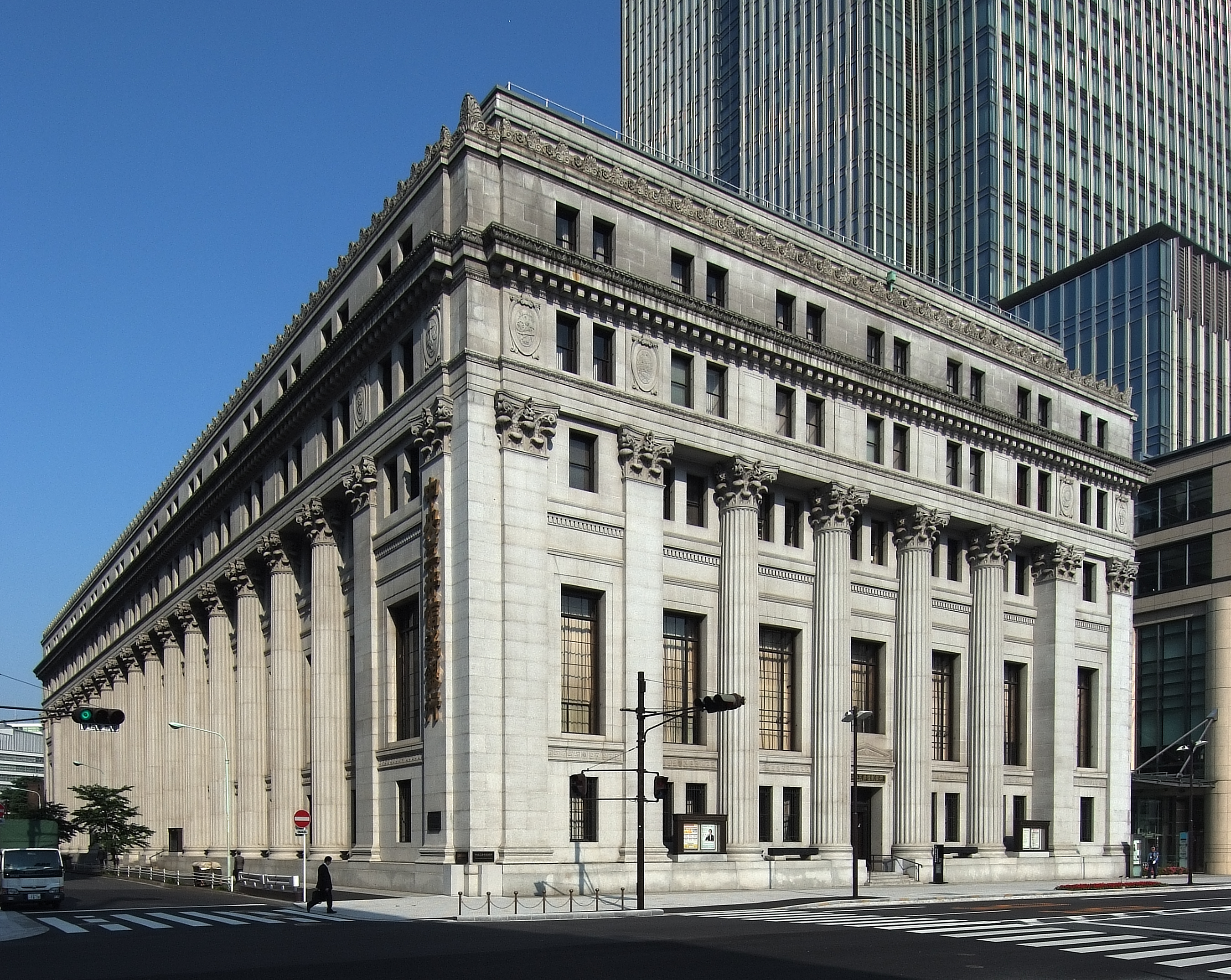
東京中央銀行本店前のロケが行われた東京日本橋の三井本館。

西大阪スチールの債権回収における活躍で、半沢が東京中央銀行本部・営業第二部次長に栄転し、1年が経過しようとしていた。半沢は営業第二部のエースとして、数十人の部下達を現場で取り仕切り最前線で活躍していた。
金融庁検査を2週間後に控えた東京中央銀行は、最近200億円を融資した伊勢島ホテルが株の運用失敗によって120億円を損失していることを新たに把握。伊勢島ホテル社長・湯浅威に依頼された頭取・中野渡謙は半沢をホテル再建担当に任命する。金融庁が伊勢島ホテルを実質破綻先と判断すれば引当金を1500億円以上積まなければならず、東京中央銀行の経営に大きく影響しかねない。
しかし、融資した200億円を伊勢島ホテルに返済させると経営破綻が懸念されたため、取締役会において引き上げは断念し、経営再建を図ることで金融庁検査を乗り切る方向に決定した。しかし、株の運用失敗による120億円を損失させた伊勢島ホテルの女性専務・羽根夏子は、なぜか東京中央銀行に非協力的であった。
実は、羽根は裏で120億の損失を銀行に告発した経理課長・戸越茂則を解雇しており、更に大和田暁常務と組んで湯浅を失脚させて自分が社長になろうと画策。一方、湯浅社長は経営再建に奔走しており、伊勢島ホテルの再建担当になった半沢に面会して経営改善の決意を表明する。
そんな中、半沢は東京中央銀行への戸越の告発を揉み消したのは、京橋支店長・貝瀬郁夫であることを突き止める。京橋支店の歴代支店長は大和田とその部下である岸川慎吾など旧産業中央派が歴任している。不正の疑いの濃い大和田に対し、半沢はバンカーの誇りを持って言い放つ。
「私は担当として、どんなことをしてでも伊勢島ホテルを守ります!」

### 2020年版

#### スピンオフドラマ

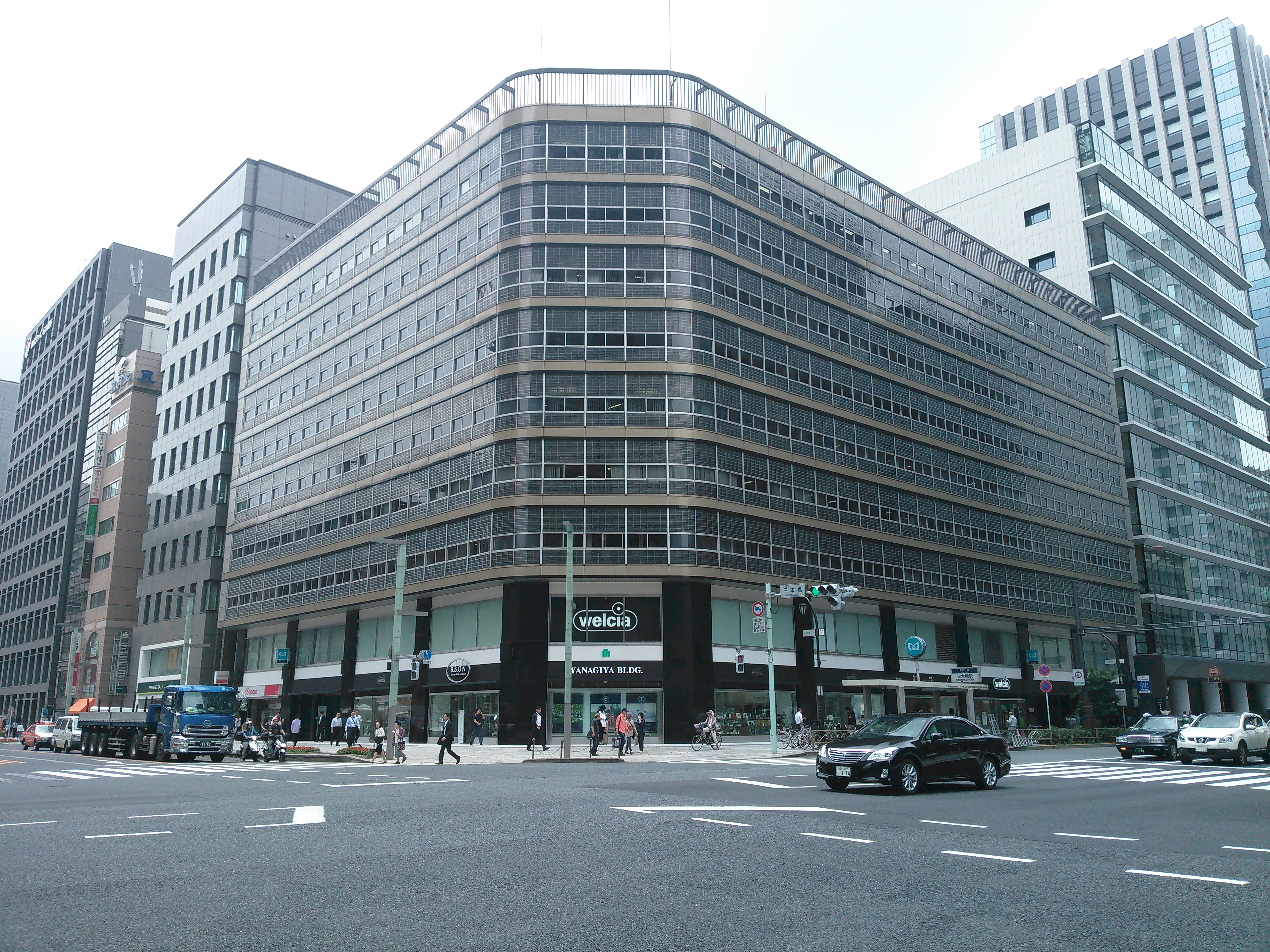
東京セントラル証券の外観に使われた東京日本橋の柳屋ビル。

半沢が出向した東京中央銀行の子会社東京セントラル証券では、証券取引システムの大規模リニューアルを行うためのコンペが実施され、新興IT企業スパイラルと実績があるワールドビッグデータが共同でシステムの開発を行うことになる。
この開発が成功すれば数億の売上に繋がるスパイラルでは、手際よくトラブルの処理をした実績のある新人プログラマーの高坂圭がプロジェクトリーダーに抜擢される。高坂は東京セントラル証券の担当である城崎勝也や浜村瞳らと折衝を重ね、システム導入までこぎつける。
そんな中、セントラル証券で旧型システムへのブルートフォースアタックによる不正アクセスが発生し、スパイラルでは共有クラウド上にトロイの木馬が仕掛けられる。立て続けに外部からのシステム攻撃を受けたある日、浜村が身に覚えのないインサイダー取引を行ったとして謹慎処分を課せられる。
システム移行日の当日、新システム稼働のデモンストレーションにおいて使用した半沢のパスワードが、何者かのハッキングにより盗み出され、顧客口座から300億円が不正送金される事件が発生する。

#### 第一部

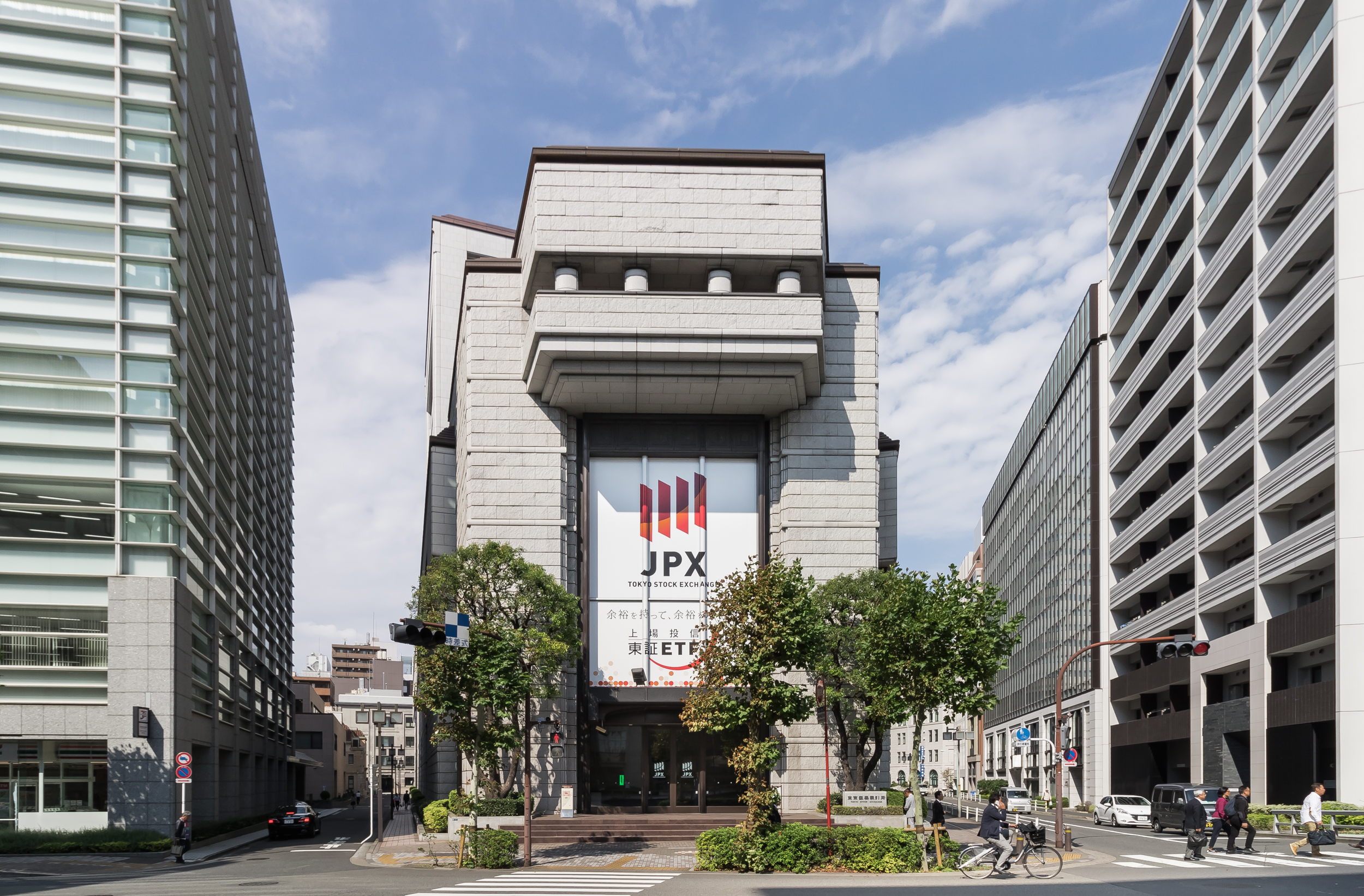
東京セントラル証券のビル前にある東京証券取引所。

東京中央銀行内での数々の不正を明らかにするも、子会社である東京セントラル証券へ営業企画部長として出向を命じられた半沢は、処遇に腐ることなく部長として毅然とした態度で仕事に邁進していた。
ある日、東京セントラル証券は大手IT企業・電脳雑伎集団から株式取得にかかる費用が1500億円以上という、新興IT企業・スパイラルの買収に関するアドバイザー業務を委託される。それはセントラル証券にとってかつてない大型案件であるが、敵対的買収になることは明らかであり、半沢は電脳が巨額買収に経験の浅いセントラル証券に買収業務を委託したことを不審に感じる。
セントラル証券では半沢の部下で東京中央銀行からの出向者である諸田祥一が、買収プロジェクトチームを編成してスパイラル買収のスキームを練らせる。それまで電脳の営業担当であったプロパー社員の森山雅弘は経験不足を理由にチームから外され納得がいかなかったが、買収スキームは一向にまとまらず、ようやく決定した内容を報告しに電脳へ赴くも、平山一正社長から返答が遅れたことを理由に契約破棄を突き付けられる。
電脳の一方的な契約破棄に森山は食らいつき、独自に準備していた買収スキームの提案に赴くが、その際に図らずも電脳の財務担当の玉置克夫との会話から電脳がスパイラルの買収案件のアドバイザーを他社へ乗り換えた事実を知る。半沢はこれまでの電脳の不可解な言動から、買収契約を横取りしたのは親会社である東京中央銀行ではないかと疑念を抱くが、それはセントラル証券内部に電脳による巨額買収の情報をリークした人物がいるということを意味していた。
そして半沢の仕掛けた策略により、諸田が銀行への復帰を見返りに東京中央銀行証券営業部長・伊佐山泰二に電脳との買収契約の情報をリークし、東京中央銀行が強引に子会社のセントラル証券の仕事を横取りしていた事実を掴むが、あと一歩のところで伊佐山の息のかかったシステム部の行員により証拠となる情報リークのメールをサーバーから削除されてしまう。証拠を揉み消し勝ち誇った顔をする黒幕の伊佐山に対し、半沢は啖呵を切って言い放つ。
「私はこのまま終わらせるつもりはありません。この借りは、必ず返します!」

#### 第二部

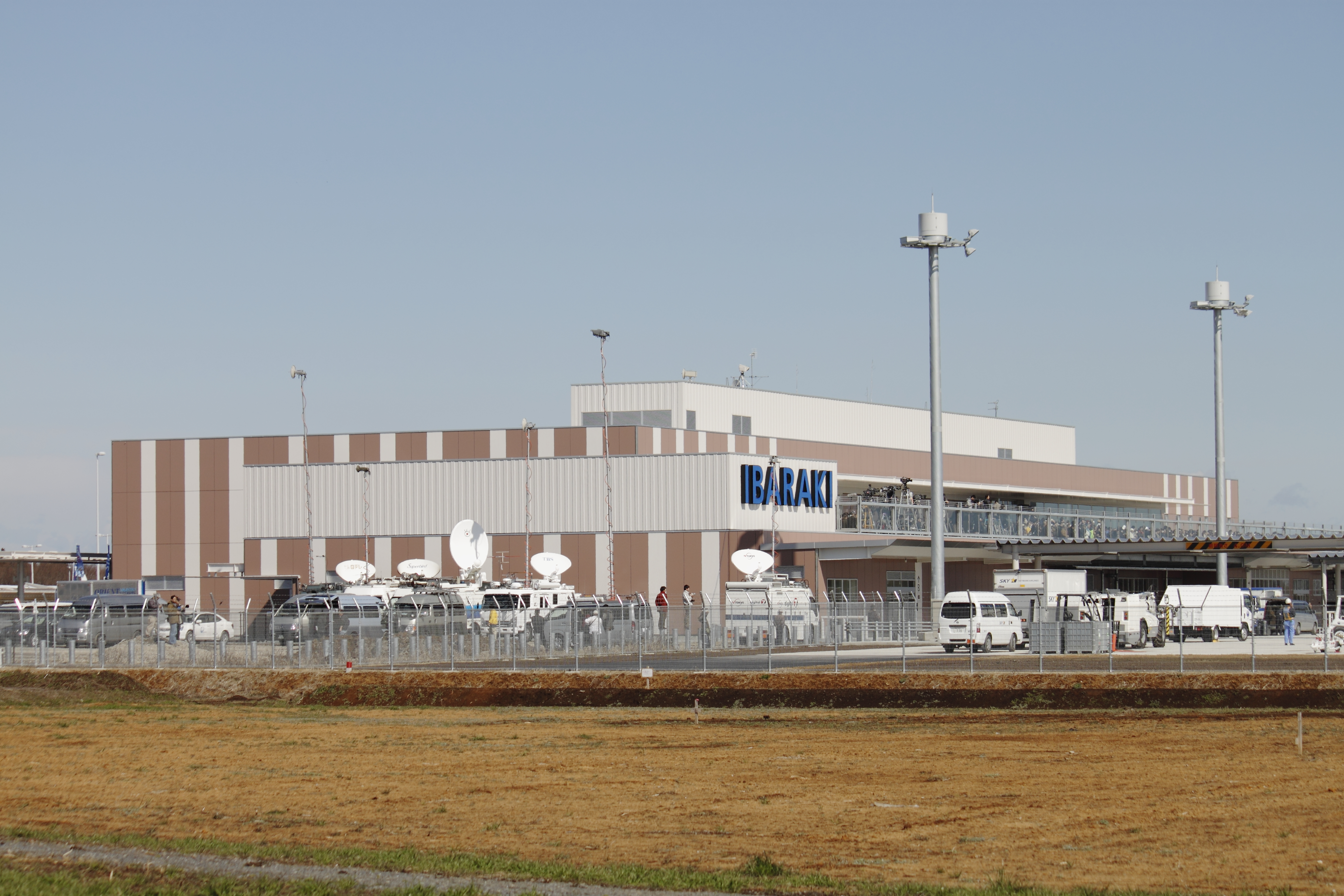
伊勢志摩空港のロケが行われた茨城空港。

スパイラル買収をめぐり、電脳雑伎集団の粉飾を突き止め、不良債権となる恐れのあった500億円の追加融資を阻止し銀行を救った半沢は、東京中央銀行本部・営業第二部次長に復帰する。
着任早々、大和田からの推薦で破綻寸前の帝国航空の再建という超大型案件を中野渡頭取から任され、ニューヨーク支店から本部に復帰し、債権管理担当常務に就任した紀本平八の管轄の元、再建に取り組むこととなる。
半沢は早速帝国航空に赴くが、社長の神谷巌夫以下経営陣は公共交通機関として利益よりも路線を維持する社会的意義を尊重。前任の再建担当である審査部の曾根崎雄也もその考えに同調しており、経営危機への危機感が希薄であった。半沢は経営陣に毅然とした態度で赤字路線の撤廃、リストラなどの抜本的な改革を訴える。
そんな中、支持率が低迷する進政党・的場一郎内閣が内閣改造を行い、サプライズ人事として元アナウンサーの女性議員・白井亜希子が国土交通大臣に任命される。白井は目玉政策として帝国航空の改革を挙げ、再生タスクフォースの立ち上げと銀行への債権放棄の検討を発表。帝国航空に700億円の債権を保有する東京中央銀行もその7割に当たる500億円もの債権を放棄せねばならず、半沢は大和田から政策実行前に帝国航空を再建し、債権を回収するよう命じられる。
政府からの理不尽な要求をはねつける為、半沢は帝国航空のメインバンクである開発投資銀行との共闘による債権放棄の拒否を目指し、帝国航空の再建案を立案する。途中、架空請求で資金を横領していた東京中央銀行から帝国航空への出向者・永田宏から妨害を受けるがそれを乗り越え、OBをはじめとする帝国航空からの再建案の支持を取り付け、開投銀の谷川幸代との共闘の道に一縷の望みを繋ぐ。
その後、半沢はタスクフォースリーダーの弁護士・乃原正太との面談で「企業再生ノウハウのない銀行は、黙ってタスクフォースに任せておけばいい」と「国民の総意」を根拠に高圧的な態度で債権放棄を迫られるが、横暴な政府の要請には「法的根拠」がないと論破し放棄を拒否する旨を伝える。
しかし、政府に楯突く半沢に圧力をかけるため、白井は幹事長・箕部啓治に依頼し金融庁に圧力をかけ帝国航空再建計画の与信判断を実施させ、自らは大臣の権限を用い帝国航空の整備士の受け入れ先であったスカイホープ航空の新規路線認可を却下するなど、敵対行為を繰り返す。
政府の脅威を感じる中、中野渡は銀行として進むべき正しい道を判断し、前回追加融資150億円を通すため説明に虚偽があったことを金融庁に報告し、業務改善命令を受け入れ謝罪する。それは半沢や東京中央銀行のバンカー全員にとって屈辱的な瞬間であった。業務改善命令受け入れの報道を見て、半沢は傲慢な政府に怒り心頭に発し言い放つ。
「俺は必ず帝国航空を再建してみせる。やられたらやり返す、倍返しだ!」

## 金融機関

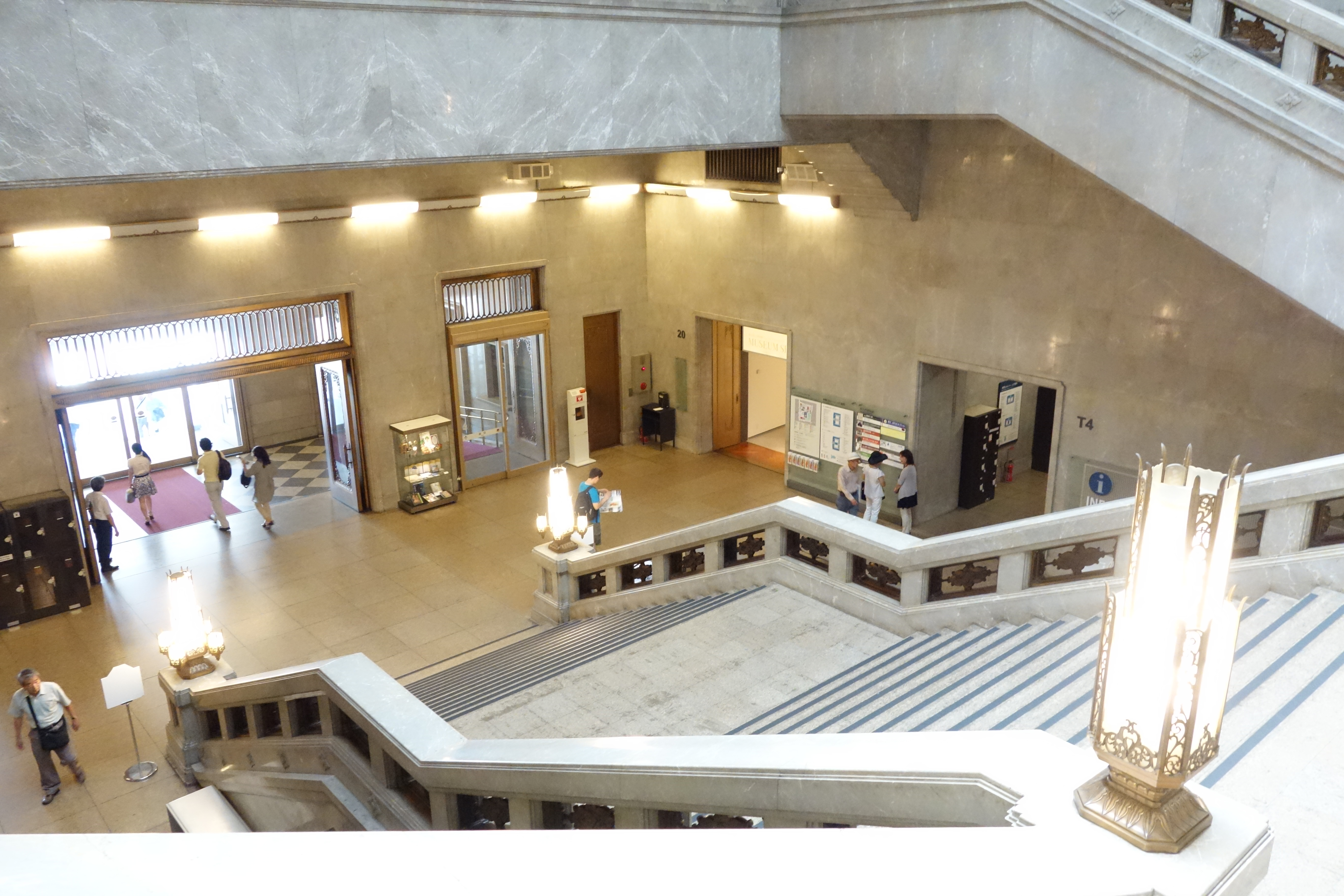
東京中央銀行の玄関として使用された東京国立博物館の玄関。

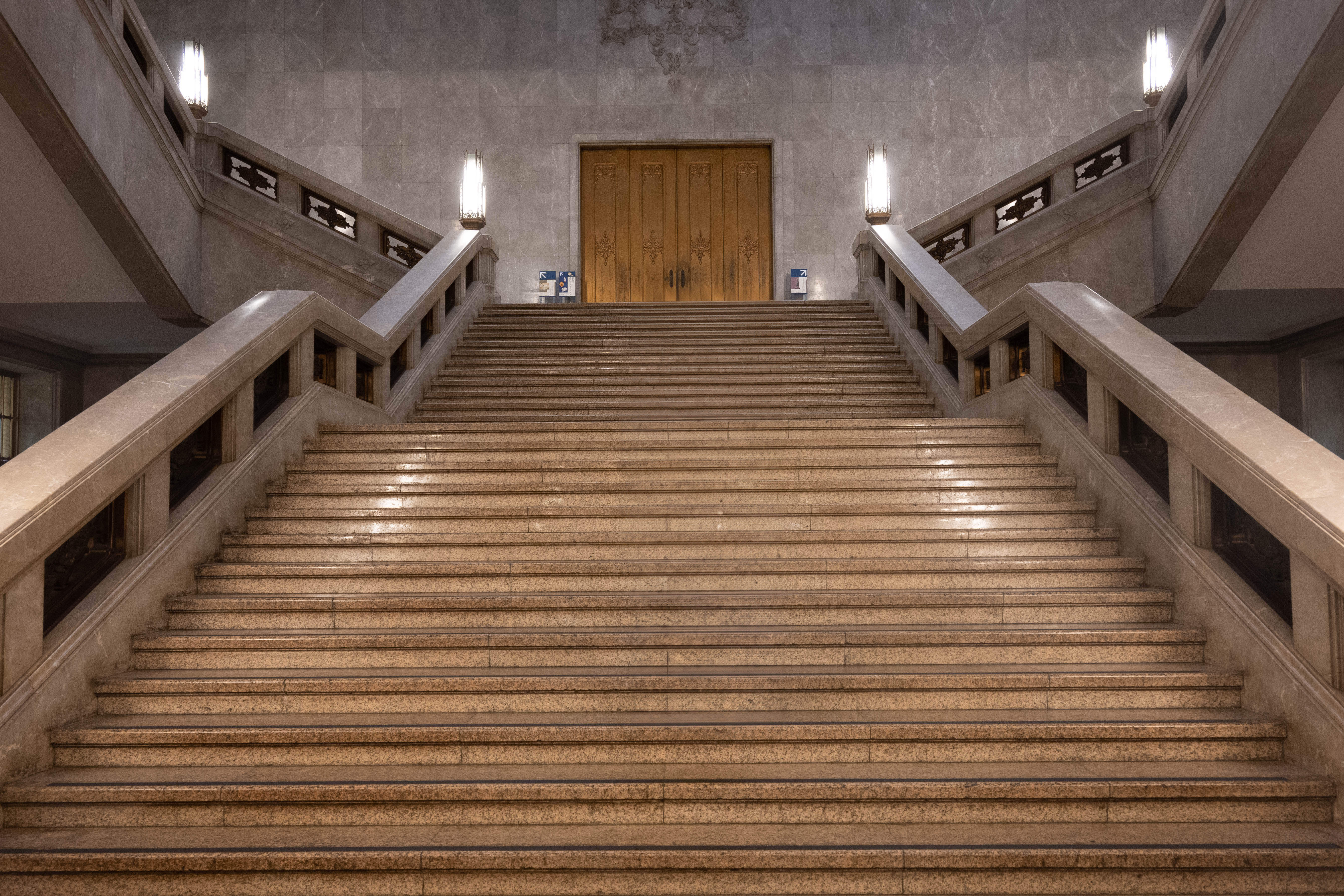
東京中央銀行本店のロケ地のひとつとなった東京国立博物館の大階段

産業中央銀行
通称「旧S」。英語表記は「The Industrial Chuo Bank, Limited」。
大和田・岸川・浅野・貝瀬および半沢・渡真利・近藤が就職した銀行。バブル崩壊後、多額の不良債権（2兆900億円）を抱え、生き残るために2008年に東京第一銀行との合併を実行する。
旧S時代の支店は現在も旧S出身者が占めている。
東京第一銀行
通称「旧T」。英語表記は「The Tokyo Dai-Ichi Bank, Limited」。
中野渡頭取、紀本、高木専務取締役らの出身銀行であり、2008年に巨額の不良債権を抱えた産業中央銀行との合併を実行する。
合併前は暴力団などの反社会的勢力や政治家に対する不正融資を行っていた。
東京中央銀行
英語表記は「Tokyo Chuo Banking Corporation」、略称「TCBC」。
東京に本部を置くメガバンクであり、世界第三位の大手銀行。日本三大銀行の一つ。東京第一銀行と産業中央銀行が2008年に合併して誕生。
旧Sと旧Tの派閥争いが絶えず、部署や支店ごとに銀行派閥の名残りがある。
頭取は旧T出身の中野渡。東京中央銀行の頭取は代々旧T出身者で占められている。
白水銀行
東京に本部を置くメガバンク。日本三大銀行の一つ。東京中央銀行よりも情報力は少ないものの、優良銀行である。
半沢と渡真利の大学時代の同級生・油山が本部融資部次長を務めている。
大同銀行
東京に本部を置くメガバンク。日本三大銀行の一つ。かつての金融庁検査で黒崎に破綻まで追い込まれる。
ニューヨーク・ハーバー・信託銀行（New York Harbor Trust Bank）
2013年版第一部で登場した、アメリカ・ニューヨークに本部がある世界最大の銀行で、東京に支店がある。他の銀行と合併する度にロゴマークが変更される。西大阪スチール社長・東田満名義の口座があり、自分の口座をスマホで確認できる。渡真利曰く「個人口座を開設するには10億円以上預けなければならない」とのことで、東田も12億円の隠し財産を貯め込んでいた。
関西シティ銀行
2013年版第一部で初登場した、関西圏における第二地方銀行。マキノ精機への融資を止めていた。東田名義の個人口座と東田の愛人・藤沢未樹名義の個人口座、東京中央銀行大阪西支店長・浅野匡名義の個人口座があり、彼らはこの銀行で不正な金のやり取りを行っていた。
2020年版第二部にも帝国航空の取引銀行の一つとして登場する他、「棺の会」のメンバーが個人口座を設けていた。
内海信用金庫
石川県金沢市に本店を構える信用金庫。半沢が中学時代の頃、父の慎之助が営む半沢ネジの融資を打ち切った産業中央銀行に代わり融資を行った。
東京セントラル証券
半沢が出向した、東京中央銀行の子会社の証券会社。業歴が浅く、大型買収のノウハウも持ち合わせていない。これまで扱ってきた大型案件は銀行から回されたものばかりで、市場の真の厳しさを知っているとは言えない。東京中央銀行からの出向社員と生え抜き社員との間で確執がある。
開発投資銀行
政府系金融機関であり、帝国航空のメインバンクとして2500億円もの融資を行っている。2020年版第7話で民営化法案が閣議決定された。
UAE銀行
2020年版で進政党幹事長・箕部啓治の隠し口座が開かれていた外資系の銀行。

## 登場人物
氏名の読み方や人物描写は原作・公式サイト相関図・放送内容に基づく。
主人公と親友 / 半沢家 / 東京中央銀行 / 国税庁・金融庁 / 西大阪スチール融資事故関係者 / 伊勢島ホテル / タミヤ電機 / スパイラル / 電脳雑伎集団 / 電脳電設（旧ゼネラル電設） / 太洋証券 / フォックス / 進政党 / 帝国航空再生タスクフォース / 帝国航空 / 伊勢志摩ステート / 開発投資銀行 / 白水銀行・その他の銀行 / その他

### 主人公と親友
半沢直樹（はんざわ なおき）
演 - 堺雅人（中学時代：中島凱斗）
慶應義塾大学経済学部
→産業中央銀行 八重洲通支店（新人行員時代）
→産業中央銀行 本店営業第四部 調査役
→ 東京中央銀行 大阪西支店融資課 課長（2013年版第一部）
→ 東京中央銀行 本部 営業第二部 次長（グループは不明）（2013年版第二部）
→ 東京セントラル証券 営業企画部 部長（2020年版第一部）
→ 東京中央銀行 本部 営業第二部第一グループ 次長（2020年版第二部）
旧S出身。1970年12月8日生まれ。石川県金沢市出身。慶應義塾大学体育会剣道部。
主人公。曲がったことを非常に嫌い「やられたらやり返す、倍返しだ!!」が流儀かつ決め台詞。決め台詞を言って相手の反感を買ってしまうことが多いが、部下からの信頼は厚く、行内には敵も多いが味方も多いと言われている。亡き父親・慎之助の作ったネジを形見のように常に携帯している。銀行員として、ひいてはビジネスマンとして尋常ならざる問題解決能力を有する一方、目的のためには手段を選ばない苛烈で危うい一面も併せ持つ。
金沢市立錦西小学校 → 市立錦山中学校 → 県立金沢星条高校を経て慶應義塾大学経済学部を卒業し、1992年、産業中央銀行に入行する。
2013年版
西大阪スチールの融資事故が起こる2年前に大阪西支店の融資課長に着任。部下たちと仕事に邁進していたが、融資事故の一件から浅野支店長が西大阪スチールの東田社長と結託して全責任を自身に被せようとしている策略を知り「10倍返し」を宣言。徹底抗戦の末見事に5億円を回収して東田を破滅させ、一時は浅野も刑事告発して失脚に追い込もうとするが、浅野の妻に懇願されたため、東京本部営業第二部への異動を条件に見逃す。そして浅野に土下座をさせ「10倍返し」に成功し、東京本部営業第二部へ栄転を果たす。
栄転後は、慎之助を自殺に追いやった大和田と伊勢島ホテル経営再建問題を発端に敵対し、伊勢島ホテル融資事件とタミヤ電機を通じた迂回融資に関する大和田の一連の不正を取締役会において糾弾。そして内藤や中野渡の制止を振り切って大和田に土下座をさせ「100倍返し」に成功する。
劇中の功績から昇進間違いなしと思われていたが、中野渡に「東京セントラル証券への出向を命じる」と直々に辞令を告げられ、営業企画部長として東京セントラル証券に出向する。
2020年版（第一部）
出向後も営業企画部部長として仕事に邁進していたが、電脳雑伎集団から舞い込んできた大型買収案件を親会社である東京中央銀行が横取りしたことに反発し銀行への倍返しを宣言。部下の森山と共に事態の究明に奔走し、東京スパイラルとの間にアドバイザー契約を締結し銀行との対立姿勢を明確にする。東京スパイラルによるフォックス逆買収を実現させるためにフォックスの経営状況報告書を白水銀行の油山から極秘で入手するなど、グレーな方法を駆使しながらも電脳によるスパイラル買収を阻止するために活躍する。
銀行や黒崎らと対峙する中で「なぜ電脳は東京中央銀行ではなく、東京セントラル証券にアドバイザーを依頼したのか」という疑問に辿りつき、その鍵を握っているとされる電脳の財務担当役員である玉置へ接触を図ろうとするが、その動きを感知した平山夫妻の先回りにより玉置は退職し子会社である電脳電設に雲隠れしてしまう。それでも諦めず電脳電設本社まで赴いて玉置親子と接触し、開発した次世代スイッチング電源の特許を電脳に買い取られ電脳に逆らえなくなっていた経緯を知ると、伊佐山の妨害に遭いながらもセントラル証券の営業力を総動員させ特許を取り戻す道筋をつけ、玉置から電脳が粉飾決算を行っているという事実とそれを示す裏帳簿のありかを引き出す事に成功。さらに、伊佐山の裏切りに怒り心頭の大和田に接触し「電脳への500億円の追加融資の稟議の是非を問う役員会において自身に発言の機会を与えること」と「伊佐山の妨害によって頓挫していた電脳電設の特許買戻しを支援してくれる企業への根回し」を要請し一時的に大和田と手を組む。そして単身役員会に乗り込み、電脳の粉飾決算の事実を指摘。スパイラル買収を阻止するとともに、銀行への倍返しに成功する。
2020年版（第二部）
その功績を評価され東京本部営業第二部へ復帰すると、大和田の推薦もあり中野渡から直々に帝国航空の再建担当に任命される。当初は帝国航空の経営陣の反発を受けながらも、独自の視点から帝国航空は自力で再建可能な企業であると看破し、独自の経営再建案を提出。帝国航空の将来性と可能性を熱弁し、経営陣や社員たちの信頼を得る。その後、乃原に債権放棄案を呑むよう強要されるも、毅然としてこれを拒否する。
国交大臣・白井の横槍で東京中央銀行が金融庁による帝国航空の与信判断を受けた際、黒崎に金融庁に報告した帝国航空再建案の数値が本来のものと違っている事を指摘され、それは曾根崎個人の判断ではなく何者かの指示によって実行したものだと疑念を抱くが、中野渡が銀行として正しい判断をして虚偽の説明があったことを報告したことで、金融庁からの業務改善命令を受け入れることになる。自責の念に駆られた半沢は、改めて政府への倍返しと書類の改ざんを指示した黒幕を突き止める決意を新たにする。
一連の出来事から常務の紀本の政府寄りの動きを疑い、彼が政府の内通者である疑惑が強まったことを受け、利害が一致している大和田の協力を取り付ける。そして出向が決まっていた曾根崎を問い詰め、帝国航空再建計画案の数字の改ざんを指示した黒幕が紀本である事を突き止める。役員会では債権放棄拒絶を主張するも、紀本の横槍で債権放棄受け入れの方向に意見が固まってしまうと、「メインバンクの開発投資銀行が債権放棄を拒絶する方向を示した場合はこれに準ずる」という条件を提案し、頭取の中野渡の承認を受け付帯させることに成功。それを受けてタスクフォース合同報告会では、開投銀の谷川より事前に債権放棄見送りの方針を伝えられたのを受け、改めて債権放棄拒絶を表明。遅れて到着した谷川も債権放棄見送りを宣言したことで他の銀行もそれに追従、政府及び再生タスクフォースの目論見を打破した。
10年前の牧野副頭取の自殺に不審な点がある事から、旧Tと箕部の関係を調べ、その結果旧Tが箕部に行っていた不可解な20億円の融資に関するクレジットファイルのありかを突き止め入手するも、それを察知した箕部に呼び出されて、牧野副頭が不正融資を行っていた企業からリベートを受け取っていた口座の入金記録を提示され、これまで伏せていた箕部と銀行の不正を金融庁に報告して業務停止命令にすると脅されてしまい、苦渋の末箕部に屈服したが、黒崎からの「伊勢志摩ステートを調べろ」という情報をもとに、自宅謹慎処分を課せられた身ながら伊勢志摩へ飛び、森山とともに伊勢志摩ステートの決算報告書を調べ上げ、箕部が20億円の融資を転貸して伊勢志摩空港の用地となる山林を買い占め、土地売却で巨額の利益を得ていた事実を掴む。
大和田が内容を控えていた箕部のクレジットファイルにあったメモ書きが銀行から箕部と「棺の会」へ金が流れた履歴であるという謎を解き、その情報をもとに国税庁へ異動となった黒崎の力を借りて伊勢志摩ステートの口座から「棺の会」メンバーの個人口座に流れていた入金記録の入手に成功し、その証拠を突きつけて紀本を問い詰め、本丸の伊勢志摩ステートから箕部への金の流れが記された決定的証拠の保管場所を白状させる。だが、一足早くそれらの証拠書類は大和田に盗み出され、中野渡の判断によって箕部の手中に渡ってしまい、さらには中野渡から帝国航空の再建担当を外されてしまう。中野渡・大和田の裏切りに怒った半沢は、箕部・中野渡・大和田の3人へ「1000倍返し」を宣告する。
信頼していた中野渡の裏切りに当初はバンカーとしての情熱を失いかけていたが、瀬名・森山の剣道を通じての叱咤激励を受け、再び立ち上がる。その後、ホテルに雲隠れしていた紀本と接触し、伊勢志摩ステートから箕部への金の流れを証明できる資料は箕部本人か、彼の第一秘書である武田が握っていることを知り、同時に中野渡・大和田の裏切りは箕部の不正の決定的証拠を掴むための芝居であると看破する。中野渡・大和田と共に白井に接触し、10年前の牧野副頭取の死の真相を話し、箕部の不正を明らかにするために力を貸してほしいと要請して協力を取り付け、その場で中野渡から再び帝国航空の再建担当として翌日に開かれるタスクフォースによる債権放棄の報告会に自身の代わりに出席するよう命じられる。報告会では、大勢のマスコミが詰めかける中、旧T時代の不正融資と箕部の不正の実情をつまびらかにし、さらに白井・笠松・瀬名・黒崎の尽力によって入手した箕部の不正の決定的証拠が記された書類を大和田から受け取り、それを公表して箕部に土下座をさせ、箕部への「1000倍返し」に成功する。
その後、東京中央銀行は過去の不正融資の実態を世間に公表したことで社会的信頼は失墜し、中野渡は責任をとって頭取を辞する。半沢も自分なりの責任を感じ辞職しようとするも、大和田から『銀行の復活が可能だと信じているならば、その青臭い正義を引っ提げて立て直してみろ』と檄を飛ばされ、頭取に上りつめて東京中央銀行を立て直す決意を固める。
渡真利忍（とまり しのぶ）
演 - 及川光博
慶應義塾大学経済学部
→ 東京中央銀行本部 融資部審査グループ 調査役（2013年版）
→ 融資部企画グループ 次長（2020年版）
旧S出身。1992年、産業中央銀行に入行する。「情報と人事は銀行員にとって命」が信条。入行時はプロジェクト・ファイナンス志望。非常にクールで整然とした物言いをしていたが、半沢が東京本店に栄転してからは直接会う機会が多くなり、伊勢島ホテルの一件もありかつての熱い情熱が再燃してきている。自らの豊富な人脈と情報網で、大和田派に関する情報や行内の動向を収集しており、同期入行の半沢・近藤を常にサポートしている。2020年版では企画グループに部内異動しており融資部次長に昇進している。
行内だけでなく社外にも多くの人脈と情報網を持ち、白水銀行が伊勢島ホテルへの融資計画中止について学生時代からの知り合いである白水銀行・油山から情報を聞き出したり、箕部の身辺調査を行う半沢に箕部の元番記者から話を聞きだす場をセッティングしたり、乃原と同じロースクールだった自身の後輩の弁護士から情報収集し、乃原が旧Tが箕部に不正融資していることを嗅ぎつけており、紀本と因縁があることを調べ上げている。
近藤直弼（こんどう なおすけ）
演 - 滝藤賢一
慶應義塾大学商学部
→ 東京中央銀行秋葉原東口支店融資課 課長代理（2010年頃）
→ 大阪本店 営業システム課 課長補佐（2013年版第1話）
→ 本部 人事部付（2013年版第2話）
→ タミヤ電機 経理部 部長（2013年版第6話 - 第9話）
→ 東京中央銀行本部 広報部 調査役（2013年版最終話）
→ 広報部情報グループ 次長（2020年版・シンガポール長期出張中）
旧S出身。慶應義塾大学体育会剣道部出身。
1992年、産業中央銀行に入行する。半沢とは大学以来の同じ剣道仲間。3年ほど前、同期トップで課長代理に昇格するが、秋葉原東口支店時代の上司・小木曽に融資ノルマを達成するよう極度に圧力をかけられた末、統合失調症を患い半年間休職する。復帰後は大阪本店で奮闘していたが、この休職が原因で程なくして出向が決まり、購入したばかりの新居も手放す羽目になる。
出向先のタミヤ電機でも当初は銀行の融資を受けるためだけに利用され再び精神を病みそうになるが、半沢との剣道の手合わせなどを通して本来の自分を取り戻し、社内での地位の確立に成功する。しかし今度は業務の過程で会社の粉飾決算に気付いてしまい、会社立て直しのため社長や部下の経理課長と対立する事になる。このため一時はタミヤ電機全体から疎まれて別の会社へ再出向させられそうになるが、社長と経理課長を粘り強く説得し、大和田主導による迂回融資を突き止めて立て直しに成功し、大和田を糾弾できる報告書を半沢に渡そうとするが、それを阻止しようとする大和田に「迂回融資に関する報告書を渡せば近藤を銀行の希望部署に異動させる」と持ち掛けられ、家族のことを考慮した末にそれを受け入れる。翌日、報告書を渡せなかった事を半沢に詫び、家族を考慮した近藤の言動に半沢達は理解を示し不問とする。
2020年版ではシンガポールに長期出張中で日本に不在のため未登場。

### 半沢家
半沢花（はんざわ はな）
演 - 上戸彩
直樹の妻。専業主婦だがアルバイトをすることもある。夫を「直樹」と呼ぶが姑の前では「直樹さん」と呼ぶ。非常に夫思いで、その言葉が直樹の心の救いや、仕事上の問題解決のヒントにもなっている。結婚前はフラワーアレンジメントの仕事をしていた。「銀行での直樹の立場が少しでも良くなれば」と思い社宅での奥様会に気が進まなくても参加している。
2020年版ではフラワーアレンジメントの教室を自宅で開いている。また、帝国航空の再建に奔走して直樹の帰りが連日遅くなっていることもあり、先輩のフラワーアレンジメント教室も手伝いに行っていたが、そこで店の5周年記念に飾る花を買い求めに来た上越やすだの新山に偶然出会い、店にも乗り込んで遅れて来店した直樹を驚かせる。
箕部の不正を暴き、大和田・中野渡への「1000倍返し」を決意する直樹に対し、これまでボロボロになるまで尽くした銀行にいらないと言われたのなら辞表を叩きつける「気持ち」でやりたいことをするように励ます。
白井が正義を貫く政治家であることを信じ、桔梗の花を差し出し応援している。後に白井が大臣を辞任し、進政党を離党して無所属で代議士の活動をするために議員事務所を開設した際には、祝いの花を届けに現れる。
半沢隆博（はんざわ たかひろ）
演 - 二宮慶多
直樹と花の息子。幼稚園児（2013年版）。2013年版第一部では、居住中の大阪にて社宅の幼稚園児たちに直樹をバカにされて「パパに謝れ」と言い返している。
半沢慎之助（はんざわ しんのすけ）
演 - 笑福亭鶴瓶
直樹の父親。金沢にて「半沢ネジ」という工場を夫婦経営していたが、儲けの半分を占めている狛田工業が直樹の中学2年時に倒産。担当である旧S時代の大和田の策略でこの情報が伝わらないまま「工場用地を担保に入れれば融資を継続する」という約束を信じて工場用地を担保に入れるも、約束を反故にされたうえ「期限までに返済できなければ工場用地を処分する」と宣言されて絶望する。そして数日後、内海信用金庫の担当者が工場を訪問する直前に首吊り自殺を遂げる。
「どんな仕事をしてもいいが、人と人とのつながりは大切にしなければならない」「ロボットみたいな仕事だけはしてはいけない」と中学時代の直樹に言い聞かせている。
半沢美千子（はんざわ みちこ）
演 - りりィ
直樹の母親。内海信用金庫の融資を受け半沢ネジの倒産を回避し、夫が遺した樹脂製ネジの事業を軌道に乗せる。工場を継がなかった直樹に代わって半沢ネジを経営している。2013年版第二部では、息子の隆博を連れて半沢ネジを訪れた花に「旧S（特に大和田）が夫を殺したようなものだ」と話す。

### 東京中央銀行
本店があるのは東京第一銀行と産業中央銀行が2008年に合併した際の産業中央銀行東京本部である。

#### 取締役会・執行役員会
中野渡謙（なかのわたり けん）
演 - 北大路欣也（特別出演）
東京第一銀行 企画部長
→ 東京中央銀行 ニューヨーク支店 支店長（2008年頃）
→ 常務取締役
→ 頭取
→ 辞職（2020年版最終話）
旧T出身。1973年度入行。「人」を大切にすることに重きを置いている。
大和田を「超一流のバンカー」と評価しており、妻への不正融資の件で銀行から追放するには惜しい人材と思い、旧S派の筆頭である彼を取締役に留めることで旧T・旧S間の対立を鎮静化させ行内融和を進めるとともに、旧T時代の不正融資の実態を彼に調査させる考えがあった。また、同様に半沢のことも超一流のバンカーとして評価しており、東京セントラル証券に出向させた理由は、自身が制止したにも関わらず役員会の場で大和田に土下座をさせてしまったことから、大和田派の行員から報復を受けることを回避するための処置であったとともに、銀行と証券からなる金融の世界で、半沢に証券の世界を学ばせ力をつけさせ、外の世界から銀行を見る機会を与えるためであったことを明かしている。
2013年版（第二部）
伊勢島ホテルの一件で湯浅からの要望もあり、先の大阪西支店での融資事故を解決した半沢を伊勢島ホテルの担当に指名した。
半沢の糾弾によって反中野渡派の代表格であった大和田の不正が明らかになるが、あえて大和田を取締役への降格で済ませることで、敵であった大和田とその派閥を逆に自らの勢力に取り込むことに成功する。
2020年版
冒頭、業績悪化の一途を辿る帝国航空の再建案を大和田に一任する。電脳雑伎集団のスパイラル買収案件で、親会社の東京中央銀行と子会社の東京セントラル証券が対立することに半沢が仁義を切った際には、日頃自身の標榜する「顧客第一主義」の考えに則り、対立を容認する。その後は本店へ栄転した半沢を、大和田からの推薦もあり帝国航空の再建担当に任命する。
曾根崎が帝国航空に150億円の追加融資を通すため、金融庁調査で虚偽の報告をしていたことを中野渡はいずれ不正は暴かれるという考えから正直に金融庁に報告、謝罪したことで東京中央銀行は業務改善命令を受けることになり、帝国航空の債権放棄の拒否が難しくなる局面を迎える。のちに開かれた帝国航空への債権放棄の是非を問う役員会議で、紀本の自身の進退を賭けた表明もあって債権放棄を受け入れる方向に意見を固めつつも、半沢から提示された「主力銀行である開発投資銀行が債権放棄を拒絶した場合はこれに準ずる」という条件付きで承諾する。
秘密裏に牧野副頭取の死の真相と旧T時代の不正融資の流れを富岡に命じて調査させていたが、紀本が保管していた資料を自身の判断で箕部に渡してしまう。さらにその決断に納得がいかない半沢に帝国航空の担当を外れるよう命令する。これに怒った半沢から箕部・大和田と共に「1000倍返し」の宣告を受ける。しかし、紀本から入手した資料は伊勢志摩ステートからの入金依頼書とその金を振り分けた際の振り込み依頼書で、箕部の口座への金の流れを証明できるものではなかったため、決定的な証拠を入手するのに箕部の懐に入り込むために大和田を巻き込み芝居を打ち、半沢を裏切ったふりをしたことを半沢に後日打ち明けている。
タスクフォースによる債権放棄の報告会前夜に白井を味方につける事に成功すると、半沢を再び帝国航空の再建担当に任命、自身の代理として出席することを命じ「思いっきりやってこい」と激励、自らは牧野の墓前で半沢が債権放棄拒否の表明と箕部に「1000倍返し」を行う様子をライブ配信を通して見届けた。
その後、箕部の不正を含めた旧T時代の過去13件の1500億円にのぼる問題融資をマスコミに公表するとともに謝罪し、その全責任を取るため役員会議で頭取を辞する旨を表明、承認され東京中央銀行を去った。
大和田暁（おおわだ あきら）
演 - 香川照之
東京大学文科I類 → 東京大学法学部
→ 産業中央銀行 金沢支店 融資課 （1980年代前半）
小説版では旧T（東京第一銀行出身）
→ 東京中央銀行 京橋支店 支店長（2013年版以前）
→ 常務取締役（2013年版）
→ 取締役（2013年版最終話・2020年版）
→ 辞職（2020年版最終話）
旧S出身。1957年8月12日生まれ。東京都港区出身。港区立赤坂旭丘小学校 → 都立金城中学校 → 私立帝都麻布台高校 → 東京大学文科I類 → 東京大学法学部を卒業し産業中央銀行に入行する。
歴代最速・最年少で常務取締役に抜擢された出世頭。派閥意識が強く、常に冷静で駆け引きに長けている。目をかけている部下であっても場合によっては容赦なく切り捨てる。かつて半沢ネジへの融資を打ち切り、慎之助を自殺に追い込んだ張本人。更にそれは半沢ネジの取引先・狛田工業の倒産を半沢ネジに伝えず工場用地を担保にさせるよう仕向けるための策略であった。旧Sの巣窟「京橋支店」では支店長を務めるなど重要ポストを歴任して順調に出世を重ねており、旧Sのトップとして常務にまで上り詰めた。
2013年版
大和田派の浅野が支店長を務める大阪西支店で起きた5億円の融資事故の報告に際して半沢を知り、「旧S出身の優秀な男」として興味を持ち、5億円の回収に奔走する半沢を庇う働きを見せた。そして半沢が最終的に5億円の回収に成功したため、彼の脅しを受けた浅野からの依頼で半沢を東京本部営業第二部の次長として栄転させ、後に半沢を自分の派閥に取り込むべく彼に誘いまで掛けていた。
その一方で、旧T出身の現頭取である中野渡を追い落として次期頭取となる目論みの為、伊勢島ホテルの羽根専務と結託してホテルに不正融資を実行させ、金融庁検査を間近に控えた東京中央銀行に200億もの損失が出るよう仕組んだ。しかし同時に、頭取からの指名で伊勢島ホテルの担当となり、その不正の事実を嗅ぎ付けた半沢から宣戦布告されたことで遂に彼と敵対。
金融庁検査を乗り切ることを名目に羽根専務をホテルの社長に昇格させ、それに反対する担当の半沢を更迭・出向することで彼を担当に任命した中野渡も引責失脚させる策略を巡らせるが、半沢の尽力により伊勢島ホテルの経営再建が成功したことで失敗。更には近藤の働きかけにより、自身が彼の出向先であるタミヤ電機を利用して妻の貴子が経営する会社へ迂回融資していた件の証言を取られ一時は窮地に陥るが、それを伏せるため事前に近藤と接触し、タミヤ電機社長の迂回融資に関する証言の報告書を放棄することを条件に、東京中央銀行の希望するポストに戻すという提案で懐柔した。
しかし、取締役会での半沢の追及と岸川の土壇場での裏切りによって、難題となっていた伊勢島ホテルへの融資問題の黒幕だったことが露見したばかりか、タミヤ電機を通じて迂回融資していた事実まで明らかになってしまう。更には宣戦布告の際に交わしていた約束を理由に半沢から土下座するよう迫られ、取締役たちの前で半沢に土下座をする。
悪事が露見して厳しい処分が下されると思われたが、中野渡に言い渡された処分は取締役への降格という異例の軽さであった。行内融和を目指す中野渡に逆らえなくするために、旧S系の有力派閥のトップ・大和田に恩を売る為の処置と思われた。
2020年版（第一部）
銀行に残った大和田は中野渡の忠実な部下に転身し、自身を寛大に処分した中野渡に多大な恩義を感じている。一方、これまで目をかけていた伊佐山の裏切りに激しい怒りを燃やし、電脳雑伎集団によるスパイラル買収計画にも三笠への敵愾心から取締役会において懸念を示す。その中でも四面楚歌の状態にあった半沢に接触し「態度次第では（半沢の処遇を）人事部にかけあってもいい」と持ちかけるが断られる。
三笠から常務のポストに推薦すると持ち掛けられ、役員会で電脳への500億円の追加融資の決済に合意する事を了承し、敵対する存在である三笠に恩を売りつけたと思っていたが、後任に着くはずだった常務の退任撤回、さらに中野渡から提示された帝国航空の再建担当の体制草案に改革の陣頭として立つはずであった自身の名前はなく、担当チームを率いる伊佐山の名前だけがあった事を不審に思い、伊佐山を問い詰めた結果、体よくスパイラル買収に利用されていただけだったと気づく。伊佐山に怒り心頭の大和田は、半沢からの要請で自身にとっても利害関係が一致したことから、一時的に彼と手を組み、役員会で半沢に発言する場を与え、証券営業部が電脳の粉飾決算を見落としたままでスパイラル買収を進めようとしている事実を報告させ、結果として自身を裏切った伊佐山と敵対する三笠の両方を追い落とす事に成功する。
2020年版（第二部）
その後、中野渡に帝国航空の再建担当に半沢を推薦。半沢の債権放棄を拒絶するべきという意見にも同調し、半沢に協力して曾根崎から黒幕が紀本である事を引き出す。その後の役員会議で、紀本の「役員生命を賭けてでも債権放棄を通す」という言質を取り、常務の座から追い落とそうとするも紀本に同調する旧T系の役員たちの反対にあい頓挫する。そして、中野渡の恩に報いるため、利害関係が一致した半沢と三度手を組み、紀本と箕部の悪事を暴こうと奔走する。しかし、二人の動きを嗅ぎつけた箕部から直々に呼び出され、牧野副頭取が不正融資を行っていた会社からリベートを受け取っていた書類（捏造したもの）を見せられ、この事実が明らかになった場合には東京中央銀行に業務停止命令が下る可能性も示唆され、狼狽する。
箕部の脅しに屈し入手した箕部のクレジットファイルを紀本に返却するが、ファイルの内容をスマホのカメラで記録しており、紀本の弱みであるクレジットファイルを易々と紀本に返却するはずがないと見越していた半沢に脅される形で内容を開示し、紀本と灰谷が箕部への融資を承認していたことが明らかとなる。
福山からの報告で伊勢志摩ステートから箕部への入金の流れが記された決定的証拠となると思われた書類の保管場所を掴み、半沢たちが入手する前に盗み出して中野渡へ手渡してしまう。この裏切りに怒った半沢から箕部・中野渡と共に「1000倍返し」の宣告を受けるが、実際には箕部のそばに付け入り、確たる証拠がないか探っていた。そして、白井と笠松からの情報を受けUAE銀行名古屋支店に捜索に入った黒崎から箕部の不正を示す彼の隠し口座の記録を手に入れ、箕部の制止を意に介さずに半沢に手渡し、半沢による箕部への「1000倍返し」を見届けた。
箕部への「1000倍返し」と引き換えに、旧T時代の不正融資を公表したことで東京中央銀行の社会的信頼を失墜させた責任を取るため辞職しようとする半沢に対し、『銀行の復活が可能だと信じているならば、その青臭い正義を引っ提げて立て直してみろ』と檄を飛ばす。そして半沢の退職願を破り捨て、逆に自身が東京中央銀行を去った。
高木（執行役員）（たかぎ - ）
演 - 志垣太郎
専務執行役員。
旧T出身。中野渡派。
岸川慎吾（きしかわ しんご）
演 - 森田順平
東京中央銀行 京橋支店 支店長（2013年版以前）
→ 取締役・業務統括部 部長（2013年版）
→ 出向（2013年版最終話）
旧S出身。大和田派の筆頭。伊勢島ホテル融資事故など大和田の不正に加担していて、大和田と共に半沢を陥れようとする。しかし、岸川の娘が黒崎と婚約している事を知った半沢に「黒崎が岸川部長との個人的関係を秘匿したまま金融庁検査に来た」事を銀行やマスコミにリークすると脅され、それが嫌ならば「銀行員の良心」に従ってラフィットへの迂回融資事件に関する報告書と伊勢島ホテル内部告発事件に関する報告書の内容を明日の取締役会で認めてほしいと要請される。
翌日の取締役会では大和田に圧力をかけられ傾きかけるが、半沢に前日の件で威圧され、結局は大和田に指示されてラフィットへの迂回融資・伊勢島ホテルへの200億円融資を行った事を認め、「岸川が独断で行った融資であり私は何も知らない」とシラを切る大和田に自身の胸の内を叫んで泣き崩れてしまう。
後日、詰め腹を切らされる形で出向させられる。
高木（たかぎ）
演 - 三浦浩一
東京中央銀行 専務取締役。
旧T出身。中野渡派を自認している。取締役会では大和田や岸川らといった旧S出身の取締役を下に見ている節がある。
荒木裕二（あらき ゆうじ）
演 - 稲健二
東京中央銀行 取締役
旧T出身。三笠派→紀本派。1981年度入行。
電脳によるスパイラル買収のための追加融資を審議する役員会で、電脳の粉飾を見落としていた伊佐山を叱責する。
帝国航空の再建に対し「帝国航空は既に死に体で、再建は無理と言い逃れするのではないか」と半沢に詰め寄るが、大和田になだめられる。
故・牧野副頭取の元部下で彼の命日には「棺の会」の一員として墓前に集まり追悼している。
武田健輔（たけだ けんすけ）
演 - 右近良之
東京中央銀行 取締役
旧T出身。三笠派→紀本派。1982年度入行。
故・牧野副頭取の元部下で彼の命日には「棺の会」の一員として墓前に集まり追悼している。
三笠洋一郎（みかさ よういちろう）
演 - 古田新太
東京中央銀行 副頭取（2020年版第一部）
→ 電脳雑伎集団へ出向（2020年版第4話）
旧T出身。元証券営業部長。物静かな男だが、決して温厚ではなく性格は極めて冷酷。同じ証券畑である伊佐山が大和田を裏切って電脳のスパイラル買収案件を手土産に接近してきた際には、彼を自分の派閥に受け入れる。伊佐山の要請でスパイラル株買収の融資増額の後押しを引き受け、スパイラル株の30%を所有する元役員の加納と清田に揺さぶりをかけて、時間外取引により一気に取得する。
半沢がスパイラルとのアドバイザー契約締結で東京中央銀行への対立姿勢を明確に打ち出すと怒りを顕わにし、完膚なきまでに叩き潰せと伊佐山に指示を出す。そして自らもスパイラルがフォックスを逆買収しようとする動きがあることを証券取引等監視委員会に密告し、スパイラルのアドバイザーであるセントラル証券に監視委員会の監査が入ったことをマスコミにリークすることでスパイラルの株価を急落させ、スパイラル株を容易に買い占められるよう仕掛ける。
しかし、半沢たちの尽力でスパイラルによるフォックスの逆買収が成功し、瀬名がIT界の超大物であるマイクロデバイス社のジョン・ハワードからスパイラルとフォックスの子会社であるコペルニクスが手がけるネット通販事業に対し3億ドルの出資を取り付けたことでスパイラルの株価が急激に上昇し、逆にスパイラル株の過半数取得に500億円の追加融資が必要となる状況に追い込まれる。スパイラルの買収が暗礁に乗り上げ、自身の面目を潰されそうになった三笠は役員会で追加融資の決済の合意を取り付けるため、行内融和を建前にしつつ、常務のポストに推薦することを持ち掛け敵対する大和田に頭を下げ協力を願い出る。
役員会ではスパイラル買収への融資増額の意義を熱弁し、大半が賛成の方向に傾いたが、大和田の手引きで役員会に単身乗り込んできた半沢によって、証券営業部が電脳雑伎集団の粉飾決算を見落としていたことを報告される。三笠は粉飾決算を見抜けなかった責任を伊佐山になすりつけて逃れようとするが、三笠の妨害により伊佐山が粉飾決算を調査する機会を握りつぶされたこと、さらに平山夫妻からスパイラル買収を穏便に済ませる見返りに賄賂を受け取っていた証拠を半沢に突きつけられ、言い逃れのできない状況に陥る。
その後スパイラル買収の追加融資の稟議が否決されると、伊佐山・諸田と共に財務状況の立て直しという名目で電脳に出向させられる。
紀本平八（きもと へいはち）
演 - 段田安則（中学時代：土方柚希）
東京第一銀行 取締役・審査部 部長（合併以前）
→ 東京中央銀行本部 審査部 部長（2010年頃）
→ 伊勢志摩支店 支店長（2014年頃）
→ ニューヨーク支店 支店長（2020年版第一部）
→ 常務取締役（債権管理担当）（2020年版第二部）
旧T出身。審査部出身。1980年度入行。伊勢志摩市出身。
行内に広い人脈を持つ有力者の一人。ニューヨーク支店から本店への異動を命じられ、常務取締役（債権管理担当）に着任したエリートバンカー。
曾根崎からの報告と白井訪問の際の態度を見て、半沢を帝国航空の担当から外すよう中野渡に進言する。実は裏で政府と繋がっており、曾根崎に命じて帝国航空の再建計画案の数値の改ざんを指示した張本人であった。役員会議では進退を賭けた決死の演説で債権放棄を受け入れる方向に誘導することに成功するも、主力銀行である開発投資銀行が民営化されることで政府からの支配が弱まったことを契機に債権放棄を拒絶することを決定し、東京中央銀行など他の銀行も開投銀の方針に準じることを表明していたことから、目論見は頓挫する。
箕部のクレジットファイルの隠し場所が、牧野副頭取が新山に残した遺書に書かれているというデマを半沢と結託した大和田に吹き込まれ、新山のもとに遺書を確認に行ったことで、暗に箕部への不正融資に自身が関与していたことが発覚する。しかし箕部への融資は回収済みで、他の不正融資は牧野副頭取が行っていたと警察は処理しており「わざわざ過去を掘り返し棺を開けるような真似をするな」と開き直り半沢を懐柔しようとしたため、銀行員には時効はなくけじめをつけなければいけないと半沢に問い詰められる。
灰谷の自供により、旧T時代の不正融資の全てを取り仕切っていたことが判明し、半沢が黒崎に協力を要請したことで掴んだ「棺の会」メンバーたちの個人口座への不正融資の金の流れの証拠を突きつけられたために観念する。その際、全ての罪を牧野副頭取に被せるよう、不正融資先の企業からリベートを受け取っていた牧野副頭取の個人口座を捏造したのではないのかと半沢から問い詰められ、箕部に逆らえないために捏造は仕方のないことであったと弁明している。そして唯一入手できていなかった伊勢志摩ステートから箕部への入金の流れが記された手がかりを本部地下5階の役員専用金庫に保管していることを白状して半沢たちを案内するが、その証拠は福山から連絡を受けた大和田によって半沢たちが回収する前に盗み出されていた。
保管していた箕部の資料を奪われた失態から箕部を恐れてホテルに潜伏していたが、半沢に居場所を突き止められ、箕部の不正な金の流れの証拠は箕部本人か、彼の第一秘書の武田だけが知っていることを吐露する。
箕部の不正が明るみに出た後は、白井と共に乃原のこれまでの恐喝まがいの銀行への債権放棄の強要を告発した。
牧野治（まきの おさむ）
演 - 山本亨
東京第一銀行 副頭取（合併以前）
→ 東京中央銀行 副頭取（2008年）
旧T出身。故人。
前身の旧T時代から副頭取を務め、合併後の東京中央銀行でも引き続き副頭取を務め旧T時代の不良案件の処理を行っていたが、帝国航空の債権放棄問題勃発の10年前（2010年9月6日）に仕事部屋として使用していたホテルの浴槽で自死を遂げており、当時の部下たちが「棺の会」と称する会を立ち上げ、彼の命日には追悼のため墓前に集まっている。自死の理由は、合併後に上層部で旧T時代の不正融資が問題に上がり、その融資全てに関わっていたためだとされていた。
しかし自死の真相は、箕部への融資に反対していた牧野に対し、旧Tが抱える不正融資の情報を掴んだ箕部がそれを盾に取り空港用地を購入する20億円の融資を強引に承認させ、その件を警察に通報されることを防ぐため不正融資先からリベートを受け取っていた口座を箕部に捏造され口封じされており、言い逃れすることも出来たが弁明すると旧Tが抱える大量の不正融資が表に出てしまうため、旧Tを守るために全ての不正融資の罪をひとりで被る決意をしたためであった。

#### 人事部
東京中央銀行内のエリートコースで、大阪西支店長・浅野が人事部長代理を務めた部署。
小木曽忠生（おぎそ ただお）
演 - 緋田康人
東京中央銀行 秋葉原東口支店 支店長（2010年頃）
→ 本部 人事部管理グループ 次長（2013年版第1話 - 第3話）
→ 出向（ラジオドラマ第2章）
→ 再出向（ラジオドラマ第2章後編）
旧S出身。大和田派。人事部長時代の浅野の元部下かつ彼の腰巾着。
陰湿かつ粘着質な性格で、机を激しく連打しながら相手を叱責するパワーハラスメントの常習犯。秋葉原東口支店長の頃、部下だった近藤に融資ノルマ達成の圧力をかけて休職に追い込んでいる。浅野から命を受け、反抗的な半沢を追い落とすために様々な嫌がらせを画策する。
半沢を聞き取り調査の名目で本部に呼び出し、西大阪スチールの融資事故について徹底的に追及して謝罪させることに成功するが、5億円の回収を決断した半沢にことごとく反論されたうえ「二度と邪魔しないで頂きたい!」と啖呵を切られて敗北する。
その報復のため、今度は浅野と共に大阪西支店への裁量臨店を計画し、半沢らが用意した資料を初日に次々と抜き取り、不完全な書類に見せかけて糾弾するが、臨店の最終日に半沢の対抗策と渡真利の機転のきいた芝居で、抜き取った資料を自分の鞄の中に隠し持っている事が露見する。それでも言い逃れようとするが、資料抜き取りの一部始終を見た中西を口止めした時に彼が録音していた音声を再生されたことで敗北。それから間も無く、一連の不正行為に対する処分として左遷扱いで出向させられる。
その後、本部の澤田監査部長からホテルの領収書の記録を隠蔽してほしいと依頼されるが、後にこの不正に加担したとして地方にある関連子会社への再出向が決定する。
横山（よこやま）
演 - 信太昌之
東京中央銀行本部 人事部管理グループ 次長（2020年版）
東京セントラル証券に三木の東京中央銀行への人事異動の内定情報を報告に現れる。
半沢が電脳のスパイラル買収を阻止すると、半沢の東京中央銀行本部・営業第二部次長への異動の内示に現れ、同時に三笠・伊佐山・諸田が財務立て直しの名目で電脳に出向させられる情報も岡に伝えている。
最終話では中野渡から辞令があるので頭取室に出向くようにと半沢に電話で通達している。

#### 法務部
銀行の法務・司法担当部署。
大田（おおた）
演 - 長谷川公彦
東京中央銀行本部 法務部 部長（2013年版第一部）
旧S出身。半沢の意を受けた渡真利の要請によりハワイのオアフ島にある東田の別荘の差し押さえを行ったが、黒崎から自分の息子が経営する飲食店に関する弱みを突かれ、大阪国税局査察部に別荘を譲ってしまう。

#### 東京本部営業第二部
東京中央銀行エリート行員が揃う営業部門の花形部署。
内藤寛（ないとう ひろし）
演 - 吉田鋼太郎
東京中央銀行本部 営業第二部 部長（2013年版）
旧S出身。2013年版第二部での半沢の上司。部下・半沢の能力を認め信頼しているが、上層部の不条理な指令も「やむ無し」と思えば渋る半沢を説得するなどバランス感覚もある。2013年版において唯一まともな上司として描かれている。
小野寺順治（おのでら じゅんじ）
演 - 牧田哲也
東京中央銀行本部 営業第二部 調査役（2013年版第二部）
合併後の入行組。半沢を尊敬している。半沢に厚く信頼され、半沢と共に伊勢島ホテルを担当する。
坂本新之助（さかもと しんのすけ）
演 - 岡山天音
東京中央銀行本部 営業第二部 調査役（2013年版第二部）
合併後の入行組。素直な性格なので半沢にも目を掛けられている。花が自分の実家に送った伊勢島ホテル疎開資料を、半沢に指示され金融庁より先に回収する。
田島春（たじま しゅん）
演 - 入江甚儀
東京中央銀行本部 審査部企画グループ 調査役
→ 東京中央銀行本部 営業第二部第一グループ 調査役（2020年版第二部）
合併後の入行組。審査部からの異動。半沢と共に帝国航空の再建担当に任命され、半沢の部下として行動を共にする。
宮崎（みやざき）
演 - 堀丞
半沢率いる帝国航空再建チームの一員。

#### 融資部
東京中央銀行の融資中枢部署。東京中央銀行の企業への融資審議などをしている。同期の渡真利も調査役（後に次長）として勤務している。
倉島健太
演 - 吉永秀平
東京中央銀行本部 融資部審査グループ 調査役
→ 首都圏関連企業へ出向
旧T出身。中野渡派の中堅行員。
問題を起こし、大和田派に与みしていないこともあり関連企業への出向が決まるが、大和田に土下座をして処分取り消しを嘆願する。
川原敏夫
演 - 井上肇
東京中央銀行本部 融資部審査グループ 調査役
西大阪スチールに5億円の融資審査を半沢から依頼される。
灰田雅樹
演 - 加藤虎ノ介
東京中央銀行本部 融資部審査グループ 調査役
旧S出身。大和田派で、小木曽の腰巾着。半沢を出向させるために浅野・小木曽が仕掛けた裁量臨店において検査役を務め、小木曽と共に半沢ら大阪西支店融資課メンバーを徹底的に糾弾する。しかし、その異常さに気付いた半沢らが持ち物検査を行った際にカバンから風俗情報誌が見つかる。さらには小木曽の不正が発覚したことで立場を失い、半沢にこれまでの非礼を謝罪するよう迫られ、渋々謝罪する。
寺内健太郎
演 - 松永博史
東京中央銀行本部 融資部審査グループ臨店班 調査役
中立派で、灰田や加納ほど露骨ではないが、小木曽の意に沿う立場。急に決定した大阪西支店の裁量臨店の検査を担当する。
加納正明
演 - 西沢仁太
東京中央銀行本部 融資部審査グループ臨店班 調査役
中立派だが、小木曽の言いなり同然の立場。急に決定した大阪西支店の裁量臨店の検査を担当する。
福山啓次郎（ふくやま けいじろう）
演 - 山田純大
東京中央銀行本部 融資部融資管理グループ 次長（2013年版第8話 - 最終話、2020年版第8話 - 最終話）
旧S出身。「データが全て」と公言する合理主義者。「リサーチの福山」と呼ばれる。「MOF担」だったことがあり、金融庁にパイプを持っている。他人の顔を殆ど見ずタブレットPCを見ながら冷淡かつ横柄に説明する場合が多い。大和田派のホープとまで呼ばれており、半沢に代わる伊勢島ホテルの担当に大和田と岸川に指名されるが、内藤が半沢の更迭に反対したので大和田が提案した模擬金融庁検査において自身と半沢どちらが伊勢島ホテル担当として適正か判断される事になる。
その模擬検査では検査官役を務め、伊勢島ホテルの経営状況から湯浅社長の能力を疑問視し「経営は人で決まる」という持論とデータで大和田の目論みである湯浅社長辞任と羽根専務社長昇格を主張。一時は半沢を追い詰めたかに見えたが、逆に半沢から羽根どころか湯浅にも会っていないことを見破られ、その弁解で岸川の意見を聞いて判断したと主張したことが仇となり、己の持論と行動の矛盾を突かれ敗北。その無様な負け姿をさらしたため大和田からも見限られてしまう。その後、岸川の命令で偽の疎開資料を作り東京中央銀行を危機に陥れようとするも、それを知った半沢に追及されて事実を吐かされた。
2020年版では箕部と東京中央銀行の接点を調べるために半沢から協力を要請された大和田の指令で、紀本の過去についての調査や箕部の融資内容が書かれたクレジットファイルを探しに動く。クレジットファイルの在りかを探るため半沢の策略で紀本に芝居を打ち、無数の資料が保管されてある書庫センターからクレジットファイルを見つけ出すことに貢献する。また、紀本の部下として不正融資に関与した灰谷の行動パターンを割り出し、定期的に訪れる飲食店で渡真利とともに待ち伏せ、遅れて到着した国税庁の黒崎とともに実態解明に協力するものの、その過程で明かされた様々な事実を大和田に報告していたことから、結果として地下5階の役員専用金庫に紀本が保管していた伊勢志摩ステートから箕部へ金が動いたことを証明できると思われた書類を大和田が盗み出す遠因を作り出してしまう。

#### 法人部
旧T出身者が多く集まっている。
時枝孝弘（ときえだ たかひろ）
演 - 髙橋洋
東京中央銀行本部 法人部企業金融グループ 調査役（2013年版第二部）
→ 名古屋の関連企業へ出向（2013年版第6話）
旧T出身。九州大学出身。半沢と同期入行。
半沢が担当になる約3か月前に伊勢島ホテルを引き継ぐ際に前任・古里の罠にはまり、3か月後に明らかになった伊勢島ホテルの資金運用失敗に伴う120億円の損失の責任を一身に負わされる形で出向させられてしまう。
灰谷英介（はいたに えいすけ）
演 - みのすけ
東京中央銀行本部 法人部企業金融グループ 部長代理（2020年版第二部）
旧T出身で紀本派。1988年度入行。「棺の会」の一員。
旧T時代に箕部へマンションの建設資金として5年間無担保で20億円の融資の取次を行っており、そのことを調べに来た半沢のことを冷たくあしらう。後に半沢の策略に踊らされた紀本の指示で箕部のクレジットファイルが保管されている書庫センターに書類を確認に行ったところを田島と富岡に尾行され、クレジットファイルの保管場所を突き止められる。
紀本の指示で伊勢志摩ステートに転貸された箕部への不正融資の金を箕部と「棺の会」のメンバーたちの個人口座に振り分ける役割を果たしており、半沢に応援を要請された黒崎に急所を握られながら追及され、その事実を吐かされた。

#### 証券営業部
伊佐山泰二（いさやま たいじ）
演 - 市川猿之助
東京中央銀行本部 証券営業部 部長（2020年版第一部）
→ 電脳雑伎集団へ出向（2020年版第4話）
旧S出身。周囲から「大和田の愛弟子」と呼ばれる程の大和田派の行員であり、いずれ頭取にまで出世し自分を取締役まで引き上げてくれると期待を寄せていた大和田を失脚させた半沢に恨みを抱き、それ以来彼を異常なまでに敵対視する。しかし、諸田からリークされた電脳雑伎集団のスパイラル買収案件を成功に導き、ひいては証券部門と自身の地位を銀行内で向上させるために大和田を裏切り、三笠派に鞍替えして三笠にスパイラル買収案件への融資増額の後押しを要請する。半沢に諸田からのリークによる電脳のアドバイザー横取りを突き止められても、息のかかったシステム部の行員にリーク情報が書かれたメールを受信記録ごとサーバーから削除させ、シラを切り通す。
裏で太洋証券やフォックスと手を組み、フォックスをスパイラルの「ホワイトナイト」として送り込んで、スパイラルの新株を取得したフォックスを電脳が一気に吸収合併することでスパイラルの株式の過半数を取得する詐欺まがいの買収スキームを立てていたが、半沢らの活躍や三木の買収スキームの情報提供により目論見を頓挫させられると、自身の電脳のアドバイザー契約の横取りを棚に上げ、半沢のスパイラル買収阻止の動きを逆恨みによるグループの利益に反する背任行為だと謝罪を要求するが、「顧客第一主義」でスパイラルから要請された買収防止アドバイザー就任による筋の通った正当な行為であり、非難される筋合いはないと半沢にやり込められる。その後、スパイラル買収のため500億円の追加融資を進めようと役員会に稟議を上げるが、電脳の粉飾を見破れず半沢の糾弾に合い、さらに三笠に全責任を擦り付けられ、半沢に対する謝罪を強要される。
その後スパイラル買収の追加融資の稟議が否決されると、三笠・諸田と共に財務状況の立て直しという名目で電脳に出向させられる。
野崎三雄（のざき みつお）
演 - 小久保寿人
東京中央銀行本部 証券営業部営業グループ 次長
伊佐山の右腕と言われている男。かつてロンドンで企業買収を手掛けていたことがあり、その分野では国内屈指のバンカーである。国内外の企業買収案件のチーフを一任されている。
公開買い付けによるスパイラル株取得が進み、電脳のスパイラル株所有率が48%にまで押し上がるが、電脳に見捨てられたフォックスがスパイラルの傘下となり、両社が手掛けるネット通販事業にマイクロデバイス社のジョン・ハワードが3億ドル出資することが表明されると、スパイラル株が一気に上昇し、スパイラルの買収が目前で阻まれてしまったため、フォックスの企業価値を見抜けていなかったことで伊佐山の怒りを買った。

#### 情報システム部
苅田光一（かりた こういち）
演 - 丸一太
東京中央銀行本部 情報システム部開発グループ 次長（2020年版）
旧S出身。半沢と同じ慶應義塾大学からの同期入行。大学では相撲部に所属。半沢からの依頼で伊佐山が諸田から電脳雑伎集団のスパイラル買収案件情報をリークされた証拠のメールを調査するが、直前に伊佐山の息のかかったシステム部の行員によって受信記録ごとサーバーからメールデータを削除されてしまう。また、伊勢志摩ステートから箕部へ金が動いていた決定的な証拠となると思われた書類を盗み出した大和田を探しだす際には、渡真利経由の半沢の要請で社用携帯のGPS情報から大和田の居場所を追跡する。

#### 審査部
定岡崇之（さだおか たかゆき）
演 - 小須田康人
東京中央銀行本部 審査部調査グループ 審査役（2013年版第一部）
旧S行出身。浅野支店長の元部下。小木曽と共に半沢を5億の融資事故の件で責め立てるも、ことごとく論破され悔しがる。
曾根崎雄也（そねざき ゆうや）
演 - 佃典彦
東京中央銀行本部 審査部調査グループ 次長（2020年版第5話 - 第6話）
→ 東京中央クレジットへ出向（2020年版第7話）
→ 東京中央ファイナンスへ再出向（朗読劇）
旧T出身。縄張り意識が強く、審査部による帝国航空の再建が一向に進まないことに業を煮やした中野渡頭取により半沢をリーダーとする新体制に再建担当を変更されたことを縄張りを荒らされたと見なし、半沢を敵対視する。
帝国航空へ前回150億円の追加融資を行った際、金融庁に提出した東京中央銀行による再建計画の数字が、帝国航空が発表した再建計画の数字と違っていた理由は山久の事務的なミスであると黒崎に虚偽報告し、金融庁の聞き取り調査をしのいで既成事実をつくる。その後、整備士の人員整理に頭を悩ませていた山久に口裏を合わせ続けてさえいてくれればタスクフォース主導の再建に誘導し、人員整理せずとも帝国航空に穏便に整備士を残留させることができると山久を懐柔する。そして翌日、自身が再建担当に再任されるよう半沢を再建担当から外す嘆願書を捏造し、山久に書類の内容を確認させず彼の名前でその書類に捺印する。しかし、半沢がスカイホープ航空から帝国航空の余剰人員受け入れの確約を取り付けたことで、受け入れ先の心配がなくなった山久から曾根崎に偽証するよう懐柔されたことを証言してもらい、頭取を前にした聞き取り調査で懐柔のやり取りを山久が録音した音声データが公開され不正が発覚し、半沢に糾弾される。曾根崎が金融庁調査で黒崎に虚偽の報告をしたことを中野渡頭取は不正はいずれ暴かれるとの考えから正直に金融庁に報告し、東京中央銀行は業務改善命令を受けることになり、帝国航空の債権放棄の拒否が難しくなる局面を迎える。
その後、大和田に出向先を優遇する条件を出され、帝国航空への融資を通すため再建案の数値を改ざんする指示を出していたのは政府とつながりのある紀本であることを白状する。
後日談が描かれた朗読劇では、出向先の東京中央クレジットに赴任してから半年後に東京中央ファイナンスに再び左遷させられたことが語られている。

#### 検査部
融資など様々な銀行業務の検査を行う部署である一方、別名｢島流し待機所｣と呼ばれ出世コースを外れた銀行員の出向待ちの部署。
富岡義則（とみおか よしのり）
演 - 浅野和之
東京中央銀行本部 検査部検査・企画グループ 部長代理（2020年版第8話 - 最終話）
旧S出身。「東京中央銀行の生き字引」と呼ばれる存在。半沢が新人時代、産業中央銀行八重洲通り支店に赴任した時に世話になった大先輩。大和田も新人行員の頃に銀行員のイロハを教わったと彼のことを慕っている。半沢や大和田からは親しみをこめて「トミさん」と呼ばれている。「出向待機所」とも言われる検査部に10年在籍している。
箕部への融資の詳細を探る半沢に協力を申し込まれ、全国に7か所ある書庫センターのどこかにクレジットファイルが保管されているのではないかと助言を与える。
実は牧野副頭取が自殺した当時、ニューヨーク支店に在籍して思うように動けない中野渡から自身の代わりに牧野副頭取の死の真相を究明できる人物を探して欲しいと依頼を受けた牧野の秘書であった新山によって、中野渡が提示した「旧Tから遠い旧S出身で、優秀で派閥の論理に左右されず、口が堅く忠実に調査を行える行員」に該当する人物として人選され、中野渡から牧野副頭取の死の真相、旧Tの不正融資の実態の調査の特命を受け、本部の中枢から一番遠い検査部を隠れ蓑にしてその役目を引き受けていた。
半沢たちが奇しくも旧T時代の箕部への不正融資の流れを追っており、その調査の応援を半沢に要請されたことから中野渡の特命のことは伏せながらも協力し、半沢の策略で突き止めた書庫センターに架空の店舗・荻窪西支店に偽装し保管されていた不正融資の証拠書類を、紀本の息のかかった行員に隠蔽されてしまう前に全て本部地下4階の秘密の保管場所に引き上げる。
旧T時代の不正融資を公表すれば東京中央銀行の社会的信頼が失墜することが明らかであることから、公表することに迷いを生じていたが、半沢が説いた不正を世間に謝罪し、二度と過ちを犯さないと誓い、信頼を取り戻す「覚悟」が必要という言葉で迷いを断ち、自分たちが信念を捨てなければ銀行は必ず立ち直れると信じ、不正を公表する「覚悟」を決めた。

#### 大阪西支店
旧産業中央銀行系の支店。融資額は全国でもトップクラスを誇る。関西圏に50店舗ある銀行の一つであり、関西地区四大店舗（大阪本店・難波支店・千日前支店・大阪西支店）の一つでもある。支店は阪急梅田ビル内に所在する。
浅野匡（あさの ただす）
演 - 石丸幹二
東京大学文科II類
→ 東京中央銀行本部 人事部 部長（大阪西支店長就任以前）
→ 東京中央銀行 大阪西支店 支店長（2013年版第一部）
→ レイエス工機マニラ中央工場に出向（ラジオドラマ第1章前編）
→ 退職（ラジオドラマ第1章前編）
1961年度生まれ。 旧S出身。大和田派の元人事部長。東京都港区出身。西大阪スチール社長の東田は中学時代の同級生。
港区立白金北小学校 → 大阪市立梅田第一中学校 → 大阪府立光耀高校 → 東京大学文科II類 → 産業中央銀行に入行
大阪西支店において、部下である半沢に対しては殊の他高圧的で傲慢な態度を取り、派閥の長である大和田には低姿勢で接する。中学時代の同級生である東田と結託して西大阪スチールに5億の融資を騙し取られるよう仕組み、更にはその見返りとして融資した5億円の内の5000万円を東田から受け取るという不正を働いた。それにより融資事故が起きた際、最初は支店のために責任を融資課長として全て背負うよう半沢に説得口調で頼んだが、彼がそれに反発したため敵対。それ以降は本部での根回しや、抜き打ちの裁量臨店を仕掛けるなどして半沢に様々な圧力をかけるようになり彼を出向に追い込もうとするが、藤沢未樹を味方につけた半沢が東田の隠し資産を探し当て見事に5億円を回収、同時に不正の証拠を握られたことで形勢が逆転。刑事告発をも辞さない意向の半沢に家庭や仕事上の立場まで喪失寸前に追い詰められるが、差し入れを持って来た際に事態を察した妻・利恵が半沢の手を取り懇願したため、半沢を本部の営業第二部へ次長待遇で栄転させ、かつ融資課メンバーを希望部署に異動させれば見逃すと提示されそれを受け入れる。そして以前交わしていた「5億円回収できたら土下座して詫びる」という約束通り、彼に土下座をする。
その後、取引に従い半沢ら融資課メンバー全員を希望の部署へ異動させたが、最終的には大和田にも切り捨てられる形で、出向取り消しとなった半沢の代わりとしてマニラの零細企業へ出向させられた。
この一連の裏には株取引の失敗で重ねた借金の5000万円を返済する目的があり、これが東田との結託と全ての不始末を自分に従わない半沢に被せるという陰謀の根本だった。
本部では長年人事畑出身で人事部長時代には小木曽や定岡が部下であり、5億の融資事故に裁量臨店を仕掛けたりするなど人事権を持つ力は支店長になっても衰えていない様子。
家族として妻・利恵や2人の娘がいる。大阪西支店長時代は妻子を東京に残しての単身赴任だった。マニラに行くため日本住居を退去する際に「出向することになり再び一緒に暮らせるようになって嬉しい」と利恵に言われる。
出向先のマニラで働いていたが、会社を辞めて日本に戻りのんびり暮らさないかと利恵に勧められて退職し、二人で北関東の田舎町で暮らすことにする。
江島浩（えじま ひろし）
演 - 宮川一朗太
東京中央銀行 大阪西支店 副支店長（2013年版）
旧S出身。浅野支店長の腰巾着にして「虎の威を借る狐」を地で行く男。浅野の顔色を伺いつつ部下たちには横暴な態度で威張り散らしており、常に上司の自分に反抗的な半沢を快く思っていない。それにより西大阪スチールの融資事故の件で騙し取られた5億円の融資金回収に奔走する半沢に対し、浅野の意を汲んで妨害を仕掛けていたが、その後の奮闘で半沢が見事に5億円の回収に成功した際は衝撃を受けて彼にたじろいでいた。そして半沢の栄転に伴う浅野の失脚に際し、次の支店長の座には自身が就くと思い込むが、結局は別の人物が新支店長として赴任してくることが決定し、敢え無く撃沈する。
中西英治（なかにし えいじ）
演 - 中島裕翔
大阪西支店融資課（2013年版第一部）
→ 難波支店融資課 主任待遇
入行2年目の若手行員。新人であるが正義を貫く半沢を尊敬し慕っており、浅野と小木曽が仕組んだ裁量臨店の場では、半沢を陥れるための小木曽の悪事を目撃したことを小木曽の脅しに屈さず証言する。
浅野の失脚後は、半沢の「融資課メンバーを希望部署に異動させれば浅野を刑事告発しない」という条件により、以前から希望していた関西地区最大の難波支店に主任待遇で異動する。
垣内努（かきうち つとむ）
演 - 須田邦裕
大阪西支店融資課（2013年版第一部）
→ ニューヨーク支店融資課
半沢の言動を監視するよう浅野支店長に命じられるが、「尊敬している半沢を裏切れないので命令を辞退する」旨を数日後に浅野に告げる。
浅野の失脚後は、以前から希望していたニューヨーク支店に異動する。
角田周（かくた しゅう）
演 - モロ師岡
大阪西支店融資課（2013年版第一部）
→ 大阪西支店融資課 課長
旧S出身。課内の良きまとめ役であり、半沢にとっては唯一の年上の部下。出世よりも地元に一生根付いていこうと決めている。
浅野の失脚後は、自身だけは大阪西支店に残って半沢の後任として融資課長になる。
山村（やまむら）
演 - 小林徹
大阪西支店業務課 為替担当
東田の個人口座から東亜細亜リゾート開発への5千万円の振込依頼書を発見し中西に知らせた。国税が2回目の査察に来て保管庫に向かっている間に半沢が保管庫に先回りし東田の振込依頼書・原本を抜き取ったので、「そんな杜撰な管理じゃ困るぞ」と江島に叱責される。
松下（まつした）
演 - 森山米次
大阪西支店総務課 庶務担当
支店の警備員。元技術者。国税が査察しに来た際にコピー機の内部に外付けハードディスクの取り付けを半沢に依頼され、秘密裏に本体データとの同期を図る。結果、データの確保に成功し、国税が西大阪スチールを調査していることを突きとめることになる。

#### 京橋支店
旧S出身者が歴代支店長に名を連ねる支店であり、戸越曰く「東京中央銀行の闇の中枢」。大和田→岸川→貝瀬と支店長が変わっている。
貝瀬郁夫（かいせ いくお）
演 - 川原和久
東京中央銀行 京橋支店 支店長
旧S出身。大和田派に属する。かなりの見栄っ張りでプライドが高い性格。
戸越の内部告発を受けた古里から伊勢島ホテルの120億円運用損失発生に関する報告書を提出されるが、大和田の指示によりそれを黙認した上でホテルへ200億円の不正融資を実行させるよう仕向けた。後に報告書のコピーを入手した半沢と渡真利にその事を追及されて協力を求められるが、自身の証言が簡単に揉み消されるであろうことと金融庁検査の最中である事を理由に拒否した。
後にその件を大和田に密告するが、「君が勝手にやった事だろう」とすげなく切り捨てられる。
古里則夫（こざと のりお）
演 - 手塚とおる
東京中央銀行 京橋支店融資課 課長代理
旧S出身。上司の顔色ばかり伺い、常に相手に対して高慢な態度でものを言うが、自身の立場が悪くなると一転して平身低頭になる小心者。
わざと不十分な引き継ぎをして時枝を罠にはめて出向に追い込んだ上、近藤のタミヤ電機への融資依頼に難癖をつけて拒絶し、小木曽同様に近藤をいびって精神崩壊寸前にまで追い詰めていた。しかし半沢の策略で、戸越から事前に伝えられていた伊勢島ホテルの120億円損失の件を支店長の貝瀬が無視し、自身もそれを黙認した証拠を戸越の協力を得た半沢と近藤に握られあっさり屈服。そして半沢らが損失に関する内部告発の報告書を手に入れる過程で協力させられる羽目になった。更にその直後にタミヤ電機の融資の件でも叱責され、即刻稟議を通すようにとの半沢の命令に従わざるを得なくなる。
その後、京橋支店に訪れた半沢と渡真利が貝瀬支店長を問い詰めたために一連の経緯を貝瀬に知られてしまい、2人が支店を去っていく後ろで彼に呼び出されている。
羽出（はで）
演 - 骨川道夫
京橋支店融資課 課長
旧S出身。名古屋出身。京橋支店の金庫室の暗証番号を週交代で管理する担当課長の一人。金庫室の疎開資料を貝瀬と共に運び出す。暗証番号のメモを自分のデスク引き出しの裏側に貼り付けている。

#### 伊勢志摩支店
深尾貴洋（ふかお たかひろ）
演 - 小松和重
東京中央銀行 伊勢志摩支店 副支店長
旧T出身。半沢の同期。伊勢志摩ステートと箕部の繋がりを調べに来た半沢に協力し、社長の野川が箕部の親戚筋であることを伝える。また、融資の稟議を書く際の参考にする口実で伊勢志摩ステートから財務資料を借り出し、半沢にその資料を閲覧させている。

#### 書庫センター
ヤス
演 - 佐藤正和
東京中央銀行 書庫センター 守衛
富岡とは顔なじみで、彼から「ヤスさん」と呼ばれており、入館カード記入の後回しも許している。中野渡の特命で以前より旧Tの不正融資を調べていた富岡が極秘裏に「荻窪西支店」のダンボールを回収に来た際、富岡の求めに応じて監視カメラの電源を落とし、トラックへの積み込みも手伝う。その後、遅れて回収に現れた灰谷から大量のダンボールを持ち出した人物がいないかと問われてもとぼけており、更に富岡が半沢、渡真利、田島を連れて再び訪ねて来た際にも富岡が一人で来ていたことは隠しつつ、何食わぬ顔で監視カメラの映像を閲覧させるなど、全面的に富岡に協力している。

#### 大阪西支店奥様会
江島沙苗（えじま さなえ）
演 - 田中美奈子
江島副支店長夫人。夫同様に傲慢で、副支店長夫人であることを鼻にかけている。社宅のリーダー的存在で夫人会を頻繁に催行している。半沢の妻・花を見下している。タロット占いを好み、社員の転勤を言い当てると評判だが、実は社員の出向を知った上で占い結果のように言っている。しかし、『引越し』の暗示が何度も出ることから「御主人が転勤するのかしら」と花に嫌味を言ったつもりが半沢の本部栄転で良い意味になってしまい、花に「本当によく当たりますね」と嫌味を言われ、さらに隆博にも「オバちゃん」と言われ悔しそうな顔をする。
角田美津子（かくた みつこ）
演 - 中田優子
角田の妻。社宅歴が長く夫人会の連絡係を任されている。
垣内芳江（かきうち よしえ）
演 - 宇田川さや香
垣内の妻。おとなしく気弱な性格でリーダー格の沙苗に逆らえないでいる。

#### 本部奥様会
岸川夫人
演 - 松居直美
岸川の妻。仕事をしている大和田夫人に代わって、東京中央銀行本部の奥様会を仕切っている。出世が見込まれる部下の妻に対しては好意的な態度をとる一方、更迭や出向が確実な銀行員の妻には冷たく接する。
自分の娘が銀行の敵である金融庁検査官と結婚することを不安と思うようになり、花にそのことを打ち明けてしまう。
貝瀬夫人
演 - 小柳真由美
貝瀬の妻。
福山夫人
演 - 大森裕子
福山の妻。

### 東京セントラル証券

#### 取締役会・執行役員会
岡光秀（おか みつひで）
演 - 益岡徹
代表取締役社長
かつては東京中央銀行の取締役だったが、出世競争に敗れ1年前に現職に出向。半沢ら部下に対しては厳しい態度だが、銀行の取締役員には態度が消極的。上昇志向が強く負けず嫌いで、口癖は「銀行を見返せ」。
電脳のスパイラル買収に関する一連の責任を取らされる形で三笠・伊佐山・諸田が電脳へ出向させられることを半沢に伝えた時には「ざまあみろだ!」と喜びを爆発させた。

#### 営業企画部
森山雅弘（もりやま まさひろ）
演 - 賀来賢人（中学時代：山崎雄大）
営業企画部 調査役　(スカイホープ航空担当者)
セントラル証券のプロパー社員で、ロスジェネ世代。就職氷河期の真っ只中に就職活動に励み、何十社と採用試験を受け、東京セントラル証券の内定を勝ち得た。好景気というだけで大量採用されて、三木のような能力が伴っていない者がのうのうとしているバブル世代に反感を持っている。企業の本質を見抜くセンスは半沢も認めるほど。経験の浅い自社に電脳からアドバイザー依頼のオファーがあったことを不審に思う。
スパイラルの瀬名と出身校の明成学園中等部では同じクラスの同級生で、お互い剣道部に所属しており親友の間柄であった。のちに電脳によるスパイラル買収騒動を機に、半沢の勧めもあり瀬名と再会を果たすが、瀬名にとって森山は「敵対する企業のアドバイザーの子会社社員」であるため、当初は瀬名に電脳側のスパイではと疑いの目を向けられ、冷たい態度を取られる。だが自身の率直な思いをつづった直筆の手紙が功を奏し、瀬名との親交を回復。スパイラル買収を防ぐために、半沢や瀬名と共に奔走する。
経営危機で社員を路頭に迷わせまいと重責を感じるフォックスの郷田に対し、今回のスパイラルによるフォックスの逆買収は両社が目先の難局を乗り切るためだけではなく、フォックスの子会社「コペルニクス」が手掛けるネット通販事業とスパイラルの検索エンジンとを組み合わせた事業の将来性を見据えたうえでの逆買収であると説明しつつ、瀬名が袂を分かった加納と清田がいつスパイラルに戻ってきていいよう彼らのデスクをそのまま残すなど、郷田同様に社員（仲間）を大切に考える人物で、尚且つ起業家として郷田を尊敬していることも伝え、郷田にスパイラルの傘下となることへの同意を促す。
半沢の活躍で電脳によるスパイラル買収が阻止されると、信頼できる仲間と仕事がしたいと瀬名からスパイラルの財務担当役員への就任を打診されるが、今後も金融業界で頑張りたいという考えを伝え、セントラル証券のアドバイザーの立場でスパイラルとコペルニクスによるネット通販事業に取り組むことになる。
スカイホープ航空の担当営業として開発投資銀行に融資の依頼に現れた際、谷川と打ち合わせをしていた半沢と再会を果たし、半沢からの頼みもあり帝国航空の余剰人員の受け入れ先として業績好調で事業拡大を予定しているスカイホープ航空の担当者を紹介する。しかし、白井の圧力でスカイホープ航空への開投銀からの融資が打ち切られ、帝国航空の整備士たちの受け入れ先が消滅すると、半沢への恩返しのためにスカイホープ航空への新たな出資者や帝国航空の整備士の受け入れ先を探そうとするが、その矢先、不注意から出先の階段で足を踏み外し転落して鎖骨を骨折し入院してしまう。退院後は半沢と共に伊勢志摩ステートと箕部の繋がりを追うため伊勢志摩に飛び、伊勢志摩ステートが箕部の親戚筋が経営する企業で、不正融資をもとに伊勢志摩空港の用地を買い占め、土地の売却で巨額の利益を得ていた事実を突き止める。
頭取に裏切られたものの本当に1000倍返しの復讐をするべきか葛藤し、剣道場で稽古をしていた半沢の元に瀬名とともに病み上がりの体を押して現れ、掛かり稽古を通して正義のために自身の考えを貫くよう訴え、半沢が迷いを吹っ切る手助けをする。
企業が持つ価値や技術を正当に評価し金銭的に支援できる手助けができれば、親友の瀬名の家族が夜逃げをしたような悲しい出来事を防げると考え就職先に金融業界を志望している。
浜村瞳（はまむら ひとみ）
演 - 今田美桜
情報システム部（スペシャル版）
→ 営業企画部 調査役（2020年版）
セントラル証券のプロパー社員。かつて情報システム部で新入社員研修中に新規トレーディングシステム導入プロジェクトのメンバーに選ばれた際、城崎の策略で身に覚えのない社内で禁止されている株取引で謹慎処分にされた。そのうえ新システム稼働時にはシステムをハッキングして顧客口座から金を不正に引き出した犯人に仕立て上げられそうになったが、スパイラルの高坂の協力により自身の身の潔白を証明し、職場に復帰後、営業企画部へ配属となる。
半沢と森山が東京中央銀行によるスパイラル買収スキームの裏側を調査していた際には、自らも役に立ちたいとの思いから電脳本社前に張り込み、電脳と太洋証券が裏で繋がっている決定的な証拠を写真に収め、森山に送信。結果的にスパイラルが「ホワイトナイト」であるフォックスごと電脳に吸収される事態を未然に防ぐことに一役買う。
証券取引等監視委員会がセントラル証券を監査しているというニュースを心配した高坂がメールを送信してくるなど、新規トレーディングシステム導入後も高坂との付き合いは続いている模様。
尾西克彦（おにし かつひこ）
演 - 粟島瑞丸
営業企画部 調査役
プロパー社員で、森山のひとつ先輩。辛辣な意見が多い。
半沢の指揮で玉置親子の次世代スイッチング電源の特許を買い戻すための出資者探しにスパイラルやフォックスから紹介された企業も奔走し、浜村と共に中堅電子機器メーカー・浜畑電子を探し当てる。
森山がスカイホープ航空への出資者や帝国航空の整備士の受け入れ先を探している最中に階段を踏み外し負傷した際、半沢にそのことを伝えている。
原田浩平（はらだ こうへい）
演 - 持田将史
営業企画部 調査役
プロパー社員。昼食時に不用意に半沢が買収対策中のスパイラルを訪問していることを同僚に話し、その話を近くにいた社長の岡に聞かれてしまう。
半沢の指揮で玉置親子の次世代スイッチング電源の特許を買い戻すための出資者探しに奔走する。
諸田祥一（もろた しょういち）
演 - 池田成志
営業企画部 次長（2020年版第1話）
→ 東京中央銀行本部 証券営業部営業グループ 調査役（2020年版第2話）
→ 電脳雑伎集団へ出向（2020年版第4話）
旧S出身。バブル世代で、東京中央銀行からの出向者。プロパーの森山とは反りが合わない。
スパイラル買収プロジェクトチームのリーダーを務めるその裏で、東京中央銀行への異動を見返りに伊佐山に電脳雑伎集団のスパイラル買収案件の情報をリークする。
銀行に戻ってからは伊佐山の腰巾着として振る舞っていたが、スパイラル買収の追加融資の稟議が否決されると、電脳の案件に関わっていたことで財務立て直しの名目で三笠・伊佐山と共に電脳に出向させられる。また半沢に連れ出され、セントラル証券のプロパー社員たちの前で彼らを裏切り見下していたことを謝罪させられる。
三木重行（みき しげゆき）
演 - 角田晃広
営業企画部 調査役（2020年版第1話）
→ 東京中央銀行本部 証券営業部総務グループ 調査役（2020年版第2話 - 第4話）
→ 総務部管理グループ 調査役（朗読劇）
バブル世代で、東京中央銀行からの出向者。諸田が編成したスパイラル買収プロジェクトチームのサブリーダー。気が弱く事務能力すらない有様で、事務職社員から文句が出るほど。しかし半沢からは「人の懐に入り込むのが得意なので、営業に向いている」と評価されている。
諸田のセントラル証券への裏切りを知りつつもそのことを咎めることができず、伊佐山の働きかけで東京中央銀行の証券営業部に配属されるが、営業ではなく総務グループでコピー取りやお茶くみなどの雑務ばかり押し付けられ、飼い殺しのような惨めな思いをする。半沢たちを裏切った後悔の念から、伊佐山が離席中にキャビネットに保管されている電脳のスパイラル買収スキームが書かれた書類の原本を撮影し、半沢にメールで提供した。
後日談が描かれた朗読劇では、自身の希望で総務部に異動したことが語られている。

#### 情報システム部
府川義則（ふかわ よしのり）
演 - 栗原英雄
情報システム部 部長（スペシャル版）
浜村の情報システム部時代の上司。
城崎勝也（しろさき かつや）
演 - 緒形直人
情報システム部 主任（スペシャル版）
個人的に不動産投資をしていたが5億円の負債を出し補填のため闇金に手を出す。その後、闇サイトで知り合った来栖誠也と手を組み、新入社員の浜村に罪を擦り付けて東京セントラル証券の顧客口座から300億円を盗み出そうとするが、高坂が作ったフィッシングプログラムに引っ掛かり全ての不正が露見したことで逮捕された。

### 国税庁・金融庁
黒崎駿一（くろさき しゅんいち）
演 - 片岡愛之助
国税庁大阪国税局査察部統括官（2013年版第一部）
→ 金融庁検査局主任検査官（2013年版第二部・ラジオドラマ第4章）
→ 証券取引等監視委員会事務局証券検査課統括検査官（2020年版第一部）
→ 金融庁監督局主任統括検査官（2020年版第二部）
→ 国税庁調査査察部査察課 課長（2020年版第9話以降）
かつての金融庁検査で、日本三大銀行の一つに数えられていた大同銀行を破綻に追い込んだことで「やり過ぎ」と批判が起きたことから、ほとぼりが冷めるまで国税局に異動させられていた旧大蔵省銀行局出身の切れ者のエリート。傲慢かつヒステリックな性格で、オネエ言葉で話す。激高すると相手の男性の急所を鷲掴みにして「潰すわよ」などと脅すのがお約束となっている。暗算が得意であり、2013年版第二部において金融庁検査の初日に東京中央銀行への引当金の額を宣告する際、目を閉じたまま右手でそろばんを打つ仕草をしてから即座にその合計額を弾き出している。モデルは、金融庁元統括検査官・検査監理官の目黒謙一と言われている。
2013年版 (第一部)
西大阪スチールの脱税調査を指揮し、半沢ら東京中央銀行の前に立ちはだかる。半沢が先に差し押さえていた東田の5千万円の別荘を横取りするなどして翻弄し、更には半沢同様に藤沢未樹に目を付け彼女に接触。未樹の脱税を一部見逃すという条件を付けて東田の隠し資産を押さえようとするも、半沢と組むことを選んだ未樹の計略によって出し抜かれ、最終的に先を越されて東田の隠し資産を全て半沢に差し押さえられてしまい、彼に対し更なる怒りを燃やす。
2013年版 (第二部)
再び金融庁に返り咲き、伊勢島ホテルの120億円損失の件を踏まえた金融庁検査を指揮する形で再び半沢と対峙。そして何者かのリークで貝瀬と古里の伊勢島ホテルの一件を扱った文書を半沢が疎開資料として手元に置いていたことを察し、部下を自宅に待機させて不意打ちの如く家宅捜索を行い、偶発的に花が自分の実家に送ったことも知って追跡をかけるなど執念深い追跡をするがどちらもことごとく失敗に終わり、最終的に半沢がホテルの経営再建に成功し疎開資料も隠し通したことでまたしても敗れ去る。実はこの一連の対決の裏では、岸川に「（東京中央銀行の）上層部が皆吹き飛べば、次期頭取も夢ではない」と吹き込み、大和田を裏切るよう仕向けていた。もっとも、半沢から自身の野心のために岸川の娘に近づいたのかと水を向けられた際にはそれを否定し「本当に好きになっちゃったものはしょうがない」と純粋な恋愛感情であったことを述べている。
2020年版 (第一部)
証券取引等監視委員会事務局証券検査課統括検査官として、スパイラルによるフォックスの逆買収に関し、スパイラルのアドバイザーである東京セントラル証券への立ち入り検査で半沢と三度目の対峙をする。共有クラウド上のスパイラルによるフォックス逆買収のデータ入手はスパイラルの高坂の活躍により阻止されたが、社長の岡がシュレッダーで破棄した紙ベースの逆買収計画書と経営状況報告書を入手、復元に成功したことで半沢を言い逃れできない状況に追い込む。しかし、そこにフォックスの郷田が現れ「フォックスの経営状況はスパイラルとの友好的合併のために自分がスパイラルとセントラル証券に開示し、どのように使っても構わないと告げている」と証言されたため、これ以上の追求は無意味と判断したのかあっさりと引き上げる。それはセントラル証券への立ち入り検査に乗じて電脳雑伎集団と電脳電設の関係も調査しており、電脳電設に関する資料を入手し目的を果たしていたからであった。その後電脳電設への架空計上による電脳の粉飾決算が明るみになると、電脳への立ち入り検査に踏み込んだ。
2020年版 (第二部)
電脳の粉飾決算を摘発した功績で金融庁監督局に栄転しており、白井の意向で東京中央銀行の帝国航空への再建計画に対する与信判断のためヒアリングに現れ、半沢と四度目の対峙をすることとなる。曾根崎が帝国航空の再建担当だった当時に提出した東京中央銀行の再建案の数字と帝国航空が発表した数字が違っていたことを指摘し、回答を求める。
タスクフォースが表明した帝国航空の再建案で、東京中央銀行が撤退と判断した羽田-伊勢志摩路線が継続となっていたことから、伊勢志摩を選挙地盤とする箕部が今回の帝国航空の債権放棄に大きく関わっていると気付き箕部の身辺調査を行っていた半沢に対し、箕部が東京中央銀行の前身である旧T時代に接点があったことを伝える。しかし、自身も箕部の身辺を嗅ぎまわっていたことを察知され、箕部からの圧力で金融庁から国税庁への異動を余儀なくされる。そのことを大和田から伝え聞いた半沢が自身のもとを訪ねてきた際、金融庁がこの件から手を引くことを伝え、半沢に「伊勢志摩ステート」を調べるよう助言を与える。その後は旧Tの不正融資の金の流れを追いかける半沢の要請に応じ、伊勢志摩ステートから箕部への不正融資の入金の際に同時に「棺の会」のメンバーたちの白水銀行や関西シティ銀行などの個人口座へ入金された口止め料の記録を国税庁の力を使い調査し、金の流れの証拠を掴んだ。
足取りがつかめない箕部への不正融資の金の流れを、東京中央銀行伊勢志摩支店からほど近い名古屋市内の海外銀行の支店に現金輸送して入金していると目星をつけており、白井と笠松が掴んだ箕部の隠し口座の情報を受けてUAE銀行名古屋支店に捜索に入り、箕部の隠し口座の入出金情報を入手して大和田に提供し、箕部の不正を暴くことに貢献する。

#### 大阪国税局査察部
相模（さがみ）
演 - 石黒英雄
国税査察官。黒崎の指揮の下、西大阪スチールの脱税を調査する。東京中央銀行大阪西支店への査察で東田の個人口座の存在に気付かなかったため、黒崎に急所を掴まれる。後に東田へのガサ入れに慎重な態度を取ったことが黒崎の逆鱗に触れ、再び急所を掴まれる。
大塚（おおつか）
演 - 永岡佑
国税査察官。黒崎の指揮の下、西大阪スチールの脱税を調査する。東京中央銀行より東田の口座記録が提出されたことを受け、東亜細亜リゾート開発の調査に乗り出す。
脇屋（わきや）
演 - 岡あゆみ
国税査察官。黒崎の指揮の下、西大阪スチールの脱税を調査する。東田社長の愛人である藤沢未樹に接触する。

#### 金融庁検査局・監督局
島田亮太（しまだ りょうた）
演 - 竹財輝之助
金融庁検査官（2013年版第二部）
黒崎の部下。長方形の顔をしており、半沢曰く「モアイ」。
金融庁検査において、伊勢島ホテルの疎開資料の隠し場所を探る。黒崎の指示で半沢の社宅を捜査するが見つからず、横柄な態度を花に糾弾され、謝罪するに至る。
最終聞き取り調査の前日になっても疎開資料の隠し場所が判明せず、業を煮やした黒崎に急所を掴まれる。疎開資料を同日中に見つけるよう厳命され半沢を尾行するが、撒かれてしまう。
木下愛（きのした あい）
演 - 近野成美
金融庁検査官（2013年版第二部）
黒崎の部下。金融庁検査において、伊勢島ホテルの疎開資料の隠し場所を探る。黒崎の指示で島田らと共に半沢の社宅を捜査する。
その後、宅配業者から得た情報に基づき花の実家に疎開資料の回収に向かうが、坂本に先を越される。最終聞き取り調査の前日に半沢を尾行するが、撒かれてしまう。
古谷（ふるや）
演 - 宮野真守
金融庁検査官（2020年版第二部）
黒崎の部下。東京中央銀行の帝国航空再建案への与信判断に関するヒアリングに出席した黒崎に同行する。
永田町で箕部の身辺調査を行っていた半沢を黒崎の指示で探し出し、金融庁の庁舎に案内する。半沢と黒崎の会話に口を挟んだため黒崎に急所を掴まれる。

#### 証券取引等監視委員会
加藤（かとう）
演 - 矢崎広
黒崎の部下。東京セントラル証券の検査に従事。動くなという警告を無視する浜村を怒鳴りつけるが、検査の最中シュレッダー片の復元作業の優先順位を巡って黒崎を怒らせ急所を掴まれ、様子を見ていた浜村に笑われる。更に社長室で金庫を発見し黒崎に報告した際、「帰っていいわよ。そんなところに隠すわけないでしょ」と突き放された言い方をされてしまうが、その社長室から見つかった買収計画書のシュレッダー片を2時間で復元してみせる。
福島（ふくしま）
演 - 石田剛太
黒崎の部下。東京セントラル証券の検査に従事。半沢のパソコンの調査を担当。パソコンの操作は迅速かつ正確であり、黒崎が入手したクラウド上の隠しファイルへの到達方法に従いクラウドへアクセスするが、予期せぬパスワードの要求に焦り、敵対者である半沢にパスワードを聞きに行こうとして黒崎に急所を掴まれる。パスクラッカーを駆使して何とかパスワードを突破し、2つの隠しファイルを見つけるが、開く寸前で高坂のハッキングによって削除されてしまう。

### 西大阪スチール融資事故関係者
東田満（ひがしだ みつる）
演 - 宇梶剛士
西大阪スチール社長（2013年版第一部）
→ 収監（ラジオドラマ第3章）
→ 釈放（ラジオドラマ第3章後編）
1961年度生まれ。浅野の中学時代の同級生であり、彼を「ターちゃん」と呼んでいる。学歴は大阪市立梅田第一中学校 → 私立なにわ高等学校 → 私立浪速大学経営学部。
粗暴な性格で、ガラの悪い大柄な男。自身が経営している西大阪スチールに粉飾決算を3年間続けさせ東京中央銀行から融資された5億を計画倒産して騙し取った。脱税によって得たものも含めて、12億もの不正資産をニューヨーク・ハーバー信託銀行の口座にプールしていた。表向きは自己破産したにもかかわらず、隠し財産で贅沢な暮らしをしており、愛人の未樹が勤務するクラブ「アルテミス」に入り浸り豪遊していた。また、衰退していく日本に見切りをつけて、急速な経済成長が進むベトナム・ASEANでの事業立ち上げを目論んでいた。
最後は半沢と未樹の結託により全財産を東京中央銀行に差し押さえられ一文無しとなってしまい、アルテミスの店内で半沢からそのことが告げられたことで逆上して襲い掛かるが元剣道部の彼にあっさり返り討ちにされる。そして「金さえあれば何でもできると思ったら大間違いだ」と断じられ、改めて自身の破滅を悟り泣き崩れる。その様子は東田を憎悪していた竹下でさえも哀れに思う始末だった。
藤沢未樹（ふじさわ みき）
演 - 壇蜜
東田の愛人。大阪ミナミのクラブ「アルテミス」に勤めるホステス。西大阪スチールの融資事故の件で東田が半沢に追い詰められたとき、半沢に暴行し彼の逃亡を助ける。自分の経営するネイルサロンを開業する夢を叶えるために東田に取り入っていたが、ネイルサロンを出店するための事業計画・経営者としての資質を半沢から賞賛され、自分を通して銀行に融資を申し込んで欲しいと申し込まれ、東田の隠し資産の在り処・浅野の不正を裏付ける証拠の通帳を渡して欲しいという銀行員としての申し出に心打たれる。その後、一方で自分の違法行為を見逃すという取引を持ち掛けてきた黒崎のいる国税局へと赴くが、実はそれは半沢と示し合わせた計略であり、その目的は国税局による家宅捜索を利用して東田が自分にも隠していた隠し資産の在り処を突き止めるためだった。そして計略通り、東田から渡された通帳の中から隠し資産のある海外口座の通帳だけをバイク便で半沢の元に送り、残った通帳は全て黒崎に渡して出し抜くことに成功した。
東田が収監されてすぐ妊娠に気づき、東田との娘「笑里」を出産する。
竹下清彦（たけした きよひこ）
演 - 赤井英和
竹下金属社長。首を吊った直後の竹下に半沢が突撃して首吊り自殺を阻止する。西大阪スチールが不渡りを出して竹下金属が連鎖倒産する際に救いの手を差し伸べなかった銀行を信用していないが、古い付き合いがある牧野社長の会社・マキノ精機を救った半沢だけは信用し、東田捜索に協力する。デジタル一眼レフカメラを使用して東田の行動を隠し撮りし、有用な情報を半沢に提供する。東田を破滅させた後は、回収した資金で竹下金属を復活させると誓い、東京に異動する半沢を見送る。
波野吉弘（なみの よしひろ）
演 - ラサール石井
西大阪スチール 経理課長
→ 鳥谷造船社員
西大阪スチールの裏帳簿を隠し持っていた。心臓病を患っており、半沢の目前で心臓発作を起こす。
板橋平吾（いたばし へいご）
演 - 岡田浩暉
淡路鋼材社長。西大阪スチール倒産の影響で竹下金属と同様に連鎖倒産する。しかし裏では東田と繋がっていて半沢と竹下の行動を妨害するが、半沢に見抜かれてしまい最終的に東田に別荘ごと捨てられる。その後、未樹と極秘面会しているところを竹下に撮影される。
東亜細亜リゾート開発店員
演 - 大谷みつほ
東亜細亜リゾート開発の女性店員。来店した半沢への応対中に東田の不動産情報を半沢が訊き出そうとしていると分かると話を切り上げて退店を促す。顧客である東田の個人情報は守る一方、迷惑している旨を東田に電話で伝える。
小村武彦（こむら たけひこ）
演 - 逢坂じゅん
小村建設元会長。東田の遠縁。不動産を30軒ほど所有。信頼していたメインバンクに裏切られ、不正献金を検察に密告されて一代で築いた小村建設から追われた。その後世間からは犯罪者のレッテルを貼られたことで娘からは嫌われ、また自らも父親失格と考え親子関係を断絶。さらにその後には死期が迫り入院を余儀なくされた。孫や娘と会いたがっていることを知った半沢が連絡して娘・優子（演：吉沢梨絵）に再会して和解。幼い孫・武志（演：上野蒼真）を含めた3人で今際の際まで充実した時間を過ごせたため、お礼に東田の居場所を記した手紙を書き優子を通じて半沢に渡す。

### 伊勢島ホテル
湯浅威（ゆあさ たけし）
演 - 駿河太郎
代表取締役社長
金融庁検査の件を踏まえたホテルの経営再建において、ワンマン経営の父親とは異なる経営方針で伊勢島ホテルを立て直そうと奮闘する。かつては大東京ホテルで企画部長を務めており、ホテルマン修業時に半沢を知り、銀行員でありながらホテル再建に情熱を傾ける半沢を信頼する。半沢を伊勢島ホテル再建の担当者にするよう中野渡に要請し、自らも再建計画のため海外の企業に渡りを付けるなど、かなりの行動派。
大和田と羽根の策略に半沢共々翻弄されるが、伊勢島ホテルを再建する最終手段「フォスターとの業務提携」という半沢の提案を承諾。フォスター資本の傘下に入り、初回増資額は200億円・フォスター予約システムを共用可能にしてホテルの経営再建を果たすと共に120億円の特別損失を出したとして羽根を更迭して一連の争いに終止符を打つ。
2020年版第1話では新規ホテルのプレオープンの招待メールを半沢に送っている。
羽根夏子（はね なつこ）
演 - 倍賞美津子
専務取締役
→ 更迭
伊勢島ホテルの最古参。先代ワンマン社長の尻拭いをさせられてきた自分こそが伊勢島ホテルの社長にふさわしいと考え、大和田の誘いにのり結託してホテルの乗っ取りを企む狡猾な野心家。「資金をどうにかするのがあなたたちの仕事でしょ」と半沢に言い放つなど態度も傲慢。株の運用に失敗して120億円を特別損失させたが、一度会った人の顔と名前は忘れないなどホテルマンとしては一流である。
金融庁検査を乗り切る件を踏まえたホテルの経営再建を利用し、大和田の協力を得て湯浅を辞任させて自分が社長に成り上がろうとするが、ホテルの経営再建の最後の切り札として半沢が要請したフォスターとの業務提携を湯浅が承諾したため失敗に終わり、120億円の特別損失を出したとして更迭される。大和田の不正に関する証言を手に入れるために訪れた半沢とホテルを去る際に対面し、証言はしなかったものの大和田と対決する覚悟を決めた半沢に「大和田にはせいぜい気をつけろ」と告げる。
戸越茂則（とごし しげのり）
演 - 小林隆
伊勢島ホテル 経理課長
→ 廃品回収業
→ 伊勢島ホテルへ復職
伊勢島ホテルの120億円損失の件を東京中央銀行に内部告発するが、大和田の指示を受けた貝瀬と古里にその件を黙殺されたうえ、内部告発の件を羽根に通知されてホテルを解雇される。そのため東京中央銀行を憎んでおり、自身を訪ねて来た半沢を最初は拒絶していた。しかし最終的には半沢や近藤と協力して古里を追い込み、半沢が湯浅社長に要請して復職を果たす。そのことを半沢に感謝しながらも、「歴代京橋支店長と伊勢島ホテルの関係は黒い闇」であり「貝瀬はその入り口に過ぎず貝瀬の上にいる人物が闇の中心」と半沢に告げる。

### タミヤ電機
田宮基紀（たみや もとき）
演 - 前川泰之
代表取締役社長
極めて無責任な性格で、出向してきた近藤を最初は軽視し、銀行から融資を受けるためには中期の事業計画書が必要だという彼の要請をも一蹴していた。しかし、半沢の協力と励ましにより前向きとなりかつての覇気を取り戻した近藤が会社内で部長として積極的に尽力し、彼に裏帳簿を発見され粉飾決済の事実を追及されるなど、会社の為なら一歩も引かない彼の気迫に徐々に動かされていく。
実は5年前、大和田と当時の京橋支店長だった岸川の依頼で、東京中央銀行から融資された3千万もの資金を大和田に転貸して彼の不正に加担しており、近藤がそれを嗅ぎ付けた時も、彼をまた別の地へ出向させるよう大和田への根回しも行っている。後にその事実が近藤や半沢らによって露見し始めた際、大和田に転貸した3千万の返済を求めるも、例によってあっさり見限られてしまう。しかし近藤の説得により考えを改めて彼に大和田との転貸資金の件を証言し、大和田にも手を切る旨の留守電を残す。
この証言が載せられた報告書は大和田に懐柔された近藤自身により結局は大和田の手に渡ることになってしまうが、ディレクターズカット版最終話では「私は君を責められるような立場にない」と近藤を笑って許し、銀行に戻る近藤に融資事件の処理を託す一方、大和田に気を付けるよう忠告している。
野田英幸（のだ ひでゆき）
演 - 利重剛
経理部 経理課長
近藤を疎ましく思っており、部下の前で彼のことを「元銀行さん」と呼ぶなど、近藤を見下すような言動を公然と繰り返していた。しかし、半沢の励ましにより覇気を取り戻した近藤に経理部長として一喝され、渋々彼を経理部長として受け入れた。その後はタミヤ電機のため尽力する近藤に田宮社長同様徐々に押されていくようになる。ディレクターズカット版最終話では、近藤が銀行に戻ることになりホッとするが少し寂しいと漏らし、近藤からは会社を立て直すよう激励を受けた。
小川（おがわ）
演 - 望月章男
タミヤ電機経理部の若手社員。野田同様、近藤に敬意を払わず馬鹿にした態度で接していたが、かつての覇気を取り戻した近藤に一喝され、彼を経理部長として受け入れることとなった。

### スパイラル
苦楽を共にした瀬名と加納、清田の3人が6年前に立ち上げた新興IT企業。独立系のウェブサービス開発会社で検索エンジン「スパイラル」を開発・運用し、その利便性から若者を中心に利用者数を増やし、売上1,000億円以上、業界5位という日本トップクラスのIT企業に成長している。

#### 取締役会・執行役員会
瀬名洋介（せな ようすけ）
演 - 尾上松也（中学時代：清水大登）
代表取締役社長（スペシャル版・2020年版）
お金に苦労しながら育ち、大学進学を諦めて小さなソフト開発会社に就職。その企業が倒産したのをきっかけに、同僚の加納と清田の3人でスパイラルを立ち上げ、会社と同名の検索エンジン「スパイラル」を開発したことで、スパイラルを一躍IT業界を牽引する企業に成長させた。
出身校の明成学園中等部ではセントラルの森山と同じクラスの同級生で、お互い剣道部に所属しており親友の間柄であった。しかし、父の経営する万年筆の工房が倒産し一家で夜逃げをしたため、それ以降森山とは疎遠となる。スパイラル買収騒動を機に森山と再会を果たすも、敵対企業のアドバイザーを務める東京中央銀行の子会社社員であることから、当初は森山に対しても猜疑心と怒りを露わにしていた。しかし森山の直筆の手紙を見て考えを改め、その親交を回復する。自社のアドバイザーである太洋証券の裏切りを知ると怒りを爆発させ、買収防止のために東京セントラル証券を新たにアドバイザーとして迎える。
半沢からフォックスを逆買収するとの提案を受けた当初は難色を示していたが、郷田と対談した際、経験やノウハウが豊富で、なおかつ経営者のモデルとして尊敬していた郷田のアドバイスがスパイラルの成長には不可欠であるという旨の思いを吐露。それが郷田の心を動かし、フォックスがスパイラルの傘下に入る事への決定打になる。その後、フォックス買収の発表の記者会見の席上でIT界の超大物、マイクロデバイス社のジョン・ハワードがスパイラルとフォックスの子会社コペルニクスとが手がけるネット通販事業に対し、3億ドルの出資をするとの合意を取り付けたと発表することでスパイラルの株価が急激に上昇し、東京中央銀行は追加融資なしではスパイラル株を過半数取得できなくなる。
半沢の活躍で電脳によるスパイラル買収が阻止されると、信頼できる仲間と仕事がしたいと森山にスパイラルの財務担当役員への就任を打診するが、今後も金融業界で頑張りたいという森山の考えを汲み、森山にはスパイラルとコペルニクスによるネット通販事業の証券会社のアドバイザーとして携わってもらう事とした。
2020年版第二部では、個人情報保護法に抵触するリスクを承知の上、信頼する半沢からの依頼ということで虚偽の帝国航空再建案を社員たちにリークしたメールの発信源を突き止め、半沢にその情報を伝えている。
その後、頭取に1000倍返しの復讐をするべきか葛藤し、剣道場で稽古をしていた半沢の元に森山と共に現れ、掛かり稽古を通して正義のために自身の考えを貫くよう訴え、半沢が迷いを吹っ切る手助けをした他、白井と笠松にファイル復元ツール入りのUSBメモリを提供し、箕部の第一秘書である武田がパソコンのネットバンキングでUAE銀行の箕部の個人口座を管理していることを突き止めるサポートをした。
加納一成（かのう かずなり）
演 - 井上芳雄
専務取締役・戦略担当部長（スペシャル版）
→ スパイラルを退社、新会社設立（2020年版第一部）
→ スパイラルへ復帰（2020年版第4話）
瀬名の検索エンジンに拘った経営方針で対立し、スパイラル社を辞め新しい会社を立ち上げることを決める。
スパイラル退社後、伊佐山から所有するスパイラルの株式の買取を打診され、初めは瀬名との友情から話を断っていたが、個人的に出資していた企業「デクラーク」への資金が焦げついており、三笠が瀬名の不義理さを攻め立て、株式買取価格の上乗せで揺さぶりをかけてきたため、所有するスパイラル株を東京中央銀行に売り払ってしまう。
後日、電脳のスパイラル買収が頓挫すると瀬名にスパイラルへの復帰を願い出て、瀬名から了承されスパイラルに復帰している。
清田正伸（きよた まさのぶ）
演 - 加藤啓
取締役・財務担当部長（スペシャル版）
→ スパイラルを退社、新会社設立（2020年版第一部）
→ スパイラルへ復帰（2020年版第4話）
スパイラル社を辞め加納の新会社立ち上げに参画するが、加納と同様に個人的に出資していた企業「デクラーク」への資金が焦げついていたため、三笠の揺さぶりにより所有するスパイラル株を東京中央銀行に売り払ってしまう。
後日、電脳のスパイラル買収が頓挫すると瀬名にスパイラルへの復帰を願い出て、瀬名から了承されスパイラルに復帰している。

#### システム開発部
高坂圭（こうさか けい）
演 - 吉沢亮
システム開発部（スペシャル版・2020年版第3話）
システム開発部の有能な若手プログラマー。大学時代、プログラミング仲間の黒木にフィッシング詐欺という裏目的のあるホームページ作成アルバイトを紹介され、その真実を知らずに引き受けたことで共犯として逮捕され、不起訴処分となるもこの一件で周囲から白い目で見られ大学を中退した過去を持つ。スパイラルの占いサイトの制作・更新などの単純作業で能力を持て余していたところ、東京セントラル証券が新しく導入するトレーディングシステムのコンペにスパイラルが参加することになり、そのコンペを勝ち抜くため社内で立ち上げたプロジェクトチームのリーダーに抜擢される。その後コンペを勝ち抜きシステムを開発することになるが、旧型のトレーディングシステムへの不正アクセスや開発中の新システムへの不正プログラムの混入を不審に思い、完成版の新システムにフィッシングプログラムを忍ばせ黒幕の城崎が顧客口座から金を横領することを阻止し、浜村の冤罪を晴らす。
セントラル証券の新型トレーディングシステムを作成した際、同時に社長の岡と半沢のみその存在を知る共有クラウド（通称：隠し部屋）を準備しており、半沢がその共有クラウドに退避させたフォックスの逆買収計画と経営状況報告書のデータが証券等監視委員会の黒崎に発見される前にデータを削除するよう瀬名から特命を受け、クラウド上のデータの黒崎への流出をSREチームとともに阻止する。
若本健人（わかもと けんと）
演 - 吉沢悠
システム開発部員。高坂の先輩同僚で開発部のリーダー的存在。プロジェクトチームのサブリーダーに選ばれる。
鈴木莉乃
演 - 吹越ともみ
システム開発部員。プロジェクトチームのメンバーに選ばれる。
佐藤耕太
演 - 磯﨑義知
システム開発部員。プロジェクトチームのメンバーに選ばれる。

### 電脳雑伎集団
IT業界で、日本では3位、世界でトップ20に入る大手IT企業。アジア進出を視野に事業拡大を目論む。
平山一正（ひらやま かずまさ）
演 - 土田英生
代表取締役社長
35歳で総合商社を退社した後、妻・美幸と共にゼロから電脳雑伎集団を築き上げたワンマン経営者。
自社の基盤をさらに盤石なものとするためスパイラルの買収を画策するも、買収に際しメインバンクの東京中央銀行から経営状況を調査され粉飾決算を突き止められることを恐れ、経験の浅い子会社の東京セントラル証券に買収のアドバイザーを委託する。後日、スパイラルの買収案件を掴んだ伊佐山から提示されたスパイラル買収スキームに魅了され、アドバイザーを東京中央銀行に乗り換えるが、最終的には半沢に粉飾決算の事実を突き止められ、森山に裏帳簿のありかまで突き止められたため、観念して粉飾決算を認め、真実を証言する。
スパイラル買収に失敗した後日談が描かれた朗読劇では、妻の美幸と離婚したことが語られている。
平山美幸（ひらやま みゆき）
演 - 南野陽子
代表取締役副社長
一正の妻。大阪市内の大きな商家出身でヒステリックな性格。社員たちに高圧的に滅私奉公を求める態度が抜けておらず、半沢らに対しても高飛車な態度を取る。半沢が財務担当役員の玉置と接触しようとした際には、いち早くその事をかぎつけ、夫婦で半沢らの前に立ちはだかる。
森山に裏帳簿の写しを突きつけられるも、出所の分からない資料など認めるはずがないとシラを切り通そうとするが、元財務担当の玉置から教えられた裏帳簿の隠し場所から森山に原本を取り上げられると、自身の悪行を棚に上げ、賄賂を渡したのにスパイラルの買収も失敗し、粉飾決算までもばれてしまったのは全て三笠のせいだと責任転嫁し悔しさをにじませる。
スパイラル買収に失敗した後日談が描かれた朗読劇では、夫の一正と離婚したことが語られている。
玉置克夫（たまき かつお）
演 - 今井朋彦
ゼネラル電設 取締役常務執行役員
→ 電脳雑技集団 財務部長
→ 電脳電設 取締役（財務担当）
元々は父・伸介が社長を務める「ゼネラル電設」の財務担当役員であったが、2年前に電脳が企業買収し、電脳の子会社「電脳電設」となった際に親会社へ「逆出向」するという不可解な人事異動を経て電脳の財務担当部長に就任している。半沢が今回の電脳によるスパイラル買収案件の秘密を握っていると接触を試みるが、一身上の都合という理由で電脳を退職し、雲隠れして電脳電設に出戻っていた。
半沢がセントラル証券の営業力を活かし、伸介によって開発された次世代スイッチング電源の特許を買い戻す出資者を探し当て特許を取り返す手配が整うと、電脳が電脳電設に架空売上を計上する方法で粉飾決算を上げている秘密を暴露し、電脳の裏帳簿の写しと電脳に保管されている裏帳簿の原本の隠し場所を半沢たちに伝える。

### 電脳電設（旧ゼネラル電設）
2年前まではゼネラル産業グループの子会社「ゼネラル電設」であったが、電脳から300億円で企業買収され、電脳の子会社「電脳電設」に生まれ変わっている。革新的な次世代スイッチング電源の特許を有していたが、その特許も電脳に買い取られている。
玉置伸介（たまき しんすけ）
演 - 高橋長英
代表取締役社長
克夫の父。次世代スイッチング電源の実用化に道筋を立てるため、支援を約束した電脳からの前身企業「ゼネラル電設」の買収話に応じたが、いざ特許が電脳に握られると支援の約束は履行されず、だまし討ちにあって電脳に逆らえない状態となっていた。
社名が変わった現在でもゼネラル電設時代の作業着を着用している。

### 太洋証券
スパイラルに出入りする証券会社。
広重多加夫（ひろしげ たかお）
演 - 山崎銀之丞
営業部 部長（2020年版第一部）
→ 解雇（朗読劇）
スパイラルの電脳からの敵対的買収に対し、発行した新株をホワイトナイトのフォックスに買取してもらう対抗策を提案し、アドバイザーとして関わる。実は裏で伊佐山や電脳と通じており、電脳がスパイラルの新株を購入したフォックスそのものを吸収することでスパイラルの過半数株を奪い取る伊佐山の買収スキームに加担していた。しかし半沢たちの尽力で東京中央銀行や電脳と内通していたことが露呈したことで、瀬名は新株発行を中止し、東京中央銀行との違法性の高い買収スキームへの加担も成果報酬型の契約であったため、どちらからの手数料も受け取れないままスパイラル買収案件から撤退する羽目になった。
スパイラル買収に失敗した後日談が描かれた朗読劇では、太洋証券を解雇されたことが語られている。

### フォックス
PC・周辺機器販売の大手企業。
郷田行成（ごうだ ゆきなり）
演 - 戸次重幸
代表取締役社長
瀬名の尊敬する起業家で、電脳からの敵対的買収にスパイラル側のホワイトナイトとして現れる。しかし、投資の失敗で会社の身売りが噂されるほどの巨額損失を出しており、裏で東京中央銀行や電脳と繋がり、スパイラルの新株を購入後フォックスを電脳に吸収してもらうことでその損失を埋め合わせようと企んでいた。スパイラルの新株購入の資金1,000億円を東京中央銀行から融資してもらっていたが、その資金を「白水銀行から借りている」と瀬名に嘘をついたことがきっかけで、半沢たちにホワイトナイトのふりをしていたことを見抜かれる。
その後、半沢の仕掛けた策略でスパイラルによるフォックス逆買収の話が勃発すると「電脳に先に声をかけてもらったから」という理由であくまでも電脳側に筋を通す姿勢を示したが、電脳側からは「フォックスを買収したスパイラルを電脳が買収することと、直接フォックスを買収することは結果は同じだ」と、当初予定していたフォックスの直接吸収の約束を反故にされ絶体絶命のピンチに陥いる。残された生き残り策であるスパイラルの逆買収による救済案も、スパイラルに対する不信感から暗礁に乗り上げそうになるが、森山から今回の逆買収は両社が目先の難局を乗り切るためだけではなく、フォックスのネット通販事業を手掛ける子会社「コペルニクス」とスパイラルの検索エンジンを組み合わせた新規事業には将来性があるためと説明を受け、更に瀬名から「尊敬する起業家であるあなたの経験に基づいた意見が欲しい」という切実な願いを聞かされたことが決め手になり、スパイラルの傘下企業となる道を選ぶ。

### 進政党
与党。支持率が低迷しており、その回復を狙い第二次改造内閣でサプライズ人事を決行する。
白井亜希子（しらい あきこ）
演 - 江口のりこ
国土交通大臣・衆議院議員（進政党所属）
→ 衆議院議員（無所属）（2020年版最終話）
元キー局のアナウンサー。支持率回復を目指す的場政権の内閣改造の目玉として当選2期ながら国土交通大臣に大抜擢された。国民からの人気は絶大で、党の重鎮・箕部を後ろ盾に持つ。帝国航空の経営危機を利用して改造内閣の有用性をアピールし、女性初の首相の座に近づくことを目的に、諮問機関の帝国航空再生タスクフォースを立ち上げる。
半沢が政府の意向に反発することから、半沢による東京中央銀行の帝国航空再建計画を潰すため、帝国航空の余剰人員の整備士たちの受け入れ先として調整していたスカイホープ航空の東京 - ホノルル間就航の認可を否決し、余剰人員を受け入れ出来ないようにしてタスクフォース主導の再建に誘導する。だが、一方で東京中央銀行以外の帝国航空への債権を保有する銀行は全て債権放棄に応じると油断しており、閣議で開発投資銀行の民営化法案に反対しなかったことから開投銀は民営化される見通しとなり、開投銀が政府系銀行の立場から解放されたことで一転して債権放棄を見送られてしまい、合同報告会で開投銀と東京中央銀行の方針に準じると表明していた全ての銀行から債権放棄を拒絶されてしまう。自身の詰めの甘さから帝国航空の債権放棄に失敗した責任を取るため国交大臣を辞任し、離党届を提出する旨を箕部に報告するが、選挙の際の集票の広告塔とみなしていた箕部により離党届を差し止められており、彼の意向に従わない勝手なことをしないようクギを刺される。
明らかに赤字路線で再建の見込みがないと思われた羽田 - 伊勢志摩路線がタスクフォースの再建案では撤退ではなく継続と判断されていたことに疑問を呈したところ、乃原は箕部からの今後収益が伸びる可能性があるとの助言に従い継続にしたと答え、箕部からも最近耳が遠くて何を言っているか聞こえないと凄まれたことから、それ以上その件について追及できなくなってしまう。
的場首相及び箕部からの指示で再度の債権放棄を迫るため東京中央銀行に赴いた際、自ら立ち上げたタスクフォースを自身を差し置いて独断専行で取り仕切り、頭取の中野渡を単身呼び出し箕部を同席させた場で債権放棄の交渉を進めようとする乃原を嗜めるも、乃原から「タスクフォースは箕部先生のものだ」と言い放たれ、自身をぞんざいに扱う乃原、そして箕部に対する不信感を抱くようになる。
中野渡、大和田、半沢から10年前に箕部の策略にはめられ旧Tの不正融資の公表を防ぐため牧野副頭取が自死を遂げた話を打ち明けられ、アナウンサー時代に政治汚職を取り上げていたことから箕部への不信感が頂点に達し、箕部の悪事の証拠を掴むことに協力することを約束、笠松が暴いたUAE銀行の箕部の隠し口座の情報を黒崎に連絡しUAE銀行名古屋支店の捜索に繋げた。再度開かれたタスクフォースによる帝国航空の債権放棄の報告の場では、タスクフォースの再建案は半沢たちが作り上げた東京中央銀行の再建案のほぼ丸写しであることを認め、東京中央銀行の再建案に従えば債権放棄は不要とマスコミに発表する。また、旧Tからの不正融資で伊勢志摩空港の用地売買で利益を得ていた証拠を突きつけられた箕部が逃げ出そうとするのを制止し、半沢が要求したように箕部が国民に謝罪することに力を貸した。
箕部の不正が明るみに出た後は、紀本と共に乃原のこれまでの恐喝まがいの銀行への債権放棄の強要を告発した。また、大臣を辞任するとともに進政党を離党し、無所属議員として一から出直すことを決め議員事務所を開設した。
笠松茂樹（かさまつ しげき）
演 - 児嶋一哉
議員秘書・国土交通大臣秘書官
白井の秘書となる前は箕部を長年に渡り支えていた。
半沢の帝国航空再建案について白井から所感を確認された際、この案なら再建できるだろうと半沢のバンカーとしての力量を認めるが、白井に「債権放棄をやめろということか」と逆上されてしまい「それとこれとは別」として自分の意見を取り下げる。
帝国航空再建タスクフォースの合同報告会で全ての銀行が債権放棄を拒否して以降は、白井のもとを離れて再び箕部の議員秘書に復帰している。
伊勢志摩ステートを訪問した際、伊勢志摩ステートの財務資料を東京中央銀行が借り出したことを聞きつけると伊勢志摩支店を訪れ、財務資料を閲覧した。その際に自身のスマホで資料を撮影している。
白井を立派な政治理念を持つ人物として評価し、帝国航空を再建するには銀行が債権放棄することが最適な方法と判断したことを真剣に考えた末の結論であると肯定しており、白井の考えを全面的に支持している。
後に白井が中野渡たちからの要請で箕部の不正の証拠を掴むことを約束したことから、箕部と彼の第一秘書の武田が幹事長室を空けた隙をつき、スパイラルの瀬名から渡されたUSBメモリのファイル復元ツールを使って武田がパソコンのネットバンキングでUAE銀行の箕部の隠し口座を管理していることを暴く。
進政党を離れ、無所属議員として再出発する白井を秘書としてサポートすることを決め、自身も箕部の元を離れ彼女が開設した議員事務所を訪れる。
的場一郎（まとば いちろう）
演 - 大鷹明良
内閣総理大臣
低迷する支持率を回復させる為に、第二次改造内閣を発足させ、箕部からの推薦で白井を国土交通大臣に任命するサプライズ人事を決行する。
再建タスクフォースが合同報告会で銀行から債権放棄を拒否される失態を犯し党の面目が潰れたことから、選挙が近いこともあり、箕部と白井を呼び出し何とか格好を付けるよう指示を出すが、箕部に土下座をされたために1週間の猶予を与える。
箕部啓治（みのべ けいじ）
演 - 柄本明
進政党幹事長・衆議院議員
→ 逮捕（2020年版最終話）
三重県伊勢志摩市を地盤としており、伊勢志摩空港誘致に大きく介入したことから、伊勢志摩空港は地元住民から「箕部空港」とも呼ばれている。
新内閣の組閣内容に的場が意見を乞うなど、進政党の陰の実力者。的場に土下座をして白井を国土交通大臣に推薦するなど、目的を果たすためにはプライドを捨てる真似をもいとわない老練政治家でもある。盆栽が趣味で、幹事長室で暇を見つけてはお気に入りの松の鉢植えを手入れしている。
タスクフォースによる帝国航空再建を成功させたい白井の依頼を受け、東京中央銀行による再建案を潰すために金融庁が与信判断に問題が無かったかヒアリングに動くように裏から手を回す。白井のことは選挙時の集票広告に利用する操り人形としか思っていない節があり、帝国航空に債権を持つ銀行がすべて債権放棄を拒否した後、白井がその責任を取ろうと党本部に提出した離党届を差し止め、自身に逆らわないようクギを刺す。
その後も再び債権放棄に傾けさせるため、中野渡に債権放棄を見送るよう他行をけしかけた疑惑があるので国会に参考人招致するかもしれないと揺さぶりをかける。自身の身辺調査をしていた半沢と大和田を直々に呼び出し、牧野が不正融資を行っていた会社からリベートを受け取っていたという口座の入金記録を見せつけ、東京中央銀行に業務停止命令が下される可能性を示唆し金融庁長官に電話をかけることで暗に脅しをかけ、半沢たちが自身の不正融資を嗅ぎまわることを阻止する。
15年前、マンション購入資金の名目で5年間無担保の条件のもと旧Tに融資させた20億円を、そのまま自身の親族が経営する伊勢志摩ステートに転貸。その20億円で当時地価が下がっていた伊勢志摩市の山林の土地を買い占めさせた後、自身が政治介入して伊勢志摩空港をその山林に誘致。空港用地として高騰した土地を売却することで伊勢志摩ステートが得た差益から一部をリベートして自身に還元するという「錬金術」を行っていた。
その錬金術によって旧Tから不正融資させた20億円を優に超える100億8000万円もの不正資金を2007年から2020年にかけて定期的に伊勢志摩ステートから受け取り、その金を選挙運動費用収支報告書や政治資金収支報告書に記載しないまま海外のUAE銀行に開設した個人口座にドル換金のうえ貯蓄していたが、最終的に半沢たちの活躍でその事実をマスコミを集めて再度開かれた債権放棄の報告会の場で暴露されてしまう。「記憶にない」と逃げ出そうとするも白井に制止され、半沢から国民に謝罪するよう迫られ、渋々土下座をした後すぐさまその場から小走りに逃げ出し、マスコミに追い回される羽目になる。
そして後日、政治資金規正法違反の他、脱税と収賄の容疑で逮捕され失脚した。
永田栄一（ながた えいいち）
演 - 八十田勇一
衆議院議員（進政党所属）
帝国航空の永田宏の兄。
半沢が帝国航空の再建草案をリークしたのは弟の宏であると指摘したことに対し、東京中央銀行に抗議の電話をかける。
武田（たけだ）
演 - 岸祐二
議員秘書
箕部の第一秘書。不正な金が入金されたUAE銀行の箕部の隠し口座の管理を行っていた。

### 帝国航空再生タスクフォース
白井が立ち上げた帝国航空の企業再生のための諮問機関。企業再生分野の専門家によって構成されている。
乃原正太（のはら しょうた）
演 - 筒井道隆（小学時代：盛永晶月）
再生タスクフォース リーダー
→ 弁護士会を退会処分（2020年版最終話）
弁護士。自身の名誉の為には手段を選ばず、常に横暴な態度で人に接する傲慢な性格の持ち主で、手腕を発揮して弁護士としての地位と名声を上げようと、帝国航空の債権の放棄を迫る。
初対面の半沢に対し「企業再生のノウハウを持たない銀行は素人なのだから、黙ってタスクフォースに任せておけばいい」と債権を手放すよう脅しをかけるが、半沢から法的根拠がないと論破され債権放棄を拒否される。
白井と自身がリーダーを務める再生タスクフォースの力を国民にアピールするため、帝国航空への債権を保有する銀行を一堂に集め、債権放棄することをマスコミの前で報告させる合同報告会を開催するが、当初より債権放棄拒否の方針であった準主力行の東京中央銀行、そして閣議にて民営化が決定し政府の支配から解放された主力行の開発投資銀行から債権放棄を見送るとの報告がなされ、主力行及び準主力行の方針に準ずると表明していた他行を含めた全銀行から債権放棄を拒否されることとなり、合同報告会を急遽切り上げ、報告会の後に予定していた記者会見を中止した。
34年前、当時小学生だった頃、紀本の父親が支店長を務める銀行が融資をしなかったため、地元伊勢志摩で父親が経営していた町工場が倒産してしまったが、倒産で銀行が迷惑を掛けられたと当時中学生だった紀本や紀本の友人からなじられバカにされたことから、それ以降銀行や紀本に対して私怨を持ち続けている。
かつて伊勢志摩市にあった朝原交通の顧問弁護士をしていた関係で、伊勢志摩ステートが後の空港用地となる山林を買い占めていたことを知り、そのことから旧Tが箕部へ不正融資をしていたことを嗅ぎつけている。このことをネタに中野渡を単身呼び出し、不正融資を公表されたくなければ債権放棄を受け入れるよう不遜な態度で脅しをかけるが、中野渡には物証は掴んでいないと見抜かれており「やれるものなら、やってみろ」と凄まれる。
マスコミを集めて再度開かれた債権放棄の報告会で、白井が「タスクフォースはその使命を果たせなかったといえ、その責任は任命した自分にあり、リーダーである乃原の怠慢によるもの」とタスクフォースの失敗を認める発言をしたことで梯子を外される形となったことから白井を怒鳴りつけるが、逆に白井にその不遜な態度を一喝される。
箕部の不正が明るみに出た後、これまでの帝国航空への債権放棄を銀行に迫る恐喝紛いな手法を紀本と白井により告発され、強要罪とみなした弁護士会によって退会処分を下され、弁護士としての身分を失った。

### 帝国航空
経営破綻寸前の日本の大手民間航空会社。コーポレートスローガンは「日本の安全は、世界の翼へ」。赤字を抱える路線が98路線あるが、労働組合やOBの力が強いため大胆な改革が中々出来ない。業績悪化により既に2度再建計画の下方修正を行っている。
神谷巌夫（かみや いわお）
演 - 木場勝己
代表取締役社長
公共交通機関として「赤字だからといって地方への定期便や貨物輸送を切り捨てると日本の運輸が成り立たない」という考えを持ち、現実を直視せず赤字路線にメスを入れることが出来ていなかったが、半沢が再建案の社員説明会で永田の背任行為を糾弾することで社員たちが経営危機に対して団結する雰囲気を作り出し、社員やOBたちが再建に関する意見交換の交流会を開く状況まで再建案に対する態度を軟化したことから、半沢たちが準備した再建案の実行に舵を切ることを決断する。
山久登（やまひさ のぼる）
演 - 石黒賢
財務部長
資金の調達から管理運用まで、帝国航空の財務全般を取り仕切る金庫番。対銀行交渉の窓口も務めている。今の経営を否定して、再建のための改革を進めようとする半沢と対立していたが、半沢の仕事ぶりに信頼を置き帝国航空の再建に希望をもつ。永田の失脚後は、再建案の実行責任者に任命される。
整備士の人員整理に頭を悩ませていたところ、曾根崎に再建タスクフォースに任せれば他社に受け入れさせなくても帝国航空に残留させることが出来ると丸め込まれ、金融庁に報告したデータが自分の事務的ミスであったとする証言を求められ、半沢を再建担当から外すことを強要されるが、余剰人員の受け入れ先としてスカイホープ航空を確約してきた半沢に問いただされたことで考えを改め、曾根崎が懐柔しようとする様子を録音した音声データを半沢に提出し、曾根崎が再建タスクフォースによる再建に誘導しようと暗躍していたことを証言する。
永田宏（ながた ひろし）
演 - 山西惇
東京中央銀行 伊勢志摩支店融資課 課長（2014年頃）
→ 帝国航空 取締役（財務管理担当）（2020年版第二部）
財務担当役員で、東京中央銀行からの出向者。
かつて、東京中央銀行伊勢志摩支店での勤務時代、担当する融資先の企業を通して融資した金の一部を進政党の代議士である兄・栄一へ献金しているのではないかという疑惑が浮上したため、話を収束させるため当時伊勢志摩支店の支店長であった紀本の根回しで6年前に帝国航空に出向させられた過去を持つ。
経営陣はそのままに帝国航空の社員だけがリストラされるという虚偽の再建案をリークしたメールの発信源を半沢が調査したことで、帝国航空の取引会社である丸岡商工と結託してポスターなどの印刷物を帝国航空に水増し請求して経費を丸岡と着服するとともに、栄一へ政治献金として横流ししていた事実が発覚。半沢から帝国航空の社員向けの再建草案説明会の場でその背任行為を暴露・非難され、社員たちから怒号を浴びてその場から逃げ出した。
木滝英雄（きたき ひでお）
演 - 鈴木壮麻
ベテラン機長。パイロット歴35年、通算フライト時間1万5000時間を数える、帝国航空の看板的存在。グレートキャプテンと呼ばれ、従業員の信頼も厚い。OBにも顔が利き、その発言には強い影響力があり神谷社長さえ口出しできない。
永田によって流布された経営陣が責任を取らず社員たちだけに痛みを伴わせる虚偽の再建案を信じ込んだことで一度は半沢に不信感を抱いたが、半沢が訴えた「伝統に縛られることなく部署の領域を超え、社員全員が問題を共有できれば帝国航空は息を吹き返すことが出来る」という考えに感銘を受け、半沢が手掛けようとする痛みを伴う帝国航空の再建案の実現に協力する。
仁藤圭子（にとう けいこ）
演 - 内田慈
元整備士。再建案では整備士など専門職の多くがリストラ対象となる中、既に整備部から総務部へ異動しているが、帝国航空を訪れた半沢にまた整備士に戻れると話をしたことで、曾根崎が暗躍して再建タスクフォース主導の再建に話を誘導していることを半沢に気付かせる切っ掛けを与えた。

### 伊勢志摩ステート
老舗の不動産会社。年商750億円の伊勢志摩で5本の指に入る企業。
野川久志（のがわ ひさし）
演 - 市川しんぺー
伊勢志摩ステート社長。箕部の妻の甥にあたる。伊勢志摩周辺の経済界の顔役。
岡本（おかもと）
演 - 矢作マサル
野川の側近。財務資料を借りに来た伊勢志摩支店の副支店長・深尾に対応していたため、伊勢志摩ステートを訪問した議員秘書の笠松に帰路の航空チケットを渡すのに手間取り、野川から注意されている。

### 開発投資銀行
谷川幸代（たにがわ さちよ）
演 - 西田尚美
企業金融部第四部 次長
帝国航空の担当者。政府の意向を汲み取りつつも自分の意見も巧みに通すタフ・ネゴシエーターとして「鉄の女」の異名で呼ばれており、政府からも一目置かれている。
帝国航空のメインバンクである開発投資銀行を差し置いて半沢が帝国航空の再建案を作成していることに抗議し、過去に帝国航空と同類に収益率が悪化した企業は3年後にはすべて経営破綻しているデータを示し、政府に再建を任せるべきではないかと半沢に意見をぶつけるが、帝国航空の経営状況を実際に調査した半沢から帝国航空の命運は尽きておらず、経営破綻するのは机上の空論であると反論される。
銀行主導でもタスクフォース主導でも帝国航空の再建には人員整理は避けて通れないことから、人員の受け入れ先として目星をつけていた業績好調のLCC・スカイホープ航空を半沢に紹介する。しかし、後に白井が新規路線の就航を認可させない材料とするため、開投銀の上層部に圧力をかけスカイホープ航空への融資を打ち切る決定がなされてしまったため、責任を感じて白水銀行にスカイホープ航空を紹介し、融資を回すように働きかけている。
タスクフォースから債権放棄を要求され、政府系銀行として行内の上層部の意向もあり政府の意見には逆らえないと悟りつつも、本心では半沢と同じく自立再建可能な帝国航空に対し債権放棄は不要と考えており、債権放棄の拒絶の道を探るべく行内で奮闘して粘り強く交渉していた。
父親も自身と同じ銀行員であり、「貸すも親切、貸さぬも親切」という父親の口癖だった言葉を大事にしており、タスクフォースの合同報告会当日「主力銀行、準主力銀行の方針に準ずる」という債権を保有する他銀行の意見表明の最中「主力銀行である開投銀が債権放棄を拒否した場合はこれに従う」という取締役会の確約を得ていた半沢に対し「貸さぬも親切」とメールを送信し、暗に開投銀の債権放棄見送りの方針を伝達したことから、半沢はそれを受けて東京中央銀行の債権放棄拒否を宣言、遅れて会場に到着した自身も、開投銀の民営化が閣議決定されて政府の支配力の影響が弱まったことにより債権放棄の見送りを決議したことを宣言し、結果として全銀行が債権放棄を拒否することとなった。
白井が帝国航空の再建には銀行の債権放棄は不要で、東京中央銀行の再建案に沿えば再建できると発表したことから、帝国航空の主力銀行として半沢たちが作り上げた再建プランを引き継いで、帝国航空の再建に尽力することを誓う。

### 白水銀行・その他の銀行
油山哲也（あぶらやま てつや）
演 - 木下隆行
白水銀行本店 融資部 次長
伊勢島ホテルのサブバンク・白水銀行本店の融資部次長。あだ名は「アブ」。半沢と渡真利の慶應義塾大学経済学部時代の同期。大学時代はラグビー部所属。
伊勢島ホテルの戸越による120億円特別損失の内部告発を受け入れた白水銀行がホテルへの100億円融資計画を中止し損失を出さずに済んだので、油山は戸越に感謝している。
電脳のスパイラル買収案件では、スパイラルによるフォックスの逆買収のためにフォックスの経営状況のデータを半沢に提供している。
水野（みずの）
演 - 松嶋亮太
白水銀行の帝国航空融資担当。大東京銀行に引き続き、帝国航空の主力銀行である開投銀と準主力銀行の東京中央銀行の債権放棄に対する回答に準ずることを表明する。
柴田（しばた）
演 - 安藤彰則
大東京銀行の帝国航空融資担当。政府からの横暴な債権放棄の要請に抗うため、帝国航空の主力銀行である開投銀と準主力銀行の東京中央銀行の債権放棄に対する回答に準ずることを表明する。

### その他
夏目三久
演 - 夏目三久（本人役）
東京中央銀行グループのイメージキャラクター。劇中に登場するポスターや広告写真に起用されている。

#### 2013年版
牧野（まきの）
演 - 志賀廣太郎
半沢が融資の審査で訪れたマキノ精機の社長。金属加工の試作品を手作業で作ることにポリシーを持っている。大口取引先の倒産と融資引き上げに見舞われ不渡りを出す危機に陥っていたが、半沢の尽力により3000万円を融資され救われる。この一件が、のちに竹下からの信頼を得る決定打になる。
近藤由紀子（こんどう ゆきこ）
演 - 山崎直子
近藤の妻。夫思いで、花とも仲が良い。花は新居を訪れ、家族生活を重視する近藤家をうらやましく思っている。
近藤洋弼（こんどう ようすけ）
演 - 大西利空
近藤の息子。
来生卓治（きすぎ たくじ）
演 - ダンカン
フリーライター。第一部では西大阪スチールの5億円融資事故を調べている。小村武彦の家族捜索の見返りに西大阪スチールに対する5億円の融資失敗の情報を半沢から貰い、その情報を『週刊ファスト』にスクープする。第二部では「金融庁も気付いてないだろうがナルセンは裏で暴力団と関係している」と半沢に伝える。
浅野利恵（あさの りえ）
演 - 中島ひろ子
浅野匡の妻。支店長の妻でありながら奥様会の他の夫人たちの様な傲慢さなどはなく穏やかで常識的な感覚を持っている。半沢の妻・花にも対等に接するが、匡と部下の半沢が対立していることを当初は知らなかった。
差し入れのため半沢が匡への「10倍返し」を行っている支店長室を訪ねるが、2人の緊迫した雰囲気から事態を察し半沢の手を取って「こんな人ですけど、どうか宜しくお願い致します」と頭を下げたため、半沢は自身と融資課メンバーを希望部署に異動させる事を引き換えに浅野を不問とした。
その後、半沢の代わりとして匡のマニラ出向が決まり日本を離れる際に「いつか半沢さんに、きちんと謝りましょうね」と諭した。
浅野佐緒里（あさの さおり）
演 - 川島鈴遥
浅野の娘。
浅野怜央（あさの れお）
演 - 若林瑠海
浅野の息子。
花の先輩
演 - 吉田羊
2013年版では、フラワーアレンジメントの仕事を1週間だけ花に手伝ってもらい「フラワーアレンジメントを再開させれば良いのに」と花に勧めている。
2020年版でも引き続きフラワーアレンジメントを行っていて、花が手伝いに来ている。
飯田（いいだ）
演 - 柴崎真人
回想で登場。内海信用金庫融資課。
課長
演 - 奥田達士
回想で登場（本名不明）。産業中央銀行金沢支店・融資課長。大和田の旧S金沢支店時代の上司。
棚橋貴子（たなはし たかこ）
演 - 相築あきこ
アパレル会社・ラフィット社長
大和田と結婚して本名が大和田貴子（おおわだ たかこ）になるが、棚橋名義で会社を経営している。タミヤ電機から転貸資金を受け取る。半沢夫妻には「経営者としてふさわしい才覚の持ち主か疑問（直樹）」「無口で無愛想な人物（花）」と評されている。
ラフィットが大赤字のため5年前に経営困窮した際、一等地の南青山からの店舗移転を検討さえせず、改善の無いまま資金を調達するために借金を重ねた挙句、街金に頼るまで経営は困窮し、大和田が気付いた頃には借金は1億円を超えるほど膨れ上がっていた。その返済のために大和田も経済的に困窮しており、タミヤ電機を利用しての不正融資に手を染めるまでに追い込まれていた。
罪悪感は希薄どころか皆無で、取締役会の前夜に「新作の買い付けにミラノに行くため100万円が必要」として「また用立ててくれる?」と悪びれもせず言ってのけるなど大和田に頻繁に無心している模様。

#### 2020年版
来栖誠也（くるす せいや）
演 - 玉置玲央（スピンオフドラマ）
ワールドビッグデータ社社員。スパイラルとの合同プロジェクトで東京セントラル証券の新システムを担当。
海外で手がけたシステムに不具合が起きてかなりの額の損害賠償請求をされている。闇サイトで知り合った城崎と手を組み東京セントラル証券の顧客口座から300億円を盗み出そうとするが失敗し、若本に取り押さえられる。
黒木亮介（くろき りょうすけ）
演 - 北村匠海（スピンオフドラマ）
高坂の大学時代のプログラミング仲間。大学時代に割のいいアルバイトと嘘をつき、何も知らない高坂にネット詐欺用のホームページの作成を依頼し彼を犯罪に巻き込む。ネット詐欺で逮捕された後はすさんだ生活を送っており、スパイラルに就職した高坂を見つけ出して過去のネット詐欺の件をネタに恐喝するため姿を現す。城崎が東京セントラル証券の顧客口座から金を横領しようとした一件にも関わっている。
新山智美（にいやま ともみ）
演 - 井川遥
半沢や渡真利が情報交換する行きつけの小料理屋「上越やすだ」の女将。東京中央銀行の個人株主であると同時に銀行の内部事情に詳しい。
かつて東京第一銀行の行員（1999年度入行）で、自殺した牧野副頭取の秘書を務めており、牧野の部下であった中野渡とも仕事上で関わることがあった。牧野の自殺の第一発見者であり、牧野は彼女に宛てた遺書を残していた。
牧野の葬儀後、当時ニューヨーク支店長だった中野渡から牧野の死の真相を究明するための人材を探すよう依頼され、中野渡から提示された条件に合致する人物として旧S出身の富岡を探し当てる。
半沢たちの活躍で、牧野が不正融資先の企業からリベートを受け取っていた口座記録は、箕部が不正融資を公表されることを恐れて彼を陥れ口封じさせる目的で捏造されたものであることが紀本の口から語られ、その様子を森山のスマートフォン越しに聞き、牧野が無実であったことが証明され涙を流す。
ジョン・ハワード
演 - イアン・ムーア
マイクロデバイス社の経営者であり、IT業界の超大物。フォックスがスパイラルの傘下に入ることを発表する合同会見にメッセージを寄せ、提携事業に少なくとも3億ドルを出資する旨を表明する。
丸岡耕二（まるおか こうじ）
演 - 粟根まこと
三重県伊勢志摩市にある印刷業者・丸岡商工の社長。
帝国航空の永田宏と結託してポスターなどを架空発注や水増し請求する不正請求で経費を横領するとともに、宏の兄である進政党の衆議院議員・永田栄一に政治献金として横流しするなど、帝国航空を食い物にしていた。
銀行による帝国航空の再建案が実施されると、取引先に対しても経営改善のメスが入り、過剰な発注が多い丸岡商工が真っ先に切られることを危惧した永田から、銀行による再建を潰し政府による再生タスクフォース主導の再建に誘導すべく、社員だけがリストラされる虚偽の帝国航空再建案を社員たちにリークして銀行と敵対させる工作を依頼され、使い捨てのメールアドレスを使用してそれを実行する。しかしその工作を突き止めた半沢が帝国航空の木滝と協力して架空発注・水増し請求の件について問い詰めたことで、永田が裏で手引きしていた事実を吐かされた。
北川（きたがわ）
演 - 階戸瑠李
丸岡商工の女性社員。社長の丸岡が外出している間、雑居ビルの事務所で暇そうに過ごしている。得意先を装い訪ねてきた半沢に、丸岡が東京の進政党のパーティー会場に出張していることを伝える。
ジロー・タカヤマ
演 - 森下創
超有名ブランド「JIRO」を手がける人気デザイナー。帝国航空から次期制服のデザインを依頼されている。

## 用語
倍返し
半沢の決め台詞。正確には「やられたらやり返す、倍返しだ!!」。西大阪スチールの東田満には「倍返し」であったが、上司の浅野には「10倍返し」、宿敵の大和田には「100倍返し」、箕部には「1000倍返し」とも言っている。原作小説では特に印象的な台詞ではあるものの少ない場面でのみ使われた台詞であったが、テレビドラマ版では単発作品と異なり毎回の見せ場を作る必要があるため、各話のクライマックスにおける決め台詞として多用されている。
テレビドラマ版の放送中には視聴者の間で流行語にもなり、2013年の｢新語・流行語大賞｣の年間大賞と2013年度ネット流行語大賞銅賞（3位）を受賞した（詳細は後述）。
土下座
本作では敵対する相手に土下座を要求する演出がなされており、特に2013年版最終話で大和田が行った壮絶な土下座は、大きな話題となった。その他、2020年版の伊佐山の謝罪シーンや、大和田に頭を押さえつけられた半沢の「合体土下座」なども話題となった。
バンカー（banker）
本作では「banker＝銀行員」としているが、正しくは「banker＝銀行経営者・重役など銀行家」「bank clerk＝銀行員」である。
出向
元の勤務先企業に籍を残し、別の企業の従業員として勤務することをいう。残さない場合は「転籍」（プロスポーツ界で言う「移籍」）である。籍を残す場合は元の勤務先については休職扱いとなり、勤続年数・昇給についても凍結される。つまり同期に対してキャリアに差がつくことになる。作中では東京中央銀行から関連企業への派遣のことと説明され、元の東京中央銀行の所属（籍）は「3年」を限界に消滅し、以降は出向先企業の所属となり、本行への復帰は不可能になるとされている。
定年間近の出向では、銀行の定年退職後も関連企業に採用されるなど利益をもたらす場合もあるが、作中では半沢達「バブル最後の入行組」や浅野など出世の為に謀略を重ねてきた主要人物にとっての「事実上の追放」の側面が特に強調されている。本編では、行員が自らの不手際などの責任をとる形で「出向」させられるが、2013年版第一部での半沢や2013年版第二部での時枝のように人事上の策略として行われる場合もある。
稟議
元来の意味は、上司に審議してもらうために案件を提案すること。または、提案を発議する（案件を審議する会議の開催を働きかける）こと。ここでは、融資をする際に融資先の財務状況などから融資の判断をする銀行内での会議の意味で使われている。責任問題になるため、稟議にかける前の段階ではバンカーは融資先に対して「融資できます」などの返答・約束は基本的に一切出来ない決まりとなっている。
裁量臨店
支店による融資の与信判断が正しく行われているかなどを調査するため本部が執り行う銀行内部監査。「臨店」と略す場合もある。劇中では半沢を失脚させようと目論む浅野と小木曽により、半沢には臨店が行われる直前まで知らされないまま、更には検査対象の会社に業績不振で問題のある会社ばかりが選定された状態で仕組まれる。小木曽が裏で融資先のヒアリング調査書などを事前に抜取るなど不正を行って半沢を陥れようとするも、事態の異変に気付いた半沢らの反撃で失敗し、逆にその不正を暴かれたことで小木曽が失脚する羽目になった。
金融庁検査
銀行が業務を健全かつ適切に運営しているかを監督する為に、銀行法に基づき金融庁が銀行に対して実施する検査。この検査では、検査官の質問に対して銀行が虚偽の答弁をしたり、資料隠蔽等で検査を妨げたりすると銀行法による罰則がある。劇中、伊勢島ホテルに対する東京中央銀行の融資とその後の経営悪化を受け、融資先に対する債務者区分の分類と会計上の貸倒引当金の金額の妥当性についてこの検査が実施された。
引当金（ひきあてきん）
将来の損失に備え、負債として計上される会計上の金額。劇中では貸倒引当金を単に「引当金」と呼んでいる。特定の融資先について回収できない可能性が高いと判断された場合に、帳簿上、回収不能見込額を引当金として負債計上し、同額を当期の費用として計上する（実際に金銭を支払うわけではないが、予算凍結に等しいため経営に重大な支障をきたす）。劇中では、金融庁検査で伊勢島ホテルに対する融資の回収可能性に問題があると判断された場合、1000億円以上の引当金計上が必要となることが予想されるとされ、会計上の利益が大きく目減りすることになるため、株価の大幅下落に繋がり、銀行の経営基盤に大きな悪影響が出ること、最悪の場合には破綻する恐れすらあるとも予想されていた。
与信判断
相手先の財務状況などに基づき、融資の可否を判断すること。金利・期限などの条件や、上限枠の設定なども含む。直接金を貸す融資だけでなく、先日付の売買や売掛金回収など、債務者の信用リスクを負う行為全てにかかる判断も行う。
債務者区分
金融検査マニュアルに基づき、銀行が各融資先を返済可能性で分類したもの。この返済可能性には、担保や保証人による返済は含まない。融資先は、問題なく返済される可能性の高い区分から順番に、正常先・要注意先・要管理先・破綻懸念先・実質破綻先（実破）・破綻先のいずれかに分類される。劇中の伊勢島ホテルの件で触れられた実質破綻先では、担保で保全されていない融資額の全額を貸倒引当金に計上する必要に迫られるのに対して、正常先は貸倒引当金の計上は不要という違いがある。与信判断との関係では、実質破綻先であっても担保で融資額全額が保全されていれば貸倒引当金への計上は不要の為、与信判断と債務者区分の分類は必ずしも連動はしない。
疎開資料
金融庁など外部に閲覧されないよう疎開させている資料。各取引の融資経緯・不祥事経緯など重要事項が記載されている場合が多い。
2013年版第二部において、戸越が東京中央銀行京橋支店融資課に内部告発した伊勢島ホテル120億円特別損失に関する報告書を大和田に指示された貝瀬支店長が揉み消して「疎開資料」扱いとなった。
2020年版第二部では旧T時代の箕部への20億円の融資がクレジットファイルとして扱われている。
東京本部第二営業部
東京中央銀行のトップクラスの銀行員が集められた営業部門。半沢曰く「（東京中央銀行の）エリートが集う精鋭集団」。2013年版第一部の最後で、半沢が浅野を刑事告発しないことを条件に次長待遇での栄転を果たした。「（本店）営業第二部」または「営業二部」とも呼ばれる。
転貸資金
金融機関から借りた資金を第三者に貸すなど又貸しされた資金。2013年版第二部では、タミヤ電機が東京中央銀行に借りた3000万円をそのままアパレル系会社・ラフィットに資金転貸（＝又貸し）している。
迂回融資
銀行が顧客を通じて第三者に金銭を融資すること。正規融資できない人に対して行う場合が多い。
時間外取引
証券取引所が開いていない時間帯に行われる取引。2020年版第一部において、電脳が時間外取引によりスパイラル株の30%を一気に取得している。

## スタッフ

### 2013年版
- 原作 - 池井戸潤『オレたちバブル入行組』『オレたち花のバブル組』（文春文庫刊）
- 脚本 - 八津弘幸
- 音楽 - 服部隆之
- ナレーション - 山根基世
- 脚本協力 - 坪田文
- 撮影監督 - 淺野太郎
- CG - 酒井基宏
- タイトル - 井田久美子
- 音楽コーディネーター - 溝口大悟
- 選曲 - 御園雅也
- アクションコーディネーター - 辻井啓伺
- 税理士監修 - 坂本剛（坂本剛税理士事務所）
- 剣道指導 - 永島宗行（みちの子道場）
- スチール - 品川裕之
- インターネット - 佐藤英子、山田香織
- 番組宣伝 - 川鍋昌彦
- 広告企画 - 秋山真人
- 記録 - 福寿香里、舘野弘子
- 編成 - 岸田大輔
- 制作進行 - 露崎裕之
- プロデューサー - 伊與田英徳、飯田和孝
- プロデューサー補 - 萩原孝昭
- 演出補 - 棚澤孝義、田中健太
- 監督補 - 川嶋龍太郎
- 演出 - 福澤克雄[52]、棚澤孝義、田中健太
- 製作著作 - TBS

### 半沢直樹II・エピソードゼロ
- 企画協力 - 池井戸潤
- 脚本 - 槌谷健、李正美、丑尾健太郎
- 音楽 - 服部隆之
- 画面制作 - 本田貴雄、QUICK
- 監修 - 福澤克雄
- インターネット監修 - 藤原洋（ブロードバンドタワー）
- 証券システム監修 - HiJoJo Partners
- 記録 - 本図木綿子
- 編成 - 青木伸介、上田淳也
- スチール - 佐藤亮
- 制作進行 - 楢村湖々
- チーフプロデューサー - 伊與田英徳
- プロデューサー - 宮崎陽平
- プロデューサー補 - 北川学、黎景怡、吉藤芽衣
- 演出補 - 加藤亜季子、武田梓、福島宏介、柴田クマールアージュン、佐井大紀、柳沼美里、三宅孝司
- 演出 - 松木彩
- 製作著作 - TBS

### 2020年版
- 原作 - 池井戸潤『ロスジェネの逆襲』『銀翼のイカロス』（ダイヤモンド社）、『半沢直樹3 ロスジェネの逆襲』『半沢直樹4 銀翼のイカロス』（講談社文庫）
- 脚本 - 丑尾健太郎、金沢知樹、谷口純一郎、李正美
- 音楽 - 服部隆之
- ナレーション - 山根基世
- 脚本協力 - 槌谷健、李正美、谷口純一郎
- 撮影 - 橋本智司
- VFX - 小嶋一徹
- タイトル - 井田久美子
- 音楽コーディネーター - 久世烈
- 選曲 - 御園雅也
- 撮影特別協力 - 三井不動産、住友不動産、Canon、Panasonic、DAY NITE、秋葉原UDX、パナソニックセンター東京、ホテルニューオータニ、ホテルインターコンチネンタル東京ベイ、明治安田生命保険相互会社
- 証券監修 - auカブコム証券
- 法律監修 - 國松崇
- IT監修 - 杉浦英和
- 剣道協力 - 桐光学園中学校・高等学校剣道部、小山則夫、土田真彦
- 画面制作 - 本田貴雄、QUICK、優しい美術
- 住職指導 - お坊さん.jp
- スチール - 大竹晶之
- 宣伝企画 - 川鍋昌彦
- 宣伝担当 - 伊藤隆大、山岸信良
- インターネット - 三浦信志
- 記録 - 古谷まどか、上田悠莉
- 編成 - 青木伸介、上田淳也、佐井大紀
- プロデューサー - 伊與田英徳、川嶋龍太郎、青山貴洋
- プロデューサー補 - 北川学、黎景怡、吉藤芽衣、佐井大紀
- 演出補 - 宮崎陽平、加藤亜季子、武田梓、吉行ラナ、福島宏介、荒木沙耶、内川祐紀、鈴木佳朗、柴田クマールアージュン、小竹理丘、戸島俊季
- 演出 - 福澤克雄、田中健太、松木彩
- 製作著作 - TBS

## 放送日程

### 2013年版
| 部                                                                           | 話数   | 放送日         | サブタイトル | 脚本     | 演出     | 視聴率 |
| ---------------------------------------------------------------------------- | ------ | -------------- | --- | -------- | -------- | ------ |
| 第一部                                                                       | 第1話  | 2013年 7月07日 | やられたら倍返し! 悪い上司に立ち向かうニューヒーロー誕生!! 5億を取り戻せるか? 社宅での妻たちの戦い 出世か? 友情か? | 八津弘幸 | 福澤克雄 | 19.4%  |
| 第一部                                                                       | 第2話  | 7月14日        | 上司の濡れ衣を振り払え! 悪者に倍返し                                                                               | 八津弘幸 | 福澤克雄 | 21.8%  |
| 第一部                                                                       | 第3話  | 7月28日        | クソ上司に倍返し! 部下のピンチを救えるか!? 裏切り者も出現                                                          | 八津弘幸 | 福澤克雄 | 22.9%  |
| 第一部                                                                       | 第4話  | 8月04日        | 10倍返しなるか! 上司と部下の裏切り                                                                                 | 八津弘幸 | 福澤克雄 | 27.6%  |
| 第一部                                                                       | 第5話  | 8月11日        | 半沢が出向に…!? 生き残りをかけた戦                                                                                 | 八津弘幸 | 棚澤孝義 | 29.0%  |
| 第二部                                                                       | 第6話  | 8月25日        | 5億から120億! 東京で、倍返しなるか 本店に異動した半沢は巨大な敵と戦う!!                                            | 八津弘幸 | 福澤克雄 | 29.0%  |
| 第二部                                                                       | 第7話  | 9月01日        | 半沢が土下座する! 絶体絶命の大ピンチ                                                                               | 八津弘幸 | 棚澤孝義 | 30.0%  |
| 第二部                                                                       | 第8話  | 9月08日        | 強敵ライバル登場! 負ければ出向の危機                                                                               | 八津弘幸 | 田中健太 | 32.9%  |
| 第二部                                                                       | 第9話  | 9月15日        | 最終決戦! 出向をかけた金融庁検査!!                                                                                 | 八津弘幸 | 福澤克雄 | 35.9%  |
| 第二部                                                                       | 最終話 | 9月22日        | 100倍返しなるか 最後に土下座するのは誰だ! 衝撃の結末!! 友情か? 裏切りか?                                           | 八津弘幸 | 福澤克雄 | 42.2%  |
| 平均視聴率 29.0%（視聴率はビデオリサーチ調べ、関東地区・世帯・リアルタイム） |        |                | |          |          |        |

- 7月21日はJNN選挙特別番組『夏の決戦!参院選2013 ニッポンどこへ行く!? 〜あなたが選んだ未来〜』放送のため休止。
- 8月18日は『世界陸上モスクワ』放送のため休止。
- 第1話は54分拡大（21:00 - 22:48）。
- 第3話は15分拡大（21:00 - 22:09）。
- 第6話・最終話は25分拡大（21:00 - 22:19）。
- 第8話は5分遅れ（21:05 - 21:59）。
- 第9話は10分拡大（21:00 - 22:04）。

#### 特別総集編
| 放送日                                                       | サブタイトル                    | 視聴率 |
| ------------------------------------------------------------ | ------------------------------- | ------ |
| 2020年 7月05日                                               | 特別総集編・前編～2週連続放送～ | 13.0%  |
| 7月12日                                                      | 特別総集編・後編～今回限りSP版  | 14.8%  |
| （視聴率はビデオリサーチ調べ、関東地区・世帯・リアルタイム） |                                 |        |

### 半沢直樹II ・エピソードゼロ
| 放送日                                                       | サブタイトル                 | ラテ欄                                                  | 脚本                     | 演出   | 視聴率 |
| ------------------------------------------------------------ | ---------------------------- | ------------------------------------------------------- | ------------------------ | ------ | ------ |
| 2020年 1月3日                                                | 狙われた半沢直樹のパスワード | 半沢のパスワードが狙われた! 半沢の出向先で起きた大事件! | 槌谷健 李正美 丑尾健太郎 | 松木彩 | 6.4％  |
| （視聴率はビデオリサーチ調べ、関東地区・世帯・リアルタイム） |                              |                                                         |                          |        |        |

- 2020年版放送開始日である7月19日には「新シリーズ直前ナビ!」を含む再放送（14:00 - 15:54）が行われた。

### 2020年版
| 部                                                                           | 話数   | 放送日         | サブタイトル                                       | ラテ欄                                                      | 脚本                         | 演出            | 視聴率 |
| ---------------------------------------------------------------------------- | ------ | -------------- | -------------------------------------------------- | ----------------------------------------------------------- | ---------------------------- | --------------- | ------ |
| 第一部                                                                       | 第1話  | 2020年 7月19日 | 子会社VS銀行! 飛ばされた半沢の新たな下剋上が始まる | 新たな“倍返し!” 悪徳銀行をぶっ潰せ!! 部下の思いと妻の愛     | 丑尾健太郎                   | 福澤克雄        | 22.0%  |
| 第一部                                                                       | 第2話  | 7月26日        | 卑劣な上司に倍返しだ! 子会社プライドで仲間と戦え!! | 恩返し? 倍返し!? 宿敵・大和田との再会卑劣な上司に反撃だ     | 丑尾健太郎                   | 福澤克雄        | 22.1%  |
| 第一部                                                                       | 第3話  | 8月02日        | 黒崎襲来!! な・お・きにお仕置きよ!!                | 倍返しの鍵は恩返し 黒崎登場!                                | 丑尾健太郎                   | 福澤克雄        | 23.2%  |
| 第一部                                                                       | 第4話  | 8月09日        | 半沢、絶体絶命! カギは因縁・大和田!?               | 勝ったのは大和田!? 負ければ再出向の逆境から倍返しなるか!!   | 丑尾健太郎                   | 福澤克雄        | 22.9%  |
| 第二部                                                                       | 第5話  | 8月16日        | 悪徳政治家に倍返し! 卑劣な政府から500億を守れ      | 悪徳政治家に倍返し 大和田の狙い                             | 丑尾健太郎 金沢知樹          | 田中健太        | 25.5%  |
| 第二部                                                                       | 第6話  | 8月23日        | ついに半沢、敗北!? 牙をむいた政府の刺客、黒崎登場! | 半沢敗北…!? 政府の刺客! 黒崎が                              | 丑尾健太郎 谷口純一郎        | 松木彩          | 24.3%  |
| 第二部                                                                       | 第7話  | 8月30日        | すべてが決まる運命の日! 最恐の敵と直接対決へ…!?    | 裏切り者は誰だ! 政府と直接対決へ!                           | 丑尾健太郎 谷口純一郎        | 田中健太        | 24.7%  |
| 第二部                                                                       | 第8話  | 9月13日        | まさか頭取が…!? 極悪政治家の不正を暴け!            | 倍返しを信じて…! 悪徳政治家を倒せ!!                         | 丑尾健太郎 金沢知樹          | 福澤克雄 松木彩 | 25.6%  |
| 第二部                                                                       | 第9話  | 9月20日        | 最終決戦! 半沢ついに敗北か? 真の黒幕は…            | 最終回前スペシャル 倍返しか!? 土下座か!? 悪徳政治家と決戦だ | 丑尾健太郎 谷口純一郎        | 福澤克雄        | 24.6%  |
| 第二部                                                                       | 最終話 | 9月27日        | 1000倍返しなるか! そしてまさかの辞表!? 最終決戦    | さらば…半沢直樹! 1000倍返しなるか 妻と仲間を信じて!!        | 丑尾健太郎 李正美 谷口純一郎 | 福澤克雄        | 32.7%  |
| 平均視聴率 24.7%（視聴率はビデオリサーチ調べ、関東地区・世帯・リアルタイム） |        |                |                                                    |                                                             |                              |                 |        |

- 放送開始直前の7月5日、7月12日の2週に渡って、2013年版の『特別総集編』を放送。
- 第1話は21時 - 22時19分の25分拡大放送。
- 第2話・第4話・第9話・最終話は21時 - 22時9分の15分拡大放送。
- 9月6日（第8話）は新型コロナウイルスの影響による撮影延期のため休止・翌週へ変更[1]。代替番組として『生放送!!半沢直樹の恩返し』を放送。

### 生放送番組
| 放送日                                                       | サブタイトル             | ラテ欄                               | 視聴率 |
| ------------------------------------------------------------ | ------------------------ | ------------------------------------ | ------ |
| 2020年 9月6日                                                | 生放送!!半沢直樹の恩返し | 今夜限りの生放送SP 秘蔵映像&トーク!! | 22.2%  |
| （視聴率はビデオリサーチ調べ、関東地区・世帯・リアルタイム） |                          |                                      |        |

### 動画配信
2013年版
2013年7月9日よりTBSオンデマンドがTBS自社配信および他社動画配信サービスを通して見逃し配信（PPV）を開始した（2015年6月30日配信終了）。
Paraviにおいては、2020年7月5日の特別総集編・前編放送終了後に第1話から第5話まで、7月12日の後編放送終了後に第6話から第10話までの配信（サブスクリプション）が開始された。TBS FREE（TVer、GYAO!）はそれぞれ1週間限定の広告付き無料配信。
エピソードゼロ
2020年7月19日の再放送終了後よりParaviでの配信が開始された。本編時間73分。TBS FREE（TVer、GYAO!）は1週間限定の広告付き無料配信。
2020年版
当初、放送直後の全編の見逃し配信は「製作者と編成上の判断」を理由として実施せず、放送終了後よりParaviでダイジェスト版と次回予告の配信が開始された。TBS FREE（TVer、GYAO!）では1週間限定の広告付き無料配信で、こちらもダイジェスト版の配信となっていた。
2020年9月20日の第9話終了放送終了後よりParaviで第1話から第9話までの全編配信が開始された。TBS FREE（TVer）は1週間限定の広告付き無料配信。最終話も9月27日の放送終了後に配信開始された。

## 池井戸潤の他作品との繋がり
2020年版の作中には原作者・池井戸潤が手がけた他作品に登場する企業名や人物名が散見されるハイパーリンクの演出が確認できる。
- 2020年版第一部では、東京セントラル証券社内の電光掲示板に佃製作所（下町ロケット[注 74]）、ヤマタニ（下町ロケット）、埼玉中央銀行（陸王）、ダイワ食品（陸王）、アトランティス（陸王）、青島製作所（ルーズヴェルト・ゲーム）、トキワ自動車（ノーサイド・ゲーム）などの株価が流れたり、諸田のメール受信トレイに帝国重工（下町ロケット）からの電子メールが表示されるなど、本作と同じく「日曜劇場」枠でドラマ化された池井戸作品の企業が登場する演出が行われている[68][69][70]。
- 2020年版第二部でも、半沢が過去に自身が担当した企業を語る際に2013年版に登場した西大阪スチールや伊勢島ホテルなどに加えて、帝国重工（下町ロケット）を担当していたことに言及するシーンや帝国航空技術系社員の受け入れ先候補として、トキワ自動車、日本モータース、カザマ商事（いずれもノーサイド・ゲーム）などがホワイトボードに列記され、帝国重工に至っては行員の会話の中で藤間社長（下町ロケットの登場人物）が受け入れ受諾を電話で回答したことが言及されている[71][72][73]。また、曾根崎が山久を懐柔しようとしている音声を録音した際に使用したICレコーダーがゼノックス製品（七つの会議[注 75]）であることが番組公式Twitterなどで明かされている[73][74]。
- 先の帝国航空技術系社員の受け入れ先を探す場面では、下町ロケットに登場した帝国重工が帝国航空と同じ帝国グループであると明言されている。
- 2020年版第8話で検査部の富岡が読んでいるスポーツ新聞「デイスポ」の終面に「アストロズ今季全勝」という見出しでトキワ自動車ラグビー部（ノーサイド・ゲーム）のことが書かれている[75]。
- 2020年版第9話で箕部の不正融資の金の流れが書かれたメモ書きの特徴的な「D」の筆跡が灰谷の筆跡と一致するか黒崎が灰谷のA5サイズの手帳を確認した際、手帳に「業務提携 - Daiwa食品（陸王）」と書かれていた。

## 受賞
ギャラクシー賞 テレビ部門 2013年9月度月間賞（2013年）
受賞理由として「銀行という世界の細かいリアリティが随所に登場し、ドラマの面白さというものを十分に味あわせてくれた久しぶりの快作」という作品自体の評価に加え、「堺雅人の好演に加えて小木曽役の緋田康人、近藤役の滝藤賢一など脇役の熱演ぶりも光った」として俳優陣の演技も評価された。
第78回ザテレビジョンドラマアカデミー賞（2013年）
以下の各部門で受賞した。
- 作品賞2位
- 主演男優賞 - 堺雅人
- 助演男優賞 - 香川照之（2位に片岡愛之助）
- 監督賞 - 福澤克雄

第40回放送文化基金賞
- 演技賞 - 堺雅人
- テレビドラマ部門奨励賞 -『半沢直樹』

GyaO Entertainment Awards 2013 GYAO!ストアTVドラマ部門賞（2013年）
有料映像サービス「GYAO!ストア」（当時の表記はGyaO!ストア）にてユーザーに最も支持されたコンテンツとして受賞した。
第26回 2013 小学館DIMEトレンド大賞 特別賞（2013年）
「今年社会現象を起こした大ヒットドラマ『半沢直樹』を制作し日本中のビジネスマンを大いに元気づけてくれた」ことを表彰理由に受賞。藤沢未樹役を演じた壇蜜も同じく特別賞を受賞した。
2013ユーキャン新語・流行語大賞 トップテン・年間大賞（2013年）
劇中に登場する台詞「倍返し」が受賞。受賞者は主演の堺雅人およびTBS『半沢直樹』チーム。「今でしょ!」（林修）、「お・も・て・な・し」（滝川クリステル）、NHK連続テレビ小説『あまちゃん』の劇中に登場する台詞「じぇじぇじぇ」（宮藤官九郎・能年玲奈）との同大賞創設以来史上最多の4語同時受賞となった。「やられたら、やり返す!」という胸のすくような筋書きが「巷の人気を独り占めした」として選出された。
2013年度ネット流行語大賞銅賞（2013年）
同じく劇中の台詞「倍返しだ!」が受賞。
2014年（平成26年）日本民間放送連盟賞（2014年）
- 番組部門 テレビドラマの部 優秀賞

東京ドラマアウォード2014
- 作品賞・グランプリ（連続ドラマ部門）
- 主演男優賞 - 堺雅人
- 演出賞 - 福澤克雄

第17回日刊スポーツ・ドラマグランプリ
- 作品賞
- 主演男優賞 - 堺雅人
- 助演男優賞 - 片岡愛之助

第19回アジア・テレビジョン賞2014（2014年）
- 最優秀作品賞 ドラマ部門

第105回ザテレビジョンドラマアカデミー賞（2020年）
以下の各部門で受賞した。
- 主演男優賞 - 堺雅人
- 助演男優賞 - 香川照之
- 監督賞 - 福澤克雄、田中健太、松木彩

GQ Men of the Year2020
- TVドラマ・ディレクター・オブ・ザ・イヤー賞受賞 - 福澤克雄

第62回毎日芸術賞（2020年）
- 特別賞

第45回エランドール賞（2021年）
- 特別賞（日曜劇場「半沢直樹」制作チーム）

デジタル・コンテンツ・オブ・ジ・イヤー’20／第26回AMDアワード（2021年）
- 優秀賞、AMD理事長賞

## 備考
ロケ地観光
東京中央銀行大阪西支店の建物の外観には、大阪駅前の梅田阪急ビルに看板をCG合成したショットが使用された。また、関西地区では第5話の瞬間最高視聴率が32.6%を記録するなど特に人気を得ていることから、ヒルトンプラザ大阪、阪急百貨店うめだ本店、梅田スカイビル、芦有ドライブウェイなど、一連のロケ地が観光名所化している。その後も人気は衰えず、ロケ地の1つである道頓堀では飲食店に「倍返しだ」にちなんだ新商品が登場したり、ロケ地目当ての観光客も増え始めている。
半沢直樹 倍返し饅頭
オフィシャル商品として2013年8月中旬からTBSストアで発売された『半沢直樹 倍返し饅頭』は、それを買い求めるサラリーマンなどで長蛇の列になり、同月9日から先行発売されたネット通販でも1か月待ちになるほどの人気を博した。2020年には『100倍返し饅頭 東京セントラル証券ver』が発売され、後半では『東京中央銀行ver』も発売された。この倍返し饅頭は赤坂店で毎日100箱くらい売れ続けており、工場の生産が追いつかないほどであり、赤坂店の売上が2～3倍になったという。
日本での反響
「倍返しだ」は、2013年のユーキャン新語・流行語大賞を受賞した。受賞は堺雅人と「TBS『半沢直樹』チーム」に対して贈られた。
さんふらわあは、2020年版『半沢直樹』第9話が放送された9月20日、同日運行していた大阪発・別府行きの「フェリーさんふらわあ」において、番組の放送時間に合わせて船の消灯時間を延長した。
Twitterの日本法人であるTwitter Japanは2020年版『半沢直樹』最終話が放送された9月27日、放送前後（同日20:30～22:00）の本番組関連ツイートが43万件だったことを発表した。
本作品を同時ネットしているRKB毎日放送の放送エリア内にある福岡市水道局によると、2020年版『半沢直樹』の放送期間中、日曜21時頃から水道の配水量が低下し、放送終了直後の22時過ぎに急激に上昇していたとのデータを最終話放送翌日の9月28日に公開した。
韓国での反響
2014年元日から「한자와나오키（ハンジャワナオキ）」のタイトルで放送された。放送中から再放送やDVD版の問い合わせが殺到するほどの人気で続編への期待が溢れていた。
制作プロダクションの関係者は「TBSにはリメイク権が欲しいとの打診が届いています。なかでも熱心なのは、韓国の民放SBSです。」と語る一方「ドラマの原作者の池井戸潤氏らにも了解を取る必要があるため、手間取っているそうです」とも話した。
2020年9月7日に『狙われた半沢直樹のパスワード』を放送。
2020年9月8日から「チャンネルW」で2020年版の放送を開始。韓国での放送開始前から海賊版サイトを通して日本の放送とリアルタイムで視聴している人もいる。
台湾・中国での反響
台湾の有力紙自由時報は、2013年9月12日付の政争を伝える記事に主人公の決め台詞「やられたら倍返しだ!」をそのまま引用している。また、日本専門チャンネル「緯来日本台（VIDEOLAND JAPAN）」にて同年10月7日から同年10月18日まで放送され、平均視聴率が1.49%、最高視聴率が1.60%を記録した。この数字は、1996年の同チャンネル開局以来、ドラマ部門では最高視聴率であった。
2014年2月25日、台湾の八大綜合台はTBSテレビのドラマ放送枠を新設し半沢直樹の続編が日台で同時放送される可能性が出てきたとNOWnewsが伝えた。
2020年版は、半沢のデスク後ろのモニターに中華民国（台湾）の国旗が映るシーンが原因で、中国の配信サイト「人人視頻」から削除されたとの報道があった。また、第1話の再放送（完全プレイバック版）と第2話以降は、台湾だけでなく全ての国旗が消されている。TBSは削除した理由について「お答えできない」としている。
2020年8月8日から「緯来日本台（VIDEOLAND JAPAN）」にて毎週土曜夜10時から2020年版の放送を開始した。
Twitter Japanによると、日本で2020年版『半沢直樹』最終話が放送された9月27日、最終話に関するツイートで台湾や中国などでも盛り上がっていたことを明らかにした。
見逃し配信
2013年版を含め、TBS系ドラマは放送終了後にParaviで全編配信され、TBS FREE（TVer、GYAO!）では1週間限定で見逃し配信されているのに対し、2020年版は当初はダイジェスト版のみの配信となっていた。TBS宣伝部は「制作と編成の判断」と答えており「現段階で見逃し配信の予定はない」としていた。第9話放送直後、1話から9話がParaviで全編有料配信、TVerで1週間限定広告付き無料配信された。最終話も放送終了後に配信された。

## ラジオドラマ
『TBSラジオ オリジナルドラマ 半沢直樹 敗れし者の物語 by AudioMovie®』（はんざわなおき やぶれしもののものがたり）として、2020年2月11日から3月31日までTBSラジオ『ACTION』内で放送された。TBSラジオとTBSテレビの共同製作。
ドラマ本編において、半沢直樹を陥れようとしたサブキャラクター達が主人公として抜擢されており、本編とは異なる一面がユーモラスに描かれている。1章ごとに前後編の、各10分ほどのラジオドラマ作品として制作されている。
なお、ラジオドラマであるため、各話ごとにスポンサー企業のCMが入れられている。

### キャスト（ラジオドラマ）
第1章
- 浅野匡 - 石丸幹二
- 浅野利恵（浅野の妻） - 中島ひろ子
- 山瀬（村祭り役員） - 手塚秀彰
- 村人・ヤンキー - 金城大和、須田祐介、田邉稚菜、當銀祥恵
- フィリピン人店員 - ハオ・クレアデンス

第2章
- 小木曽忠生 - 緋田康人
- 竹内遥（小木曽の部下） - 笹本玲奈
- 築山（小木曽の部下） - 福田賢二
- 澤田（東京中央銀行本店 監査部 部長） - 及川いぞう
- 社員 - 前田一世
- 小木曽の母 - 片岡富枝
- 社員 - 黒木彩加

第3章
- 東田満 - 宇梶剛士
- 藤沢未樹（東田の元愛人） - 壇蜜
- 刑務官 - 松澤傑
- 裁判官 - 吉田悟朗

第4章
- 黒崎駿一 - 片岡愛之助
- 黒崎美咲（黒崎の妻） - 堀内敬子
- 島田亮太（黒崎の部下）- 竹財輝之助
- 久野（黒崎の部下） - 水沼健
- 桑原（尾張都市銀行天白支店 支店長） - 橋沢進一
- 医師 - 足立信彦
- 看護師 - 鈴木朝代

### スタッフ（ラジオドラマ）
- 企画協力 - 池井戸潤
- 脚本 - オークラ、李正美、金沢知樹、土田英生
- 音楽 - 服部隆之
- 演出・サウンドデザイナー - 鈴木登世宏（シャ・ラ・ラ・カンパニー）
- 音効監修 - 堀内進之介（Screenless Media Lab）
- プロデューサー - 加藤哲康、橋本吉史、福井康平、伊與田英徳、川嶋龍太郎、青山貴洋
- プロジェクトマネージャー - 百枝一実
- アソシエイトプロデューサー - 黎景怡、吉藤芽衣、佐井大紀
- 宣伝担当 - 崔弘杓、伊藤隆大、山岸信良
- WEB・配信担当 - 上之家克子
- ナレーション - 山根基世
- 製作著作 - TBSラジオ、TBSテレビ

### 放送日程（ラジオドラマ）
| 章    | 放送日         | サブタイトル                                         | 脚本     |
| ----- | -------------- | ---------------------------------------------------- | -------- |
| 第1章 | 2020年 2月11日 | 元東京中央銀行 大阪西支店 浅野匡支店長編・前編       | オークラ |
| 第1章 | 2月18日        | 元東京中央銀行 大阪西支店 浅野匡支店長編・後編       | オークラ |
| 第2章 | 2月25日        | 元東京中央銀行 東京本部 小木曽忠生人事部次長編・前編 | 李正美   |
| 第2章 | 3月03日        | 元東京中央銀行 東京本部 小木曽忠生人事部次長編・後編 | 李正美   |
| 第3章 | 3月10日        | 元西大阪スチール 東田満社長編・前編                  | 金沢知樹 |
| 第3章 | 3月17日        | 元西大阪スチール 東田満社長編・後編                  | 金沢知樹 |
| 第4章 | 3月24日        | 金融庁検査局 黒崎駿一主任検査官編・前編              | 土田英生 |
| 第4章 | 3月31日        | 金融庁検査局 黒崎駿一主任検査官編・後編              | 土田英生 |

## 朗読劇
『感謝の恩返しスペシャル企画 朗読劇「半沢直樹」』（かんしゃのおんがえしスペシャルきかく ろうどくげき「はんざわなおき」）は、2020年9月12日から9月13日まで新国立劇場中劇場 で上演された朗読劇。日曜劇場『半沢直樹』に先駆け、TBSラジオで2020年2月から3月に放送された上記のラジオドラマで描かれた「聴くドラマ」の演出をヒントに生まれたスペシャル企画。ラジオとのコラボで実現した“『半沢直樹』の世界観を声で届けるエンターテインメント”に、出演者が生朗読するという“舞台演出”が重なった、オリジナルストーリーの特別企画。
朗読劇の終了後には出演者によるトークショーが行われ、ゲストに伊集院光（9月12日2公演）、藤森慎吾（9月13日12:00公演のみ）が参加している。また、藤森は演目「繰り返される時･･･」に運送員役の声で朗読劇にサプライズ出演も果たしている。
好評を受け、動画配信サービスParaviで9月16日から27日までの12日間、期間限定で独占配信された。

### キャスト（朗読劇）
黒い二人の日記帳
- 平山美幸 - 南野陽子
- 平山一正 - 土田英生

繰り返される時･･･
- 瀬名洋介 - 尾上松也
- 広重多加夫 - 山崎銀之丞

おかしな二人の殺人事件
- 三木重行 - 角田晃広
- 曾根崎雄也 - 佃典彦

初恋の味
- 森山雅弘 - 賀来賢人
- 瀬名洋介 - 尾上松也

### スタッフ（朗読劇）
- 脚本 - 土田英生、粟島瑞丸、吉井三奈子、谷口純一郎
- 演出 - 粟島瑞丸
- 企画・製作・主催 - TBS、TBSラジオ

### 上演演目（朗読劇）
| # | タイトル               | 内容                                                | 脚本       | 備考                                |
| - | ---------------------- | --------------------------------------------------- | ---------- | ----------------------------------- |
| 1 | 黒い二人の日記帳       | 電脳雑伎集団の平山社長夫妻の後日談                  | 土田英生   |                                     |
| 2 | 繰り返される時･･･      | 太洋証券の広重によるスパイラル瀬名社長への復讐劇？  | 粟島瑞丸   |                                     |
| 3 | おかしな二人の殺人事件 | 曾根崎が意外な場所で遭遇した意外な人物とは…         | 吉井三奈子 | 脚本協力:今井太郎                   |
| 4 | 初恋の味               | 森山と瀬名がなぜか大喧嘩。 二人に何が起こったのか？ | 谷口純一郎 | ゲスト:沢城みゆき 声の出演:大塚明夫 |

### 公演日程（朗読劇）
2020年9月12日 - 9月13日 新国立劇場中劇場
| 公演日  | 開演時間 | タイトル               | 出演                |
| ------- | -------- | ---------------------- | ------------------- |
| 9月12日 | 14:00    | 黒い二人の日記帳       | 南野陽子×土田英生   |
| 9月12日 | 14:00    | 繰り返される時･･･      | 尾上松也×山崎銀之丞 |
| 9月12日 | 18:00    | 繰り返される時･･･      | 尾上松也×山崎銀之丞 |
| 9月12日 | 18:00    | おかしな二人の殺人事件 | 角田晃広×佃典彦     |
| 9月13日 | 12:00    | 黒い二人の日記帳       | 南野陽子×土田英生   |
| 9月13日 | 12:00    | 繰り返される時･･･      | 尾上松也×山崎銀之丞 |
| 9月13日 | 16:00    | 黒い二人の日記帳       | 南野陽子×土田英生   |
| 9月13日 | 16:00    | 初恋の味               | 賀来賢人×尾上松也   |

## 関連商品

### 映像商品
| タイトル                                                | 発売日         | 販売元               | 規格品番  | 備考                                                   |
| ------------------------------------------------------- | -------------- | -------------------- | --------- | ------------------------------------------------------ |
| 半沢直樹 -ディレクターズカット版- DVD-BOX               | 2013年12月26日 | TCエンタテインメント | TCED-2030 | 初回生産限定封入特典：オリジナル東京中央銀行通帳型メモ |
| 半沢直樹 -ディレクターズカット版- Blu-ray BOX           | 2013年12月26日 | TCエンタテインメント | TCBD-0295 | 初回生産限定封入特典：オリジナル東京中央銀行通帳型メモ |
| 半沢直樹(2020年版) -ディレクターズカット版- DVD-BOX     | 2021年01月29日 | TCエンタテインメント | TCED-5484 | 店舗別オリジナル特典あり                               |
| 半沢直樹(2020年版) -ディレクターズカット版- Blu-ray-BOX | 2021年01月29日 | TCエンタテインメント | TCBD-1036 | 店舗別オリジナル特典あり                               |

### CD
『TBS系 日曜劇場 半沢直樹 オリジナル・サウンドトラック』
レーベル：Anchor Records、発売：2013年9月4日

### 書籍
『日曜劇場半沢直樹 公式ブック』
出版元：講談社、発売：2020年8月13日、ISBN 9784065183977